# 11. September
Der 11. September ist der 254. Tag des gregorianischen Kalenders (der 255. in Schaltjahren), somit bleiben noch 111 Tage bis zum Jahresende.
Im koptischen ebenso wie im äthiopischen Kalender ist es der erste Tag des Jahres, außer wenn das darauffolgende Jahr ein Schaltjahr ist. In diesem Fall verschiebt sich der Jahresbeginn auf den 12. September.

## Ereignisse

### Politik und Weltgeschehen
- 0813: Ludwig der Fromme wird von seinem Vater Karl dem Großen bei einer Reichsversammlung in Aachen zum Mitkaiser gekrönt.
- 1297: William Wallace erringt in der Schlacht von Stirling Bridge einen sensationellen Sieg über die englischen Truppen und verjagt sie aus Schottland.
- 1541: Zu Beginn eines dreijährigen Aufstandes der Mapuche gegen die spanischen Konquistadoren greifen die Indigenen um Toqui Michimalonco Santiago de Chile an und zerstören die Stadt. Nur der Einsatz von Inés Suárez, der Geliebten des Stadtgründers Pedro de Valdivia, kann eine völlige Niederlage der Spanier abwenden.
- 1609: Henry Hudson entdeckt die Insel Manhattan.
- 1620: In der Schlacht bei Tirano im Veltlin wird ein Heer der Drei Bünde, Berns sowie Zürichs von spanischen Truppen geschlagen.
- 1649: Beim Strafzug der im Englischen Bürgerkrieg siegreichen Puritaner unter Oliver Cromwell gegen aufständische Iren kommt es zum Massaker von Drogheda.
- 1697: In der Schlacht bei Zenta besiegen kaiserliche Truppen unter Prinz Eugen von Savoyen die osmanische Armee des Sultans Mustafa II. Prinz Eugen feiert seinen ersten glanzvollen Sieg als Feldherr.

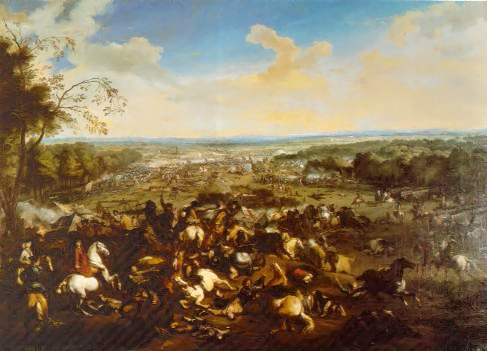
1709: Schlacht bei Malplaquet

- 1709: Im Spanischen Erbfolgekrieg kommt es zur Schlacht bei Malplaquet, in der die anti-französische Allianz unter hohen eigenen Verlusten siegt.
- 1714: Barcelona wird im Spanischen Erbfolgekrieg durch französische Truppen des Marschalls von Berwick erobert; die Katalanen haben für die anti-französische Allianz Partei ergriffen. Der spanische Herrscher Philipp V. beseitigt ihre alten Vorrechte und löst die unabhängigen katalanischen Institutionen auf.
- 1758: Eine britische Expedition auf das französische Festland im Rahmen des Siebenjährigen Krieges endet in der Schlacht bei Saint-Cast in einem Fiasko.
- 1777: Britische Truppen unter General William Howe besiegen im Amerikanischen Unabhängigkeitskrieg in der Schlacht von Brandywine in Pennsylvania Kolonisten unter George Washington und rücken anschließend auf Philadelphia vor.
- 1802: Frankreich annektiert die Subalpinische Republik.
- 1814: In der Schlacht bei Plattsburgh besiegen die Amerikaner die Briten und geben dem Britisch-Amerikanischen Krieg damit eine entscheidende Wende zu ihren Gunsten. Auf dem Lake Champlain besiegt die US-amerikanische Flotte unter dem Befehl Thomas Macdonoughs eine von Kanada aus herangeführte britische Flottille.
- 1830: In Ecuador, das im Mai aus Großkolumbien ausgeschieden ist, wählt das Parlament Juan José Flores in Riobamba zum ersten Präsidenten des Landes.

1836: Flagge der Republik Piratini

- 1836: In der Provinz São Pedro do Rio Grande do Sul im Süden Brasiliens rufen Separatisten unter Antônio de Sousa Neto während der Farrapen-Revolution die Republik Piratini aus. Sie wird in der Folge aber völkerrechtlich nicht anerkannt und existiert nur bis zum 1. März 1845.
- 1857: Beim Mountain-Meadows-Massaker überfallen Mormonen, die sich mit den Vereinigten Staaten im Krieg befinden, einen Siedlerzug aus Arkansas. Alle Erwachsenen werden getötet, die Kinder an mormonische Familien abgegeben. Der Geheimbund der Daniten wird für die Tat verantwortlich gemacht.
- 1897: Das Königreich Kaffa ergibt sich nach monatelangen Kämpfen den Streitkräften Äthiopiens unter Kaiser Menelik II.
- 1907: In der kanadischen Hafenstadt Vancouver kommt es zu blutigen Ausschreitungen gegen die japanischen Einwanderer, die durch Weiße von ihren Arbeitsplätzen vertrieben werden. Als sich die Japaner wehren, wird das asiatische Stadtviertel gestürmt und niedergebrannt.
- 1914: Erster Weltkrieg außerhalb Europas: Australien führt auf Neupommern im Bismarck-Archipel eine Invasion durch und bezwingt im Gefecht bei Bita Paka das deutsche Truppenkontingent.

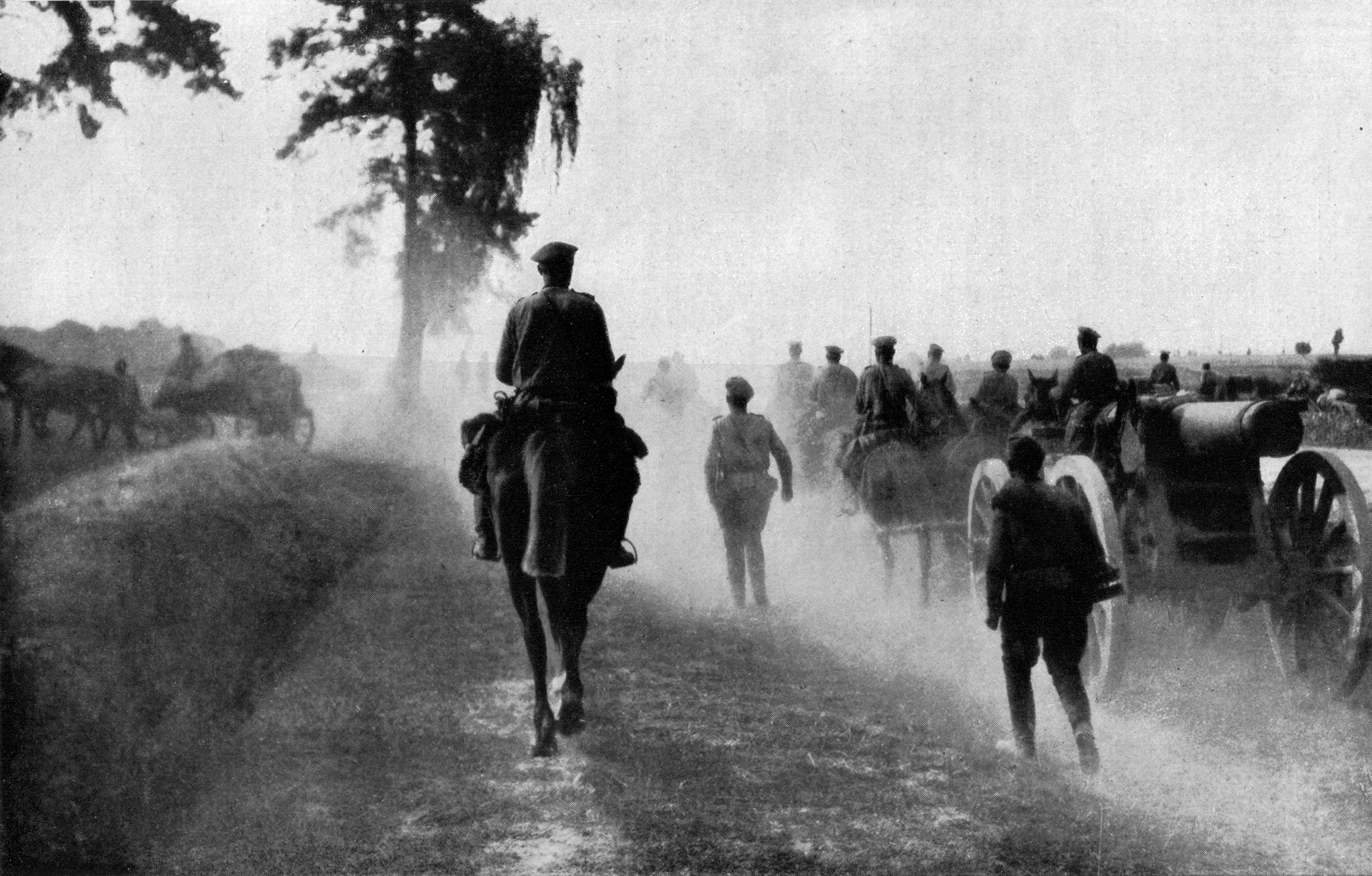
1914: Russische Artillerie

- 1914: Die Schlacht von Lemberg zwischen den Truppen Russlands und Österreich-Ungarns geht mit einer Niederlage für die Habsburgermonarchie zu Ende, von der sie sich nicht mehr erholt.
- 1921: Die Siedlung Nahalal wird als erster jüdischer Moschav in der Jesreelebene gegründet.
- 1921: Die Wahl zum zweiten Thüringer Landtag ergibt eine Mehrheit für die Linksparteien SPD, USPD und KPD. SPD und USPD bilden eine Minderheitsregierung unter Duldung durch die KPD.
- 1941: Der Grundstein für das Pentagon wird gelegt.
- 1943: Zweiter Weltkrieg: Deutsche Truppen besetzen Korsika und Kosovo, Beginn der Auflösung der Ghettos von Minsk und Lida durch die Nazis.
- 1944: Zweiter Weltkrieg: Die ersten alliierten Truppen der US-Armee überqueren die Grenze des Deutschen Reiches nördlich von Trier. In der sog. „Brandnacht“ in Darmstadt sterben bei einem Großangriff der Royal Air Force mit anschließendem Feuersturm 11.500 Menschen.
- 1944: Die französische Stadt Dijon wird zum zweiten Mal in ihrer Geschichte an diesem Datum befreit – erstmals ist das während der Belagerung im Jahr 1513 durch vorwiegend eidgenössische Truppen geschehen.
- 1945: Der Alliierte Rat der vier Besatzungsmächte in Österreich konstituiert sich.
- 1947: Der erste Zug mit zurückkehrenden Kriegsgefangenen aus der Sowjetunion nach dem Zweiten Weltkrieg kommt in Wiener Neustadt an. Bis Ende 1947 treffen ca. 162.000 ehemalige Kriegsgefangene ein.
- 1949: In der Schweiz wird die Volksinitiative Rückkehr zur direkten Demokratie angenommen.
- 1954: Das Bundessozialgericht in Kassel wird feierlich eröffnet.
- 1961: Der bewaffnete Aufstand in Süd-Kurdistan unter Mustafa Barzani beginnt, der nach und nach zu einer Volksbewegung der nationalen Befreiung wird. Die irakische Luftwaffe beginnt mit massiver Bombardierung kurdischer Dörfer.
- 1961: Der World Wide Fund for Nature (WWF) wird unter dem Namen World Wildlife Fund in der Schweiz gegründet.
- 1970: Mit der Operation Tailwind weiten die USA den Vietnamkrieg auf Laos aus, um den Druck auf die Vietcong-Kämpfer auf dem Ho-Chi-Minh-Pfad zu erhöhen. Die Operation dauert bis zum 13. September.

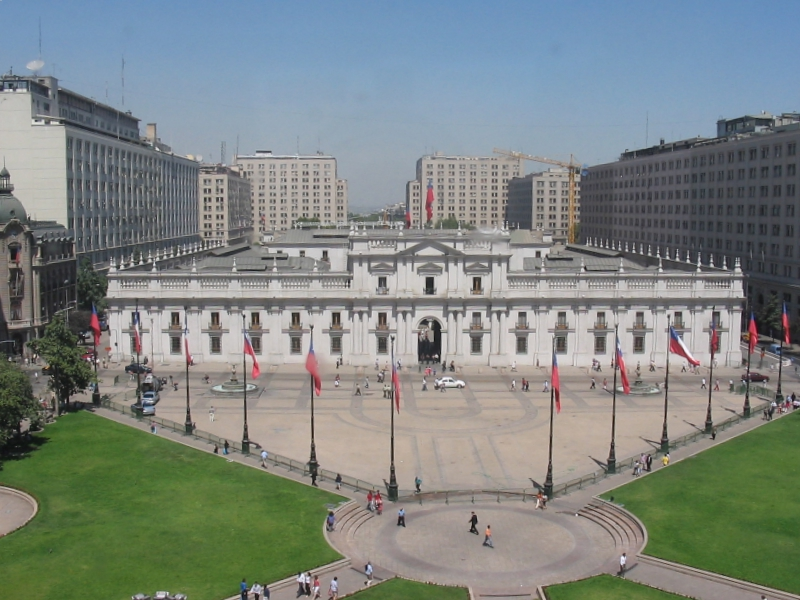
1973: chilenischer Präsidentenpalast La Moneda

- 1973: In Chile findet unter Augusto Pinochet ein durch die US-Regierung unterstützter Militärputsch gegen die Regierung Salvador Allendes statt. Der darauffolgenden Militärdiktatur fallen nach offiziellen Schätzungen ca. 3000 Chilenen zum Opfer. Über 1 Million Menschen flüchten ins Exil.
- 1989: Ungarn öffnet den Eisernen Vorhang, um Deutschen aus der DDR die Möglichkeit zur Ausreise in den Westen zu geben.
- 1989: Die Sicherheitskräfte der DDR versuchen mit brutaler Gewalt und Verhaftungen weitere Montagsdemonstrationen in Leipzig zu verhindern.
- 1990: US-Präsident George H. W. Bush hält eine Rede, in der er zum ersten Mal vor großem Publikum über die „neue Weltordnung“ (new world order) spricht.
- 1991: Die Sowjetunion kündigt den vollständigen Abzug ihrer noch auf Kuba stationierten Militäreinheiten an.
- 1997: In einem Referendum stimmen die Bewohner Schottlands mehrheitlich für die Einrichtung eines schottischen Regionalparlaments.

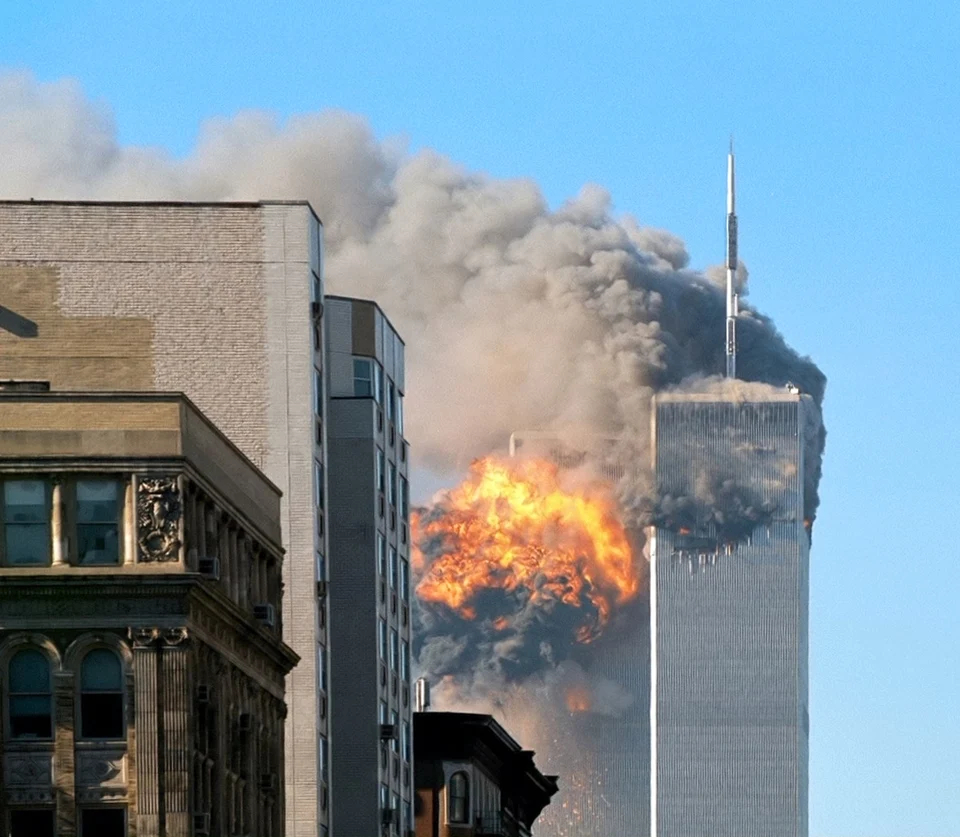
2001: Terroranschlag auf das World Trade Center

- 2001: Terroranschläge in den USA: Vier Passagierflugzeuge werden auf Inlandsflügen entführt und davon zwei von den Tätern in das World Trade Center und eines ins Pentagon gelenkt. Das vierte Flugzeug stürzt in der Nähe von Shanksville, Pennsylvania in einem Feld ab. Es sterben insgesamt etwa 3000 Menschen.
- 2001: Die Generalversammlung der Organisation Amerikanischer Staaten verabschiedet in Lima die Interamerikanische Demokratiecharta.
- 2007: Russland testet den Vater aller Bomben, die angeblich zu diesem Zeitpunkt stärkste konventionelle Bombe der Welt.
- 2012: Beim Bengasi-Anschlag sterben vier US-Amerikaner, darunter Botschafter J. Christopher Stevens.

### Wirtschaft
- 1841: Der Maler John Rand erhält ein US-Patent über die von ihm erfundene Tube, die ursprünglich zum Befüllen mit Farbe gedacht ist.

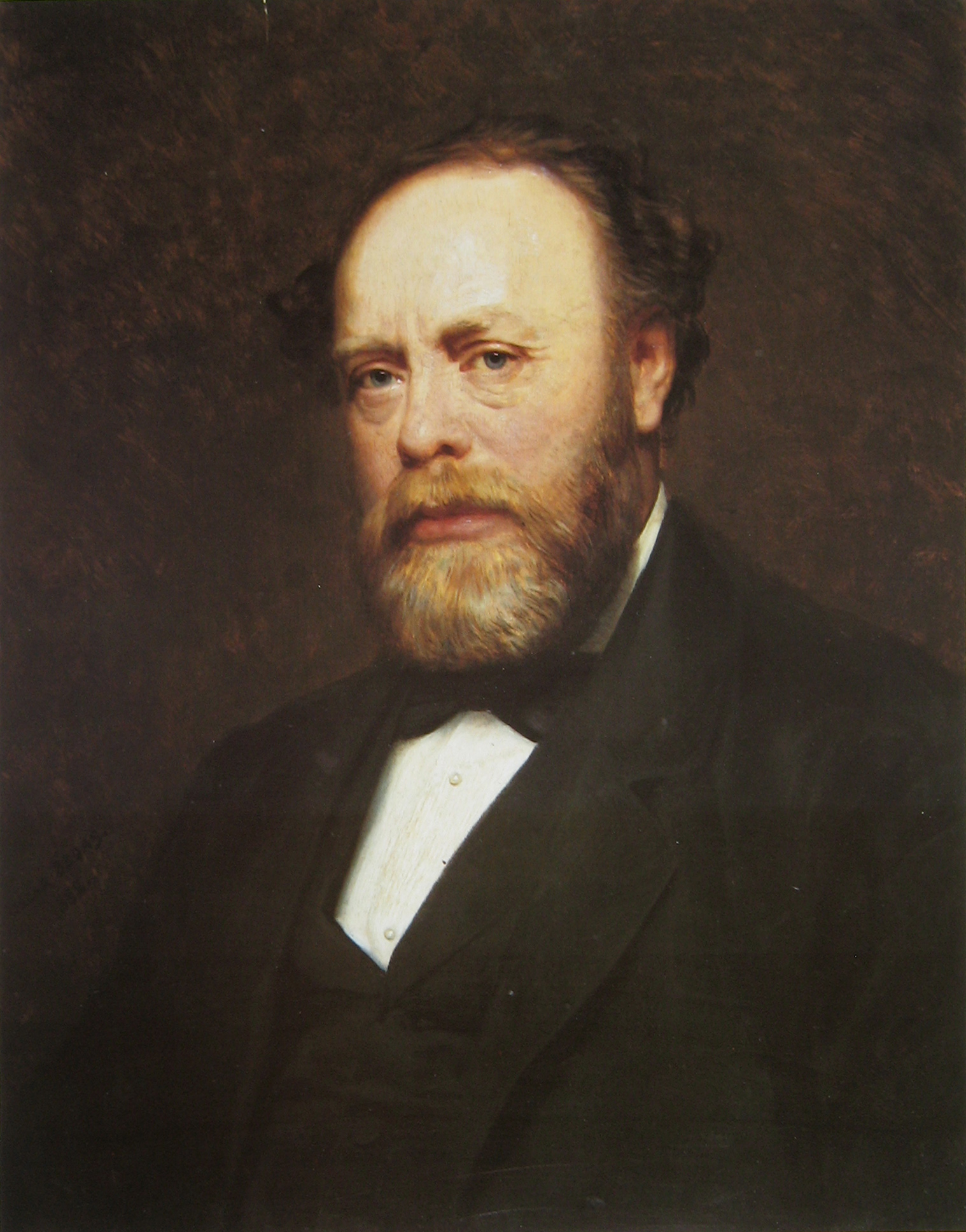
1877: Leopold Ullstein

- 1877: Leopold Ullstein gründet in Berlin einen Zeitungs- und Zeitschriftenverlag.
- 1961: Über den Bremer Automobilhersteller Borgward wird das Konkursverfahren eröffnet, nachdem im Juli beantragte Vergleichsverfahren scheitern.
- 1961: Die erste Ausgabe des Verbrauchermagazins DM erscheint. Warentests wecken das Interesse an der neuen Zeitschrift.

### Gesellschaft
- 1988: Schüler der Carl-von-Ossietzky-Oberschule demonstrieren bei einer „Gedenkkundgebung zur Ehrung der Opfer des Faschismus“ für Frieden und solidarisieren sich mit der polnischen Solidarność; die folgenden Repressalien gegen die Schüler führen zur Ossietzky-Affäre.

### Wissenschaft und Technik
- 1609: Der englische Seefahrer Henry Hudson entdeckt den später nach ihm benannten Hudson River.
- 1746: Giovanni Domenico Maraldi entdeckt den als Messier 2 bezeichneten Kugelsternhaufen im Sternbild Wassermann.

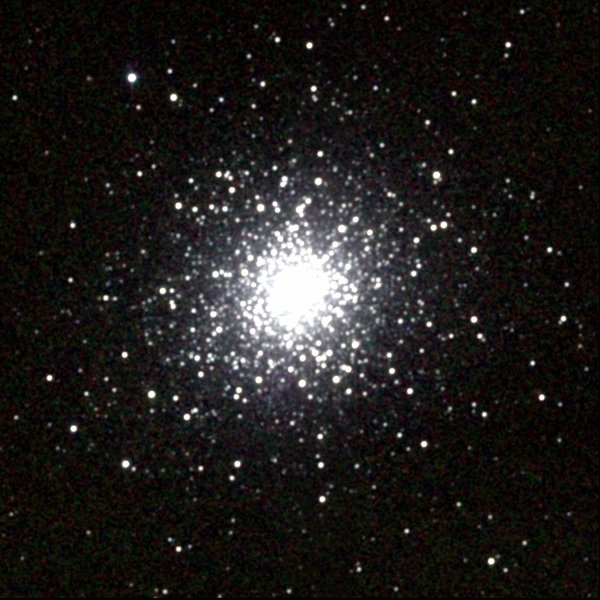
1746: Messier 2

- 1912: In Berlin wird die Diesel-Klose-Sulzer-Thermolokomotive für die Preußischen Staatseisenbahnen fertiggestellt, die weltweit erste Diesellokomotive.
- 1928: In Dänemarks zweitgrößter Stadt Aarhus wird die Universität Aarhus gegründet.
- 1940: Erstmals wird ein Computer ferngesteuert, was George Stibitz (Bell Laboratories) per Telefonleitung realisiert.
- 1944: In der mexikanischen Stadt Xalapa wird die Universidad Veracruzana gegründet.
- 1952: Der US-amerikanische Arzt Charles A. Hufnagel setzt dem ersten Patienten eine künstliche Herzklappe ein, die er selbst entwickelt hat.
- 1974: Charles Thomas Kowal entdeckt den Jupitermond Leda (Jupiter XIII).

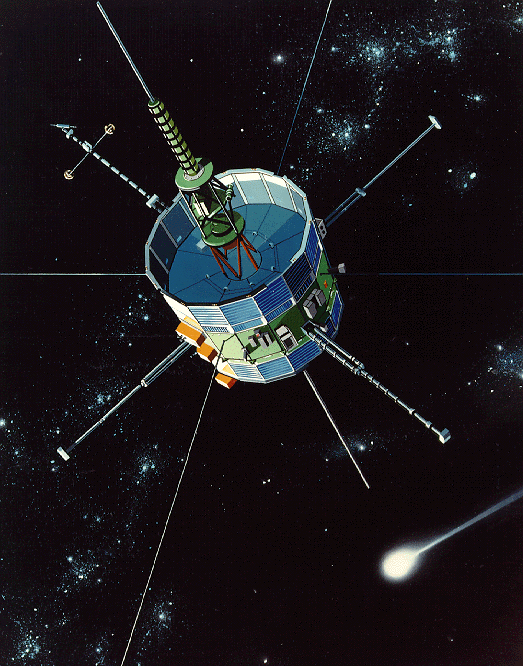
1985: ISEE-3/ICE

- 1985: Die Raumsonde ISEE-3/ICE passiert Giacobini-Zinner – damit wird erstmals ein Komet von einer Sonde erforscht.
- 1988: Der Asteroid Polydoros aus der Gruppe der Jupiter-Trojaner wird von Carolyn Shoemaker entdeckt.
- 1995: Die RMS Queen Elizabeth 2, das damalige Flaggschiff der Cunard Line, wird von einem Kaventsmann getroffen. Der Vorfall verläuft glimpflich, führt jedoch dazu, dass Freakwaves oder Kaventsmänner nicht mehr als Seemannsgarn abgetan, sondern wissenschaftlich ernst genommen und erforscht werden.
- 2007: Das Weltraumobservatorium SOHO entdeckt seinen ersten nachweislich periodischen Kometen 322P/SOHO, dessen Umlaufbahn von Sebastian Hoenig vorherberechnet worden ist.

### Kultur
- 0008: Epoche des Äthiopischen Kalenders (gregorianisch)
- 0260: In der raetischen Provinzhauptstadt Augusta Vindelicum setzt der Statthalter Simplicinius Genialis einen Weihestein. Der Siegesaltar ist der Siegesgöttin Victoria geweiht und erinnert an einen Erfolg über den germanischen Stamm der Juthungen.
- 0284: Der Koptische Kalender hat die Machtübernahme Diokletians zum Bezugspunkt (gregorianisch)

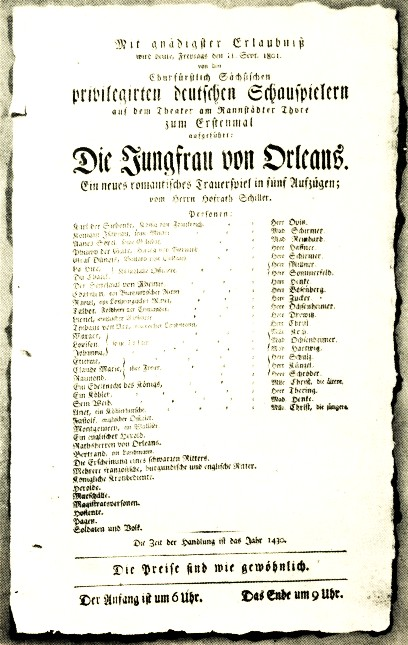
1801: Theaterzettel der Uraufführung der Jungfrau von Orléans

- 1801: In Leipzig wird Friedrich Schillers romantische Tragödie Die Jungfrau von Orléans uraufgeführt. Das der Weimarer Klassik zugehörige Stück wird zu Schillers Zeiten sein meistgespieltes Werk.
- 1847: Der Ohrwurm Oh! Susannah (I come from Alabama) des Komponisten Stephen Foster wird erstmals in einem Saloon in Pittsburgh, Pennsylvania, vorgetragen.
- 1867: In Hamburg erscheint der umfangreiche erste Band von Karl Marx’ Hauptwerk Das Kapital.
- 1925: Am Deutschen Künstlertheater in Berlin wird die Operette Die Teresina von Oscar Straus nach einem Libretto von Rudolf Schanzer und Ernst Welisch uraufgeführt.
- 1933: Die Uraufführung des Propagandafilms Hitlerjunge Quex erfolgt in Berlin.
- 1951: Im Teatro La Fenice in Venedig findet die Uraufführung von Igor Strawinskys Oper The Rake’s Progress statt.
- 1962: The Beatles nehmen ihre erste Single Love Me Do auf.
- 1965: Erster Deutschland-Auftritt der Rolling Stones in der Halle Münsterland in Münster.
- 1988: Nachdem die ursprünglich geplante Uraufführung am 13. November 1869 nicht stattgefunden hat, wird die wiederentdeckte Messa per Rossini, eine Gemeinschaftskomposition mehrerer italienischer Komponisten zum ersten Todestag Gioachino Rossinis, von der Gächinger Kantorei unter der Leitung von Helmuth Rilling beim Europäischen Musikfest Stuttgart uraufgeführt.

### Religion
- 0910: Herzog Wilhelm I. von Aquitanien gründet das Kloster Cluny, das ein Motor für Kirchenreformen wird.
- 1822: Die katholische Kirche gibt durch die Kongregation der römischen und allgemeinen Inquisition bekannt, dass die Lehre über das heliozentrische Weltbild generell verbreitet werden darf.
- 1857: Mormonen-Milizionäre massakrieren mit verbündeten Ureinwohnern etwa 120 Emigranten der Baker-Fancher party (deutsch Baker-Fancher-Gesellschaft), die nach Kalifornien reisten, in Mountain Meadows.
- 1893: Der Inder Swami Vivekananda präsentiert seine Interpretation des Hinduismus beim Weltparlament der Religionen in Chicago.
- 1955: Der Bern-Tempel, der erste Tempel der Kirche Jesu Christi der Heiligen der Letzten Tage (Mormonen) in Europa, wird geweiht.

### Katastrophen
- 1041: Der Bremer Brand zerstört einen Großteil der bremischen Altstadt.
- 1541: Der Volcán de Agua birst und zerstört mit einer Geröll- und Schlammlawine die guatemaltekische Hauptstadt, den heutigen Vorort Ciudad Vieja. Mehrere hundert Menschen sterben.
- 1877: Der britische Dreimast-Segler Avalanche sinkt vor der Isle of Portland nach der Kollision mit dem Frachtsegler Forest, 106 Menschen sterben.
- 1881: Am Tschingelberg im Schweizer Kanton Glarus brechen in Folge unsachgemäßes Schieferabbaus etwa 10 Mio. m³ Gestein ab und verschütten einen Teil des Dorfes Elm; beim Bergsturz sterben 114 Menschen, 83 Gebäude werden zerstört.

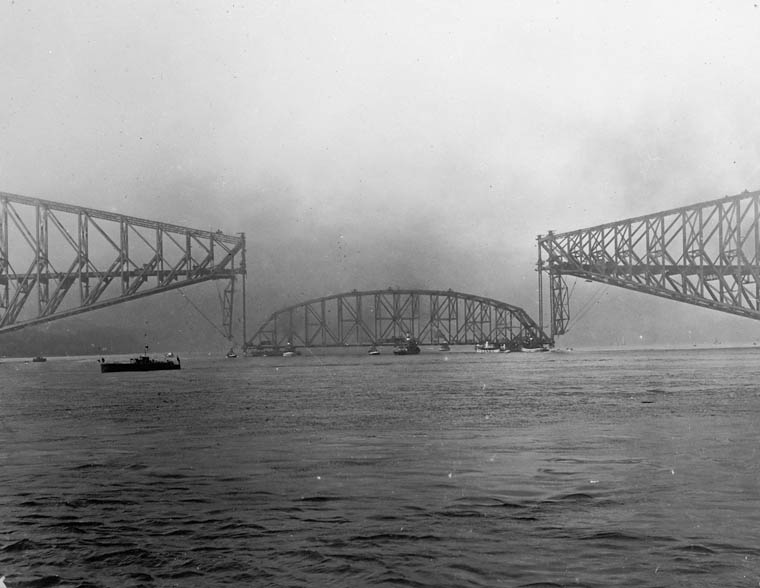
1916: Einsturz der Québec-Bridge

- 1916: Die Québec-Brücke stürzt beim Versuch ihrer Fertigstellung zum zweiten Mal ein. 13 Personen werden getötet.
- 1944: Bei einer Schlagwetterexplosion kommen in der Zeche Monopol Schacht Grimberg 3/4 in Bergkamen 107 Bergarbeiter ums Leben, unter ihnen zahlreiche russische Zwangsarbeiter.
- 1944: Im Gelsenberg-Lager für jüdische Zwangsarbeiterinnen in Gelsenkirchen-Horst kommen bei Bombenangriffen mindestens 150 weibliche KZ-Häftlinge ums Leben, weil sie keine Schutzräume benutzen durften.
- 1982: Während der Mannheimer „Internationalen Luftschiffertage“ stürzt ein US-Militärhubschrauber vom Typ Boeing CH-47 Chinook mit Fallschirmspringern aus Frankreich, Wales und Deutschland auf die Autobahn Mannheim-Heidelberg. Alle 46 Insassen kommen ums Leben.
- 1985: Beim Frontalzusammenstoß zweier Züge bei Moimenta-Alcafache kommen mehr als 100 Menschen ums Leben. Es ist der schwerste Eisenbahnunfall in der Geschichte Portugals.
- 2015: Nach einem Sturm kippt ein Baukran in Mekka in unmittelbarer Nähe der al-Masdschid al-Harām um und tötet mindestens 107 Menschen, 238 weitere werden verletzt.
- 2017: Hurrikan Irma richtet großflächig Schäden in Florida an.

Kleinere Unglücksfälle sind in den Unterartikeln von Katastrophe und in der Liste von Katastrophen aufgeführt.

### Natur und Umwelt
- 1930: Der Vulkan Stromboli bricht aus. Es ist, soweit bekannt, die bisher heftigste Eruption dieses ständig aktiven Vulkans.
- 1996: Bei Teutschenthal in Sachsen-Anhalt ereignet sich in einem stillgelegten Kalibergwerk ein Gebirgsschlag. Seismographen auf der ganzen Welt zeichnen das ausgelöste Erdbeben der Stärke 5,5 auf der Richterskala auf.

### Sport
- 1858: Eine vierköpfige Bergsteigergruppe steht erstmals in den Walliser Alpen auf dem Dom, dem höchsten Berg, der vollständig innerhalb der Schweiz liegt.
- 1875: Das erste professionelle Frauen-Baseballspiel spielen die Blondes und die Brunettes in Springfield, im US-Bundesstaat Illinois aus.
- 1910: In Fürth wird der Sportpark Ronhof mit dem Spiel SpVgg Fürth gegen den Karlsruher FV eröffnet.

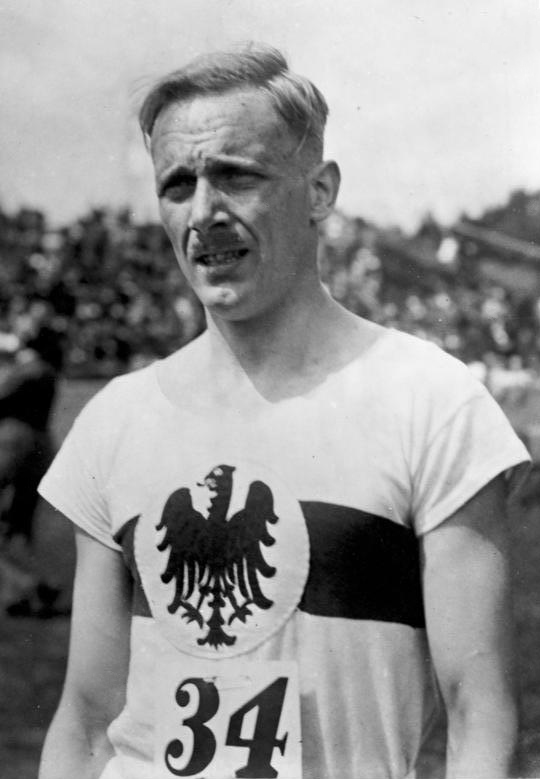
1926: Otto Peltzer

- 1926: Otto Peltzer besiegt den „Wundermenschen“ Paavo Nurmi in Weltrekordzeit über 1500 m in 3:51,0.
- 1932: Die französische Profifußballliga nimmt mit zehn Partien den Spielbetrieb auf.
- 1972: Die Spiele der XX. Olympiade gehen in München einen Tag später als geplant mit der Schlussfeier zu Ende. Die Anwesenden erheben sich bei der Veranstaltung, um der Opfer beim Olympia-Attentat auf israelische Athleten zu gedenken.
- 1995: In New York City beginnt die Schachweltmeisterschaft 1995 zwischen Titelverteidiger Garri Kasparow und Herausforderer Viswanathan Anand.

Einträge von Leichtathletik-Weltrekorden befinden sich unter der jeweiligen Disziplin unter Leichtathletik.

## Geboren

### Vor dem 18. Jahrhundert

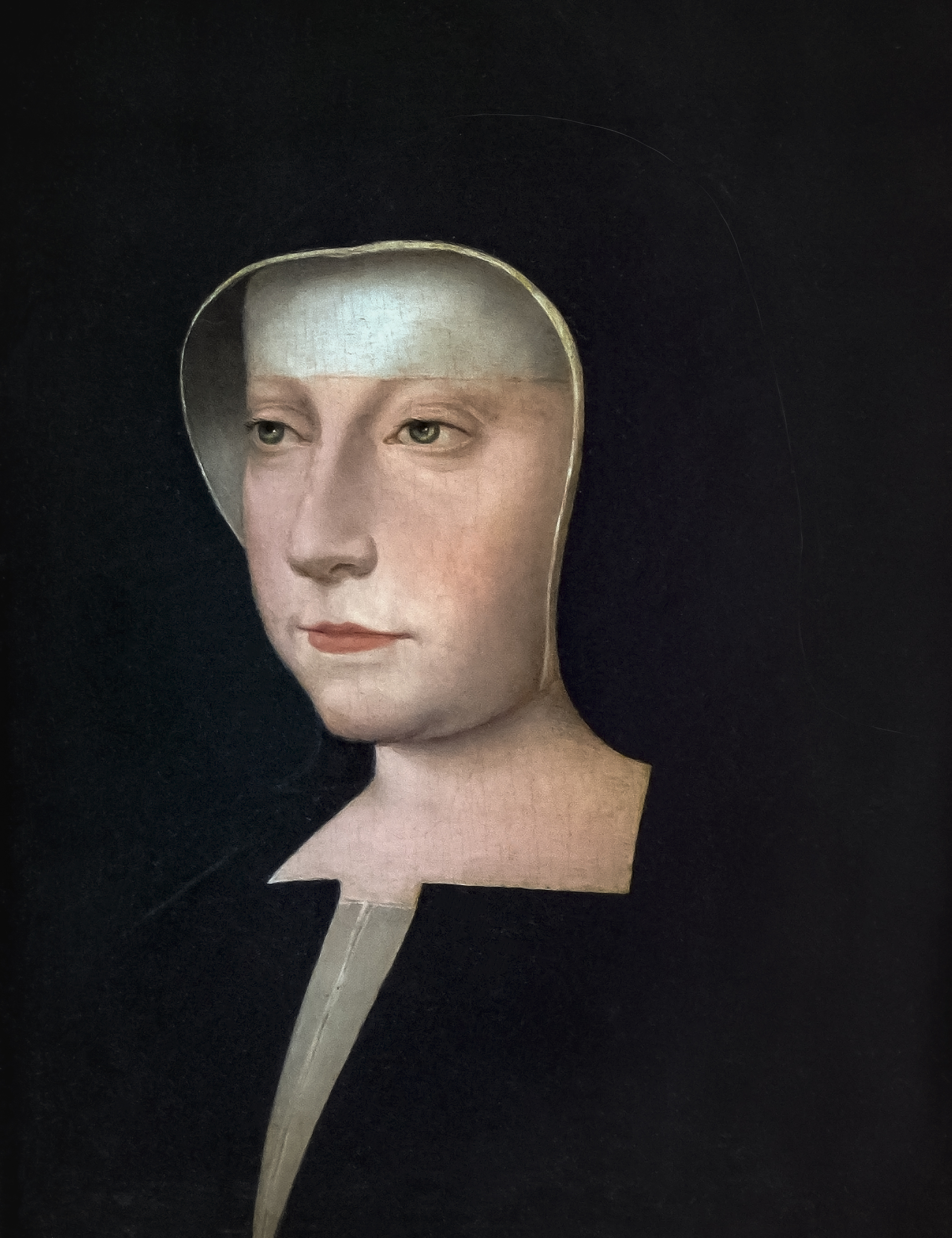
Luise von Savoyen (* 1476)

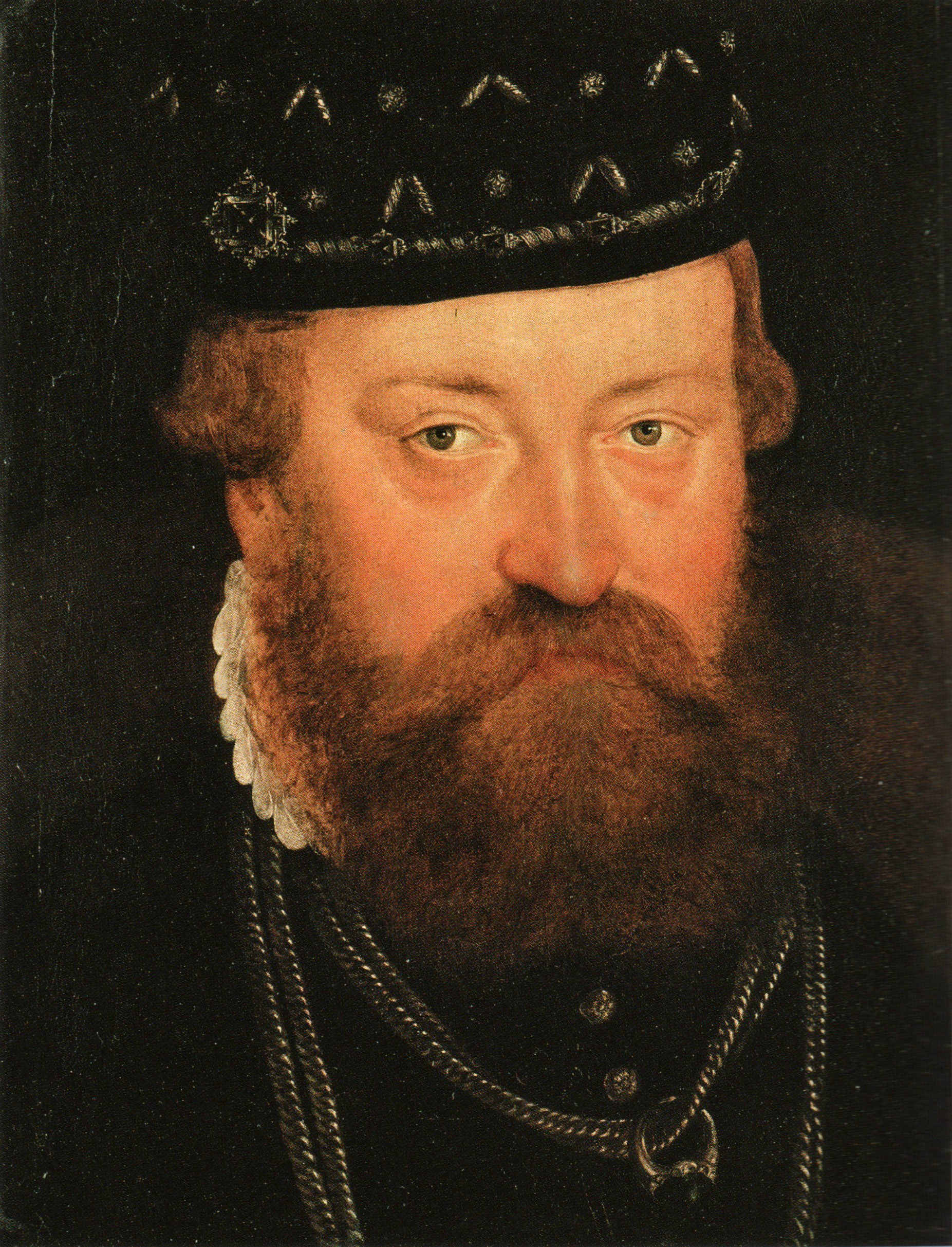
Johann Georg (* 1525)

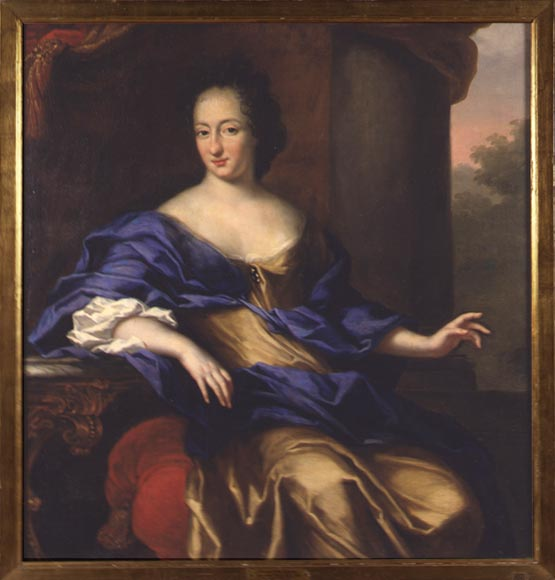
David Klöcker Ehrenstrahl, Ulrike Eleonore von Dänemark (* 1656)

- 1182: Minamoto no Yoriie, japanischer Shogun
- 1198: Hōjō Shigetoki, japanischer Adeliger
- 1476: Luise von Savoyen, Herzogin von Angoulême und Mutter des französischen Königs Franz I.
- 1494: Elisabeth von Braunschweig-Lüneburg, Herzogin von Geldern
- 1522: Ulisse Aldrovandi, italienischer Arzt und Naturforscher
- 1525: Johann Georg, Kurfürst von Brandenburg
- 1584: Thomas Erpenius, niederländischer Orientalist
- 1599: Gottfried Cundisius, deutscher lutherischer Theologe
- 1611: Henri de La Tour d’Auvergne, Vicomte de Turenne, französischer Heerführer und Marschall von Frankreich
- 1627: Johann Ernst II., Herzog von Sachsen-Weimar
- 1635: Johann Jakob Hofmann, Schweizer Theologe, Altphilologe, Historiker und Lexikograf
- 1640: Gerard de Lairesse, niederländischer Maler
- 1648: Hieronymus Snitger, Hamburger Kaufmann und Politiker
- 1651: Johann Elemann Röver, deutscher evangelischer Geistlicher und Lehrer
- 1655: Mathias Wenzel Jäckel, sorbischer Bildhauer des böhmischen Barock
- 1656: Ulrike Eleonore von Dänemark, dänische Prinzessin, als Gemahlin Karls XI. Königin von Schweden
- 1657: Johann Sinapius, schlesischer Gelehrter und Historiker
- 1679: Leopold, Herzog von Lothringen und Bar
- 1680: John Montgomerie, britischer Gouverneur der Provinzen New York und New Jersey
- 1692: Lukas Fattet, Schweizer Unternehmer und Pietist
- 1699: Anna Maria Antonie, Fürstin von Liechtenstein
- 1700: James Thomson, schottischer Dichter

### 18. Jahrhundert
- 1711: William Boyce, britischer Komponist (Taufdatum)
- 1716: Carl Adrian von Arnstedt, preußischer Gutsherr und Beamter
- 1724: Johann Bernhard Basedow, deutscher Pädagoge, Philosoph und Schriftsteller
- 1735: Joseph von Colloredo, österreichischer Minister und General

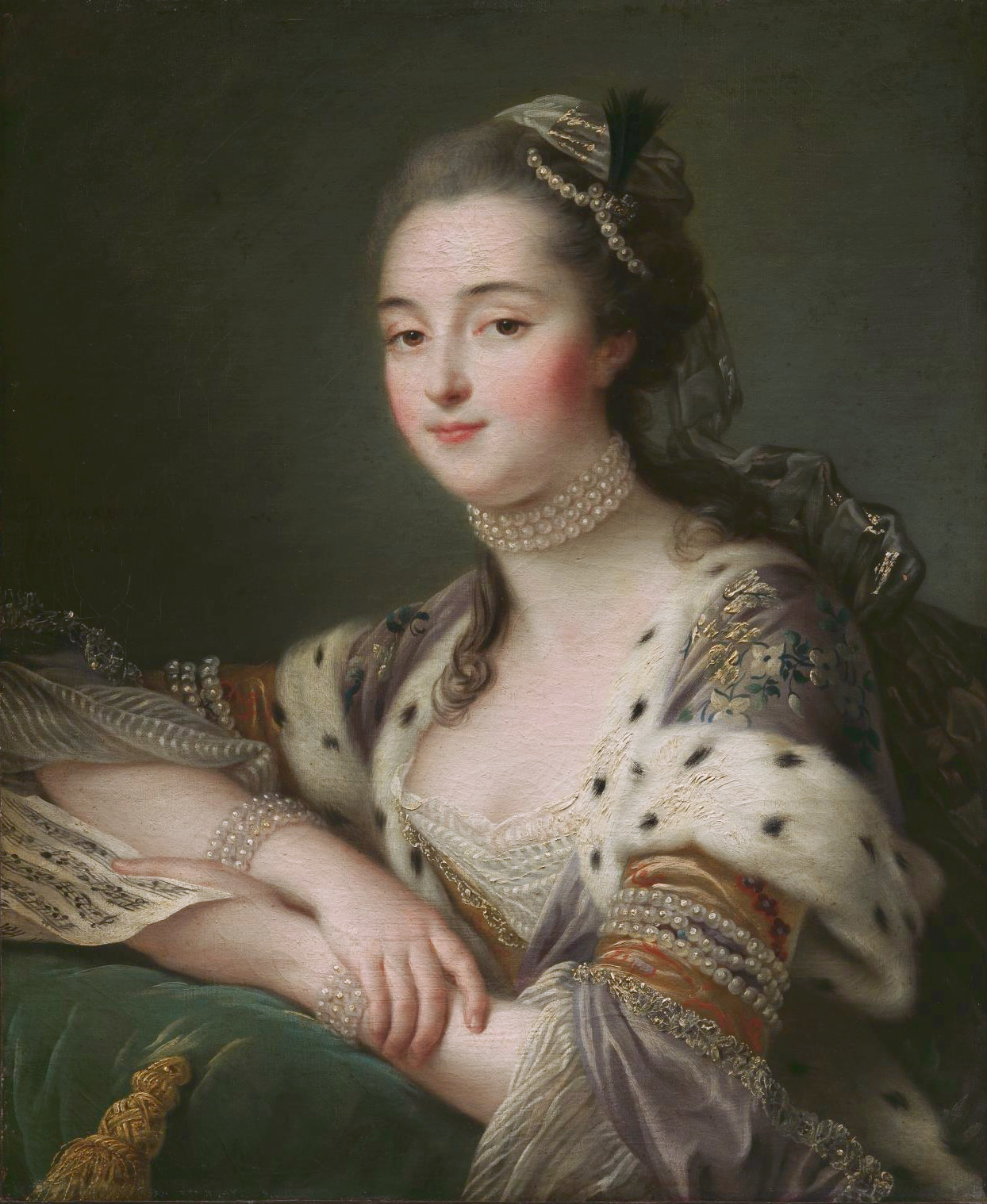
Marguerite-Catherine Haynault (* 1736)

- 1736: Marguerite-Catherine Haynault, französische Hofdame und Mätresse Ludwigs XV.

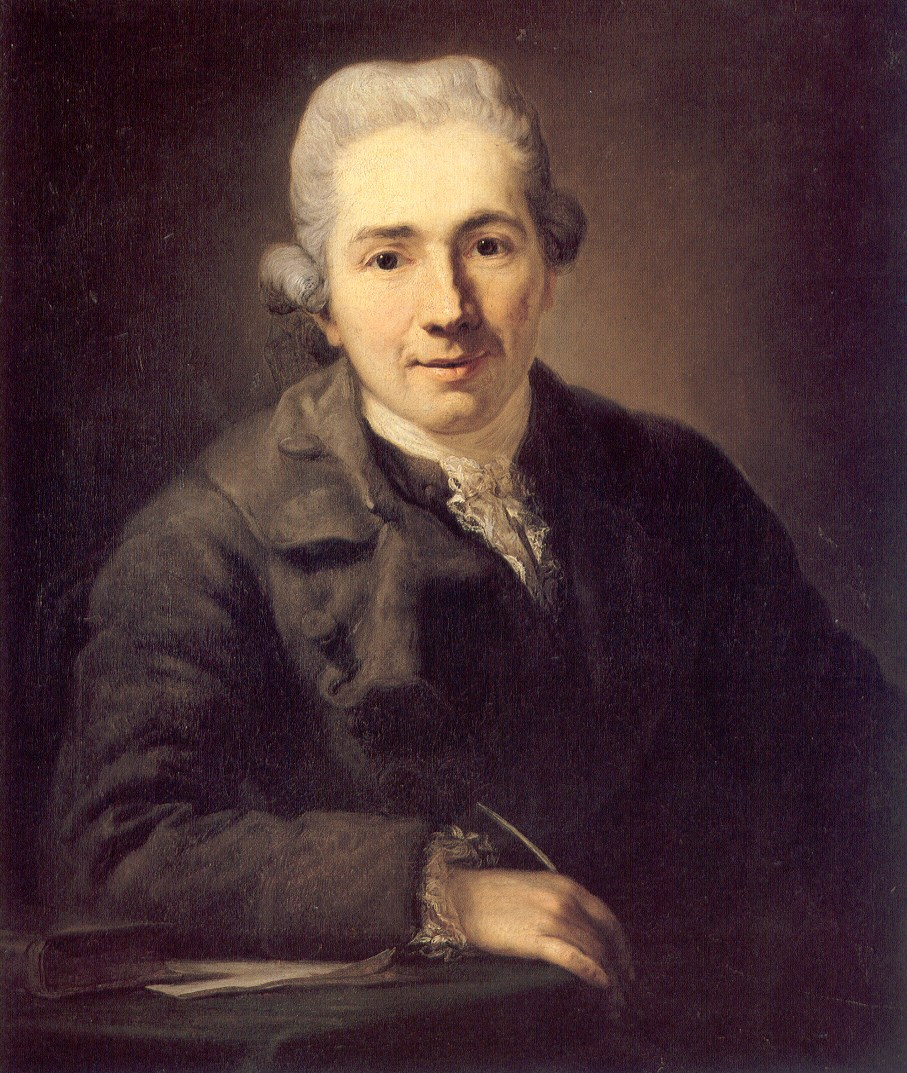
Johann Jakob Engel (* 1741)

- 1741: Johann Jakob Engel, deutscher Schriftsteller und Philosoph im Zeitalter der Aufklärung
- 1743: Nicolai Abildgaard, dänischer Maler, Bildhauer und Architekt der Neoklassik
- 1747: Friedrich von Hessen-Kassel, Landgraf von Hessen-Rumpenheim
- 1749: Justus Perthes, deutscher Verleger, Gründer eines geografisch-kartografischen Verlags
- 1751: Charlotte von Sachsen-Meiningen, Herzogin von Sachsen-Gotha und Altenburg
- 1753: Giovanni Antonio Antolini, italienischer Baumeister, Architekt und Ingenieur
- 1753: Friedrich August Baumbach, deutscher Komponist und Freimaurer
- 1756: Philipp Christian Friedrich Bodecker, deutscher Leiter der oldenburgischen Forstverwaltung
- 1760: Johann Friedrich Brandis, deutscher Jurist und Hochschullehrer
- 1762: Joanna Baillie, britische Dichterin der Romantik
- 1763: Ignác Gyulay, österreichischer General, Feldmarschall und Präsident des Hofkriegsrates
- 1766: James Brown, US-amerikanischer Politiker
- 1768: Karl Friedrich Alexander von Arnswaldt, deutscher Wissenschaftspolitiker und Staatsminister
- 1769: Johann Erdmann Hummel, deutscher Maler

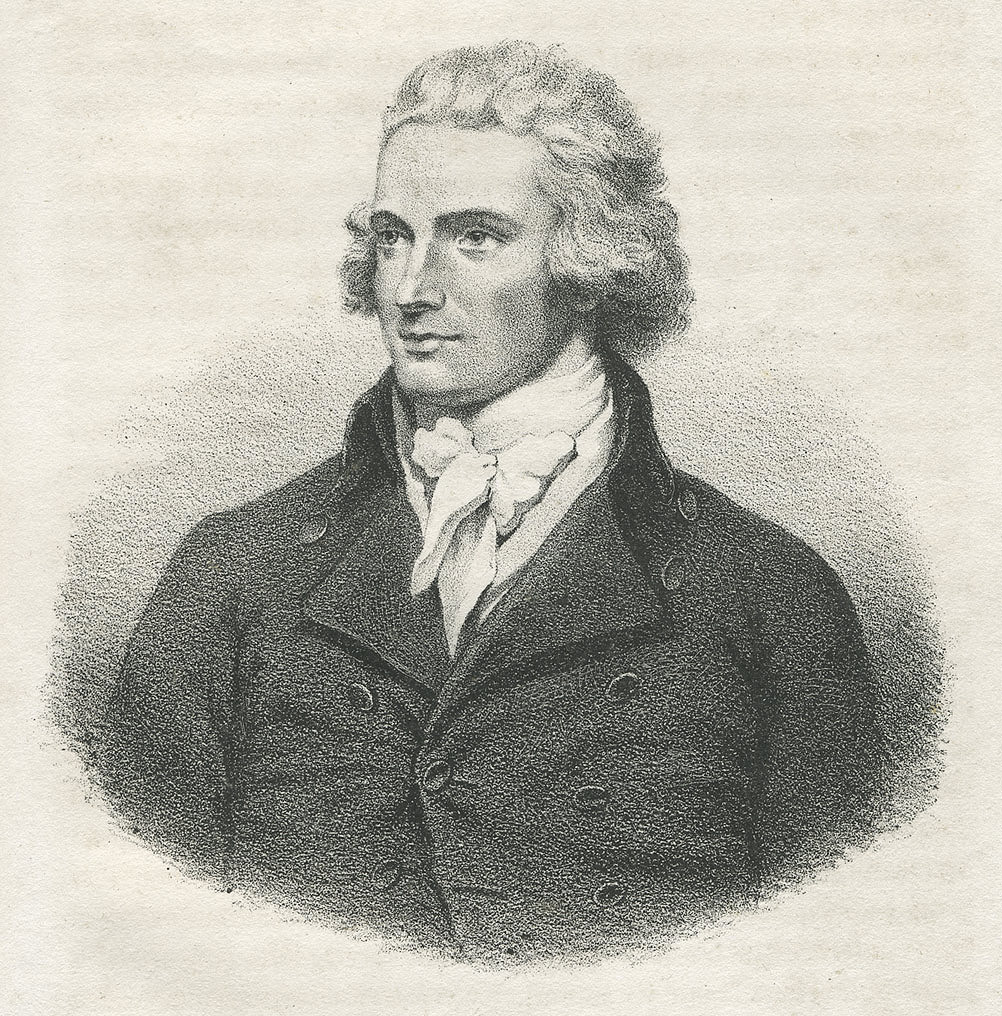
Mungo Park (* 1771)

- 1771: Mungo Park, britischer Afrikaforscher
- 1773: Christian Gottfried Lorsch, deutscher Advokat und Bürgermeister der Stadt Nürnberg
- 1778: Karl Ludwig Nordmann, deutscher Domänenpächter und Tierzüchter
- 1784: Lodovico Pavoni, italienischer Priester und Ordensgründer
- 1786: Friedrich Kuhlau, deutsch-dänischer Komponist
- 1787: Karl Wilhelm Wach, deutscher Maler
- 1788: Ernst Friedrich Köhler, deutscher lutherischer Geistlicher
- 1798: Franz Ernst Neumann, deutscher Physiker, gilt als einer der Begründer der theoretischen Physik
- 1799: Adolphe Pictet, Schweizer Sprachwissenschaftler
- 1799: Jakob Sengler, Philosoph und katholischer Theologe
- 1800: Franz Anton Staudenmaier, deutscher katholischer Theologe und Professor

### 19. Jahrhundert

#### 1801–1850

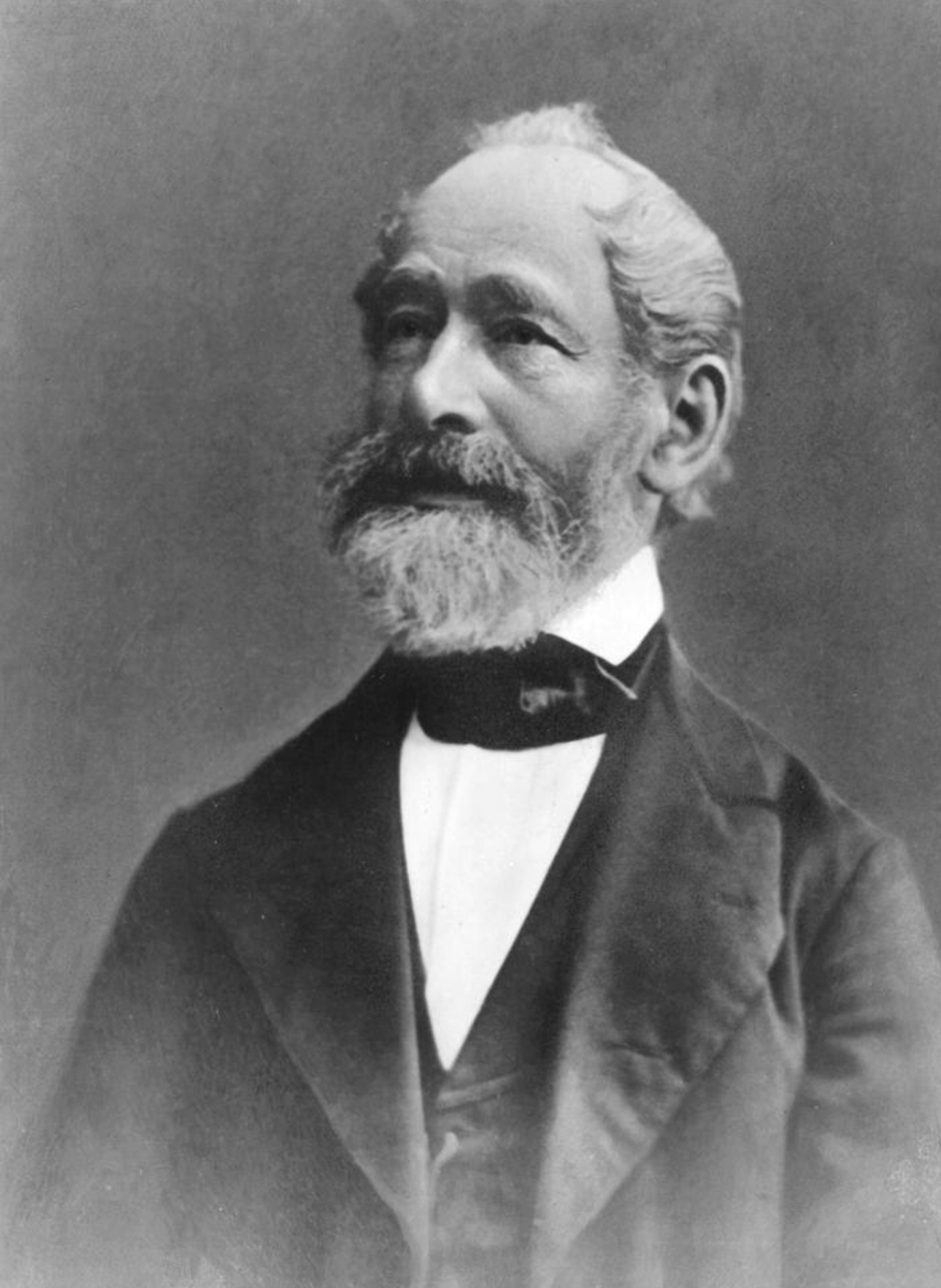
Carl Zeiß (* 1816)

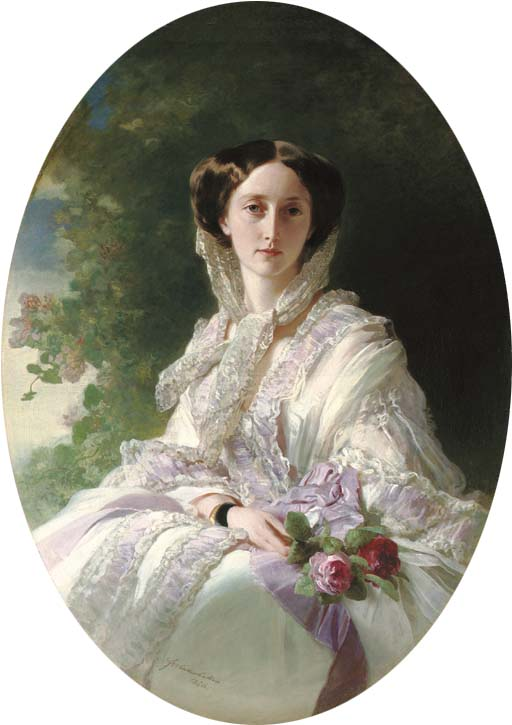
Olga Nikolajewna Romanowa (* 1822)

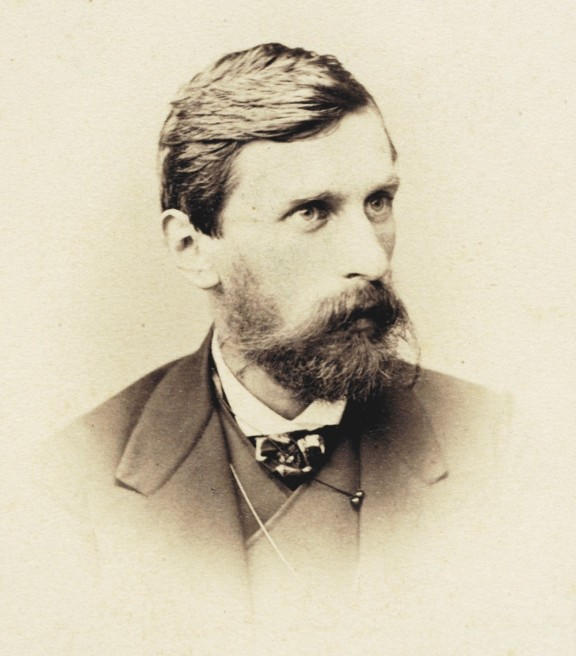
Adam Asnyk (* 1838)

- 1805: Friedrich von Bothmer, bayerischer General der Infanterie
- 1811: Johann Carl Hickel, österreichischer Schriftsteller
- 1811: Ludwig von der Pfordten, bayerischer und sächsischer Rechtswissenschaftler und Politiker
- 1816: Carl Zeiß, deutscher Mechaniker und Unternehmer, Gründer von Carl Zeiss
- 1817: Matthäus Hörfarter, deutscher katholischer Theologe
- 1818: Otto Theodor von Seydewitz, deutscher Politiker, Reichstagspräsident des Deutschen Kaiserreiches
- 1822: Heinrich Adolph Meyer, deutscher Meeresforscher und Fabrikant
- 1822: Olga Nikolajewna Romanowa, Königin von Württemberg
- 1824: Jacob Bernays, deutscher Philologe und philosophischer Schriftsteller
- 1825: Eduard Hanslick, österreichischer Musikästhetiker und -kritiker
- 1827: Anthony Eickhoff, deutsch-US-amerikanischer Journalist, Herausgeber, Autor, Anwalt und Politiker
- 1827: Carl Robert Lessing, Miteigentümer und Herausgeber der „Vossischen Zeitung“
- 1833: Carl von Noorden, deutscher Historiker
- 1835: William Wirt Allen, US-amerikanischer Brigadegeneral der Konföderierten im Sezessionskrieg
- 1836: Fitz Hugh Ludlow, US-amerikanischer Schriftsteller
- 1838: Adam Asnyk, polnischer Lyriker und Dramatiker
- 1843: Julius Krautz, deutscher Scharfrichter
- 1843: Adolf Wach, deutscher Rechtswissenschaftler
- 1844: Hermann Joseph Klein, deutscher Astronom und Meteorologe
- 1845: Émile Baudot, französischer Ingenieur und Erfinder
- 1845: Käthe Freiligrath-Kroeker, deutsche Übersetzerin und Dichterin
- 1845: Robert Lüdtge, deutscher Physiker
- 1847: Mary Watson Whitney, US-amerikanische Astronomin
- 1850: Bernhard Howaldt, deutscher Unternehmer und Ingenieur

#### 1851–1900
- 1851: Hermann Molkenbuhr, deutscher Handwerker und Politiker, MdR
- 1852: Heinrich von Lützow, österreich-ungarischer Diplomat

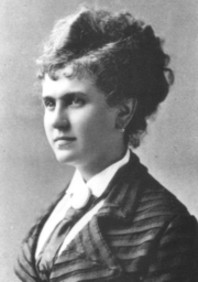
Katharina Schratt (* 1853)
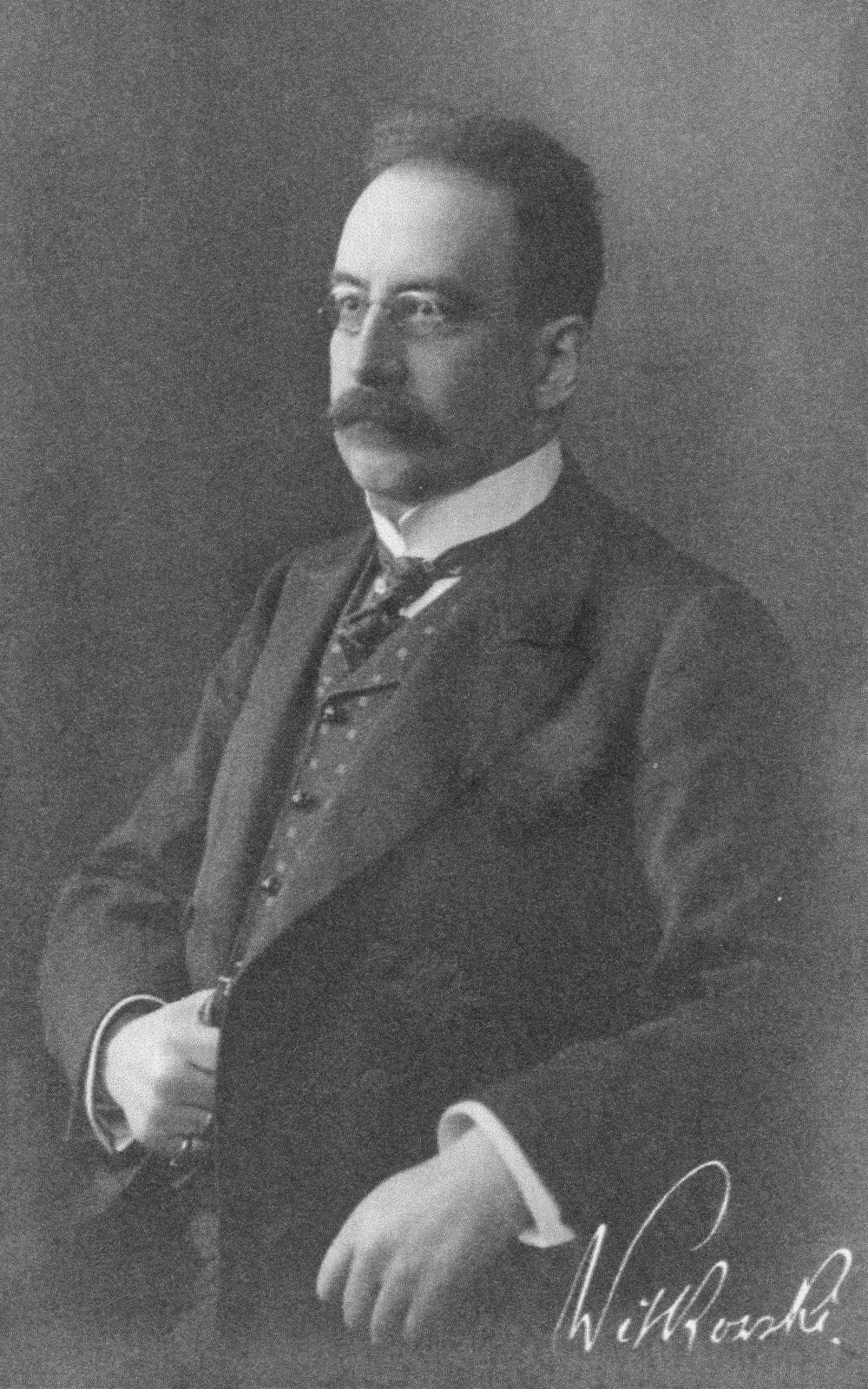
Georg Witkowski (* 1863)
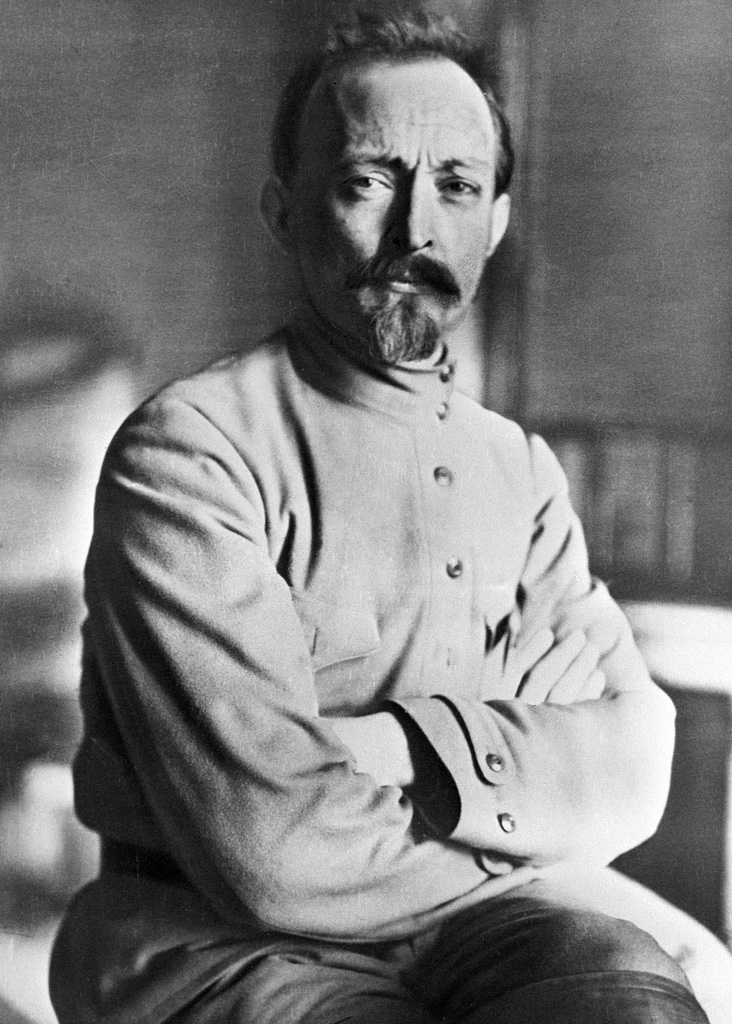
Feliks Dzierżyński (* 1877)
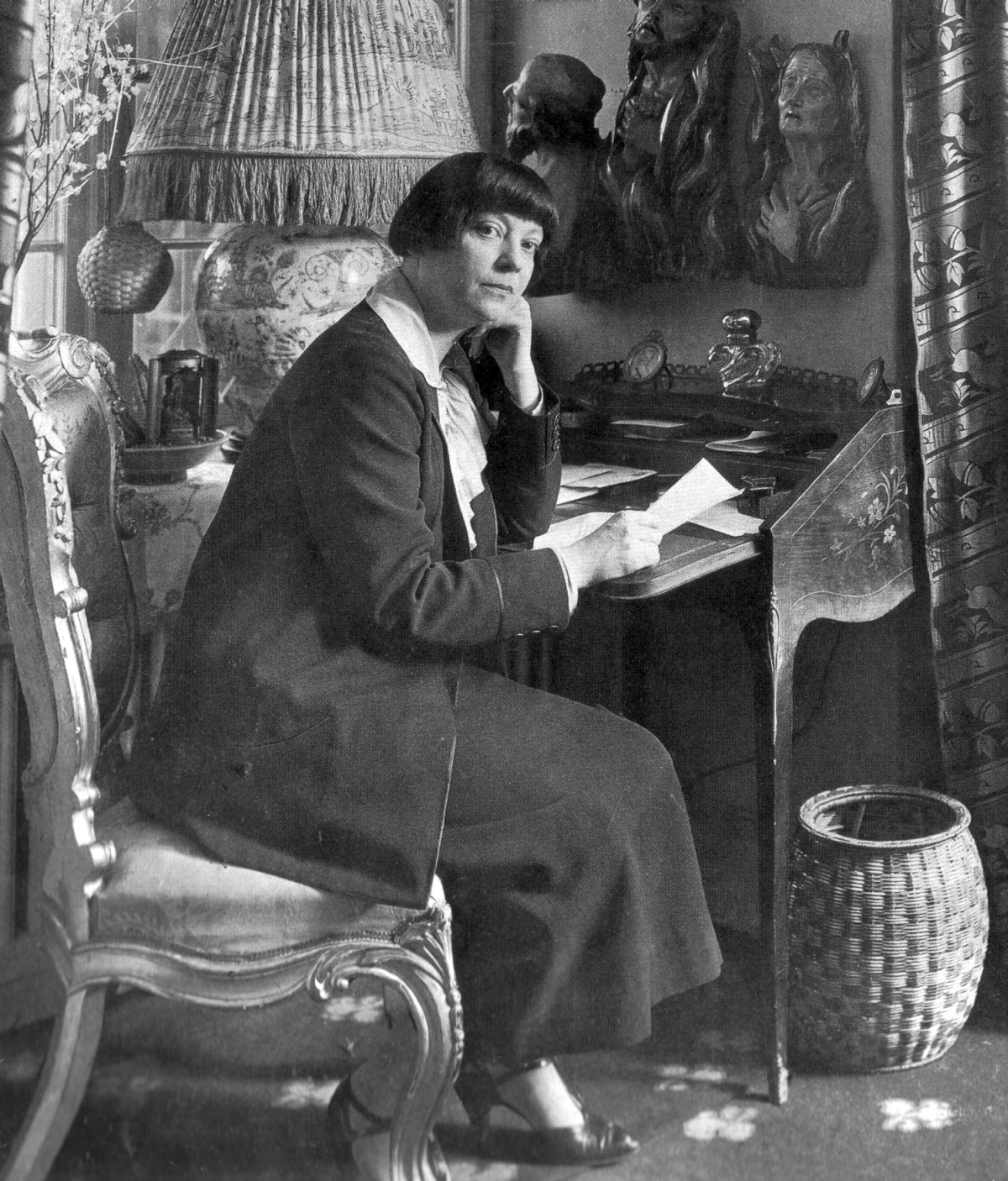
Asta Nielsen (* 1881)

- 1853: Katharina Schratt, österreichische Schauspielerin
- 1854: Peter Hille, deutscher Schriftsteller
- 1854: Albert Andreae de Neufville, deutscher Bankier
- 1855: Georg Schmiedel, mährisch-österreichischer Lehrer, Mitgründer des Vereins Naturfreunde
- 1861: Juhani Aho, finnischer Schriftsteller und Journalist
- 1861: Erich von Falkenhayn, deutscher General, preußischer Kriegsminister und Chef des Großen Generalstabs
- 1862: Julian Byng, 1. Viscount Byng of Vimy, kanadischer General und Politiker
- 1862: Augustin Henninghaus, deutscher Missionar und Bischof
- 1862: O. Henry, US-amerikanischer Schriftsteller
- 1862: Mary Proctor, US-amerikanische Astronomin und Schriftstellerin
- 1863: Heinrich Schneegans, deutscher Romanist
- 1863: Georg Witkowski, deutscher Literaturhistoriker
- 1865: Wilford Bacon Hoggatt, US-amerikanischer Politiker
- 1865: Rainis, lettischer Dichter, Dramatiker, Übersetzer und Politiker
- 1867: Friedrich Bödeker, deutscher Botaniker
- 1868: Henry Justin Allen, US-amerikanischer Politiker
- 1868: Anakreon Stamatiadis, griechischer Arzt, Pathologe und Esperantist
- 1871: Hermenegildo Anglada Camarasa, spanischer Maler
- 1873: Rudolf Kassner, österreichischer Schriftsteller, Essayist, Übersetzer, Kulturphilosoph
- 1874: Viktor Achter, deutscher Unternehmer
- 1874: Franjo Dugan, kroatischer Komponist
- 1875: Max Winckel, deutscher Chemiker und Ernährungsforscher
- 1876: Alfonso Broqua, uruguayischer Komponist
- 1876: Stan Rowley , australischer Leichtathlet
- 1877: Feliks Dzierżyński, russischer Berufsrevolutionär, Leiter der Tscheka
- 1877: James Jeans, britischer Physiker, Astronom und Mathematiker
- 1877: Amélie Thyssen, Ehefrau von Fritz Thyssen und Stifterin
- 1879: Margaret Watts, britische Schriftstellerin und Schwester von Agatha Christie
- 1880: Felix Knubben, deutscher Kirchenmusiker und Komponist
- 1881: Asta Nielsen, dänische Schauspielerin
- 1883: Emil Rausch, deutscher Schwimmer
- 1884: Hans Böhler, österreichischer Maler
- 1885: Friedrich Wilhelm Banneitz, deutscher Ingenieur und Physiker
- 1885: D. H. Lawrence, britischer Schriftsteller
- 1886: Ernst Ackermann, Schweizer Statistiker
- 1887: Friedrich von Zitzewitz, deutscher Verwaltungsbeamter, Landrat in Schlawe und Regierungsvizepräsident in Köslin
- 1888: Karl Pfaff, deutscher Maschinenbau-Unternehmer

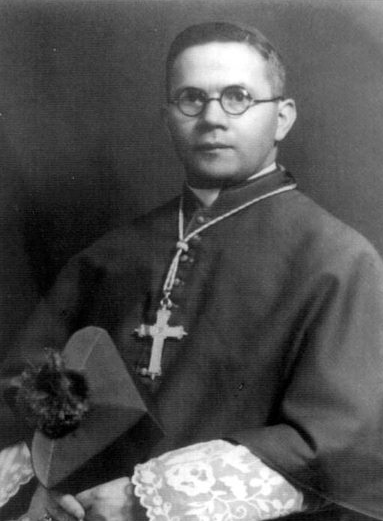
Eduard Profittlich (* 1890)
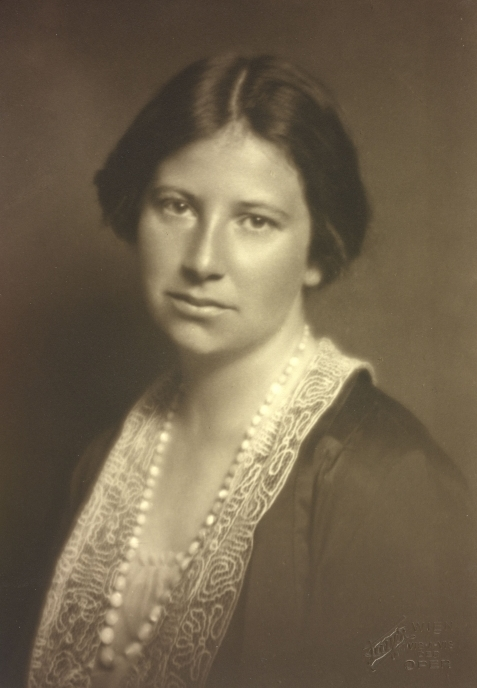
Vally Weigl (* 1894)
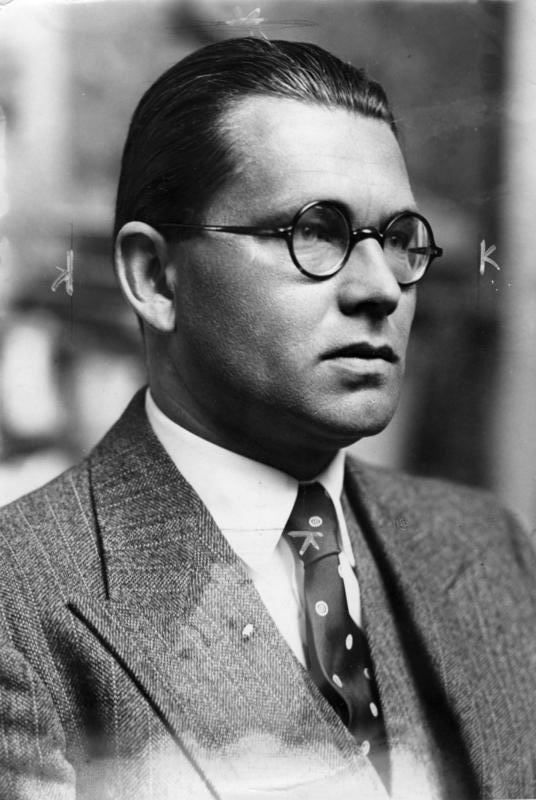
Philipp Bouhler (* 1899)

- 1890: Euphemia Haynes, afro-amerikanische Mathematikerin
- 1890: Max Opitz, deutscher Kommunalpolitiker, Oberbürgermeister von Leipzig
- 1890: Eduard Profittlich, deutscher Jesuit, Glaubenszeuge, Märtyrer, Apostolischer Administrator für Estland und Titularerzbischof
- 1890: Marius Ulfrstad, norwegischer Komponist und Organist
- 1891: Rudi Agte, deutscher Fußballspieler, -trainer und -funktionär
- 1891: Noël Gallon, französischer Komponist und Kompositionslehrer
- 1892: Ernest Burkhart, US-amerikanischer Mörder
- 1892: Pinto Colvig, US-amerikanischer Schauspieler, Zeichner, Animator und Autor
- 1892: Friedrich Schröder Sonnenstern, deutscher Zeichner und Maler
- 1893: Douglas Hawkes, britischer Unternehmer und Autorennfahrer
- 1894: Vally Weigl, österreichisch-US-amerikanische Komponistin und Musiktherapeutin
- 1894: Gert Heinrich Wollheim, deutscher Maler des Expressionismus
- 1895: Edmond Grin, Schweizer evangelischer Geistlicher und Hochschullehrer
- 1896: Georg Arnold-Graboné, deutscher Maler
- 1896: Robert S. Kerr, US-amerikanischer Politiker
- 1898: Otto Heinrich von der Gablentz, deutscher Politologe, Widerstandskämpfer gegen den Nationalsozialismus
- 1898: Erich Grisar, deutscher Arbeiterdichter
- 1898: Werner Höll, deutscher Kunstmaler, Holzschneider und Kunstkritiker
- 1898: Otto Reckstat, deutscher Industriearbeiter und Gewerkschaftsfunktionär
- 1899: Philipp Bouhler, deutscher nationalsozialistischer Parteifunktionär
- 1899: Jimmie Davis, US-amerikanischer Country-Sänger und Songwriter, Innenminister und Gouverneur von Louisiana
- 1900: Semjon Alexejewitsch Lawotschkin, sowjetischer Flugzeugkonstrukteur
- 1900: Rudolf Schicketanz, deutscher Politiker

### 20. Jahrhundert

#### 1901–1925

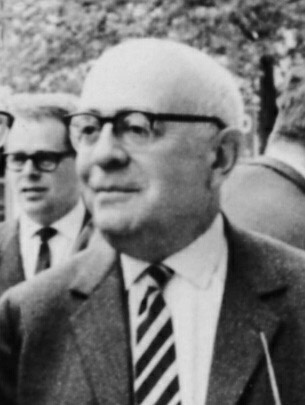
Theodor W. Adorno (* 1903)

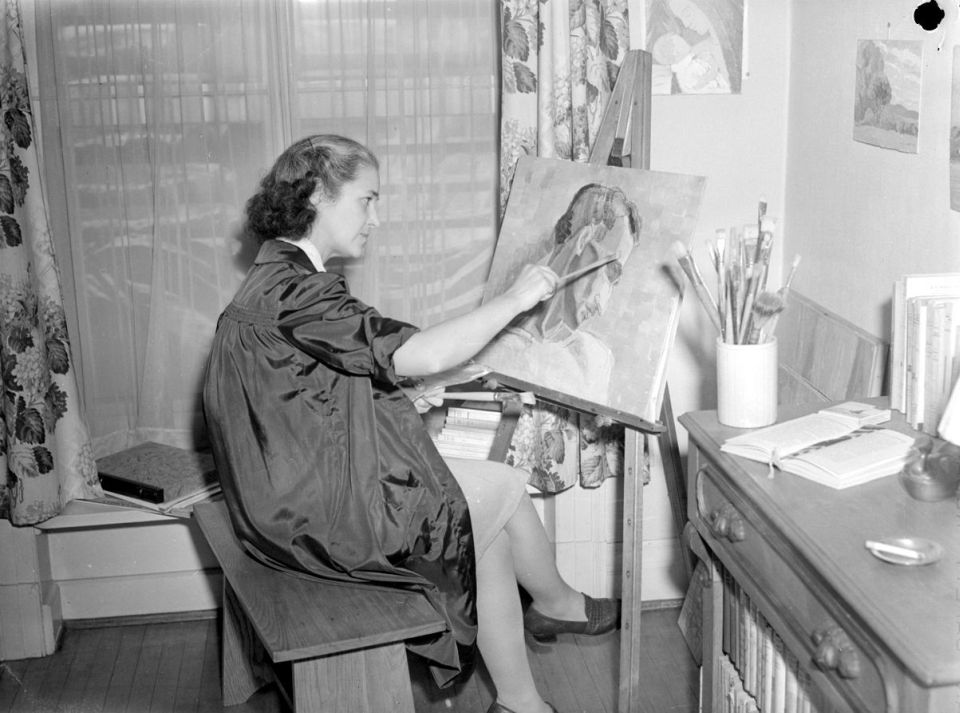
Cécile Chabot (* 1907)

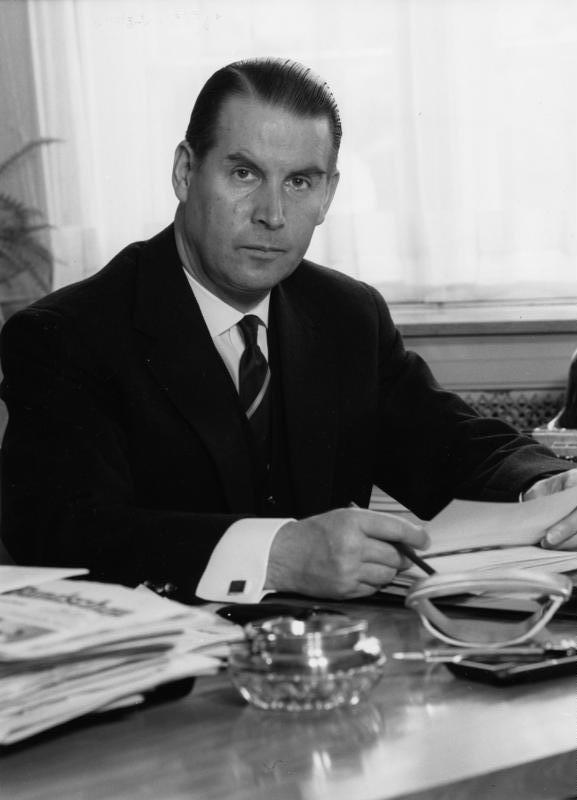
Gerhard Schröder (* 1910)

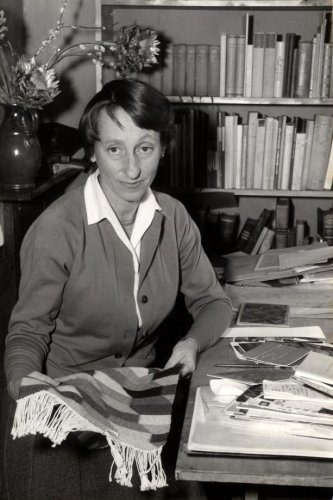
van Waterschoot van der Gracht (* 1912)

- 1901: Hans Mühlenfeld, deutscher Politiker und Botschafter, MdB, Landesminister
- 1901: Joachim Maass, deutscher Schriftsteller und Lyriker
- 1902: W. Harold Anderson, US-amerikanischer Basketballspieler und -trainer
- 1902: Barbecue Bob, US-amerikanischer Bluespionier
- 1903: Theodor W. Adorno, deutscher Philosoph, Soziologe, Musiktheoretiker und Komponist
- 1903: Emil Ernst Ronner, Schweizer Lehrer, Schriftsteller und Politiker
- 1904: Kurt Karl Doberer, deutscher Ingenieur, Journalist, Schriftsteller und Philatelist
- 1904: Werner Hersmann, deutscher SS-Offizier, Führer eines Sonderkommandos, Kommandeur der Sicherheitspolizei und des SD
- 1904: Erich Schelling, deutscher Architekt
- 1905: Werner Lederle, deutscher Verwaltungsjurist, Rechtsanwalt und Kommunalpolitiker
- 1905: Francis Rome, britischer Offizier
- 1906: Gustav Seitz, deutscher Bildhauer und Zeichner
- 1907: Cécile Chabot, kanadische Schriftstellerin und Illustratorin
- 1908: Liselotte Strelow, deutsche Fotografin
- 1909: Hans Augustin, deutscher Jurist
- 1909: Joachim Fernau, deutscher Schriftsteller und Maler
- 1910: Karl Branner, deutscher Politiker, Oberbürgermeister von Kassel
- 1910: Gerhard Schröder, deutscher Jurist und Politiker, MdB, mehrfacher Bundesminister, Bundespräsidentenkandidat
- 1911: Bola de Nieve, kubanischer Musiker
- 1912: Gisèle van Waterschoot van der Gracht, niederländische Malerin und Verlegerin, Gerechte unter den Völkern
- 1916: Josef Gauchel, deutscher Fußballspieler
- 1917: Herbert Lom, tschechischer Schauspieler
- 1917: Ferdinand Marcos, philippinischer Politiker, Staatspräsident
- 1918: Peter Palitzsch, deutscher Theaterregisseur
- 1919: Georg Klotz, italienischer Attentäter
- 1919: Ota Šik, tschechisch-schweizerischer Wirtschaftswissenschaftler und Maler
- 1920: Karl Fuchs, deutscher Politiker, MdL, MdB, MdEP
- 1920: Rudolf Opitz, deutscher Politiker, MdB
- 1921: Myqerem Fuga, albanischer Politiker
- 1921: Bruno Moravetz, deutscher Sportreporter

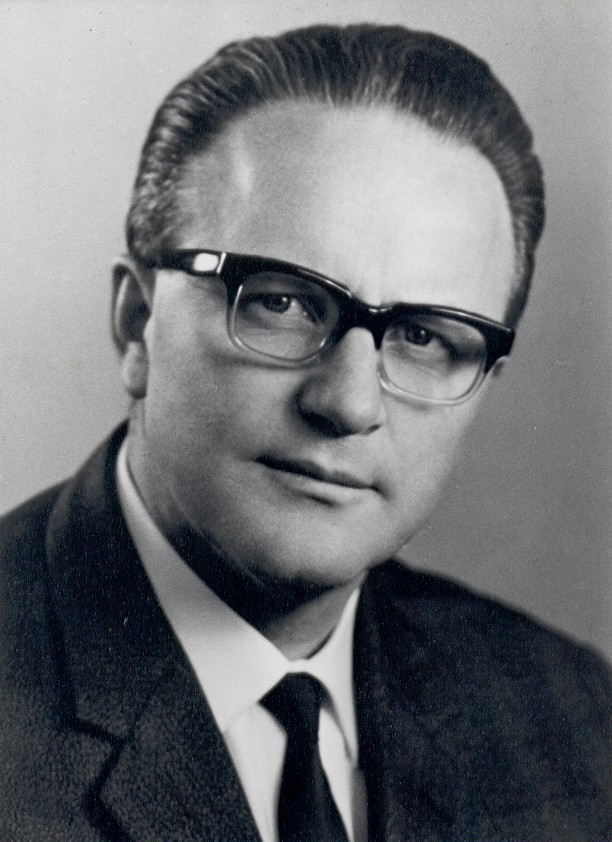
Florian Vetsch (* 1921)

- 1921: Florian Vetsch, Schweizer Regierungsrat
- 1922: Adegboyega Folaranmi Adedoyin, nigerianischer Leichtathlet
- 1923: Vasilije Mokranjac, serbischer Komponist
- 1924: José Behra, französischer Autorennfahrer
- 1924: Tom Landry, US-amerikanischer American-Football-Trainer und -Spieler
- 1924: Rudolf Vrba, slowakisch-britisch-kanadischer Pharmakologe, KZ-Flüchtling, Widerstandskämpfer
- 1925: Willi Herold, deutscher Kriegsverbrecher
- 1925: Harry Somers, kanadischer Komponist

#### 1926–1950

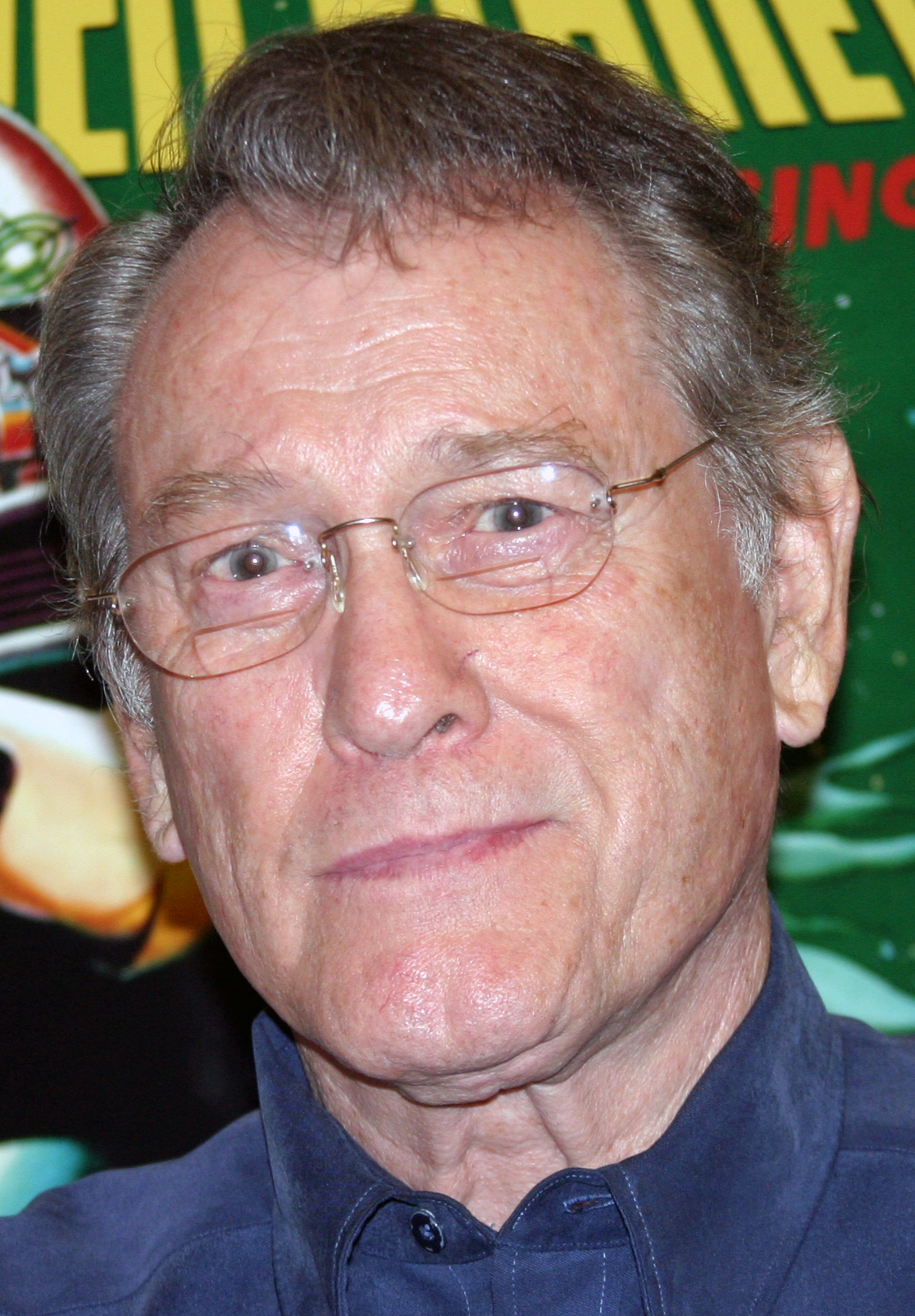
Earl Holliman (* 1928)

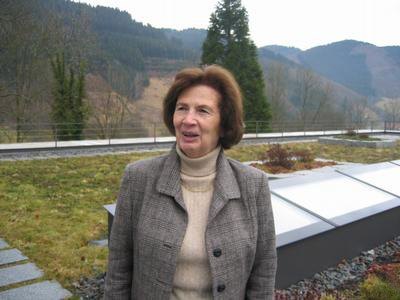
Vera Sós (* 1930)

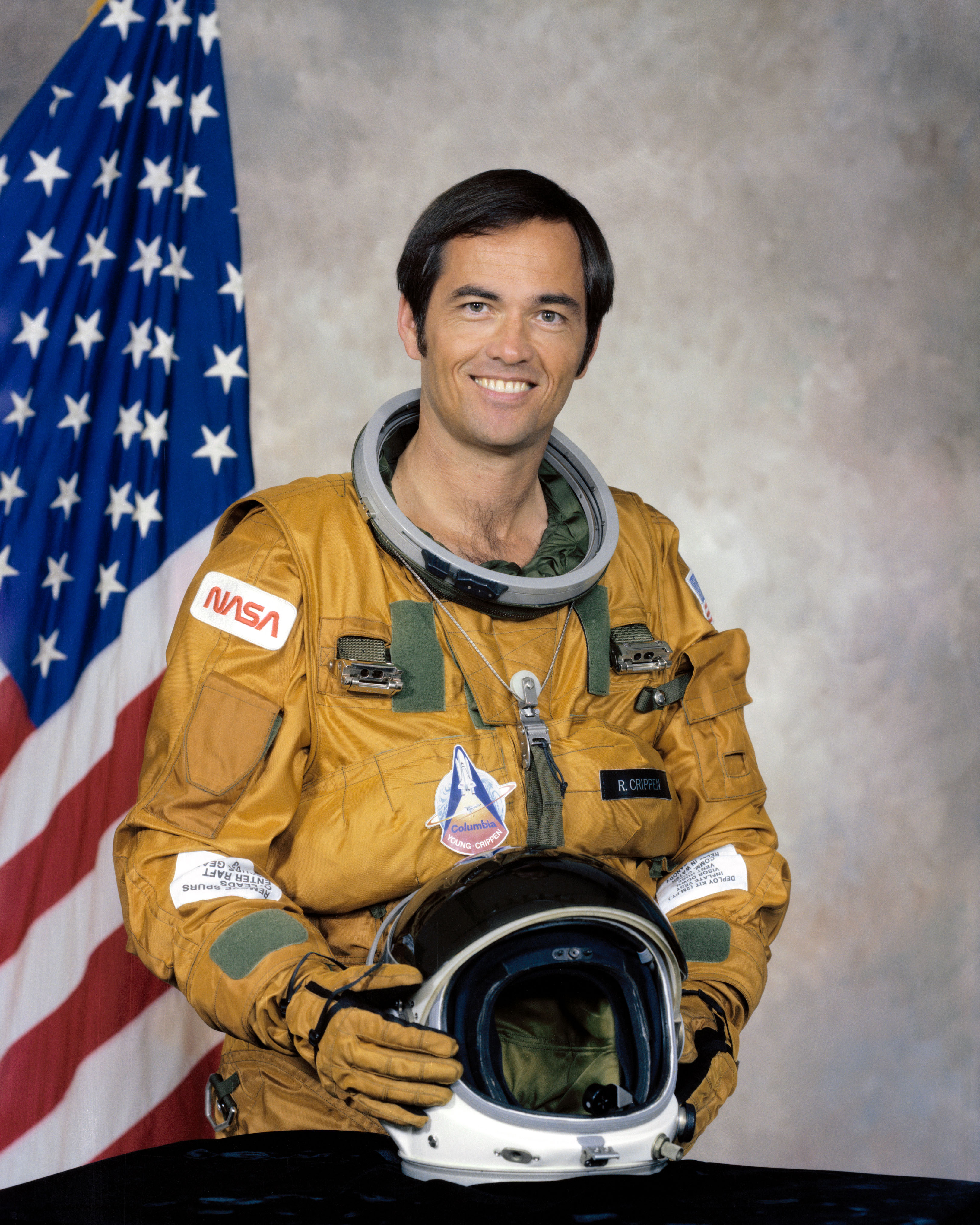
Robert Crippen (* 1937)

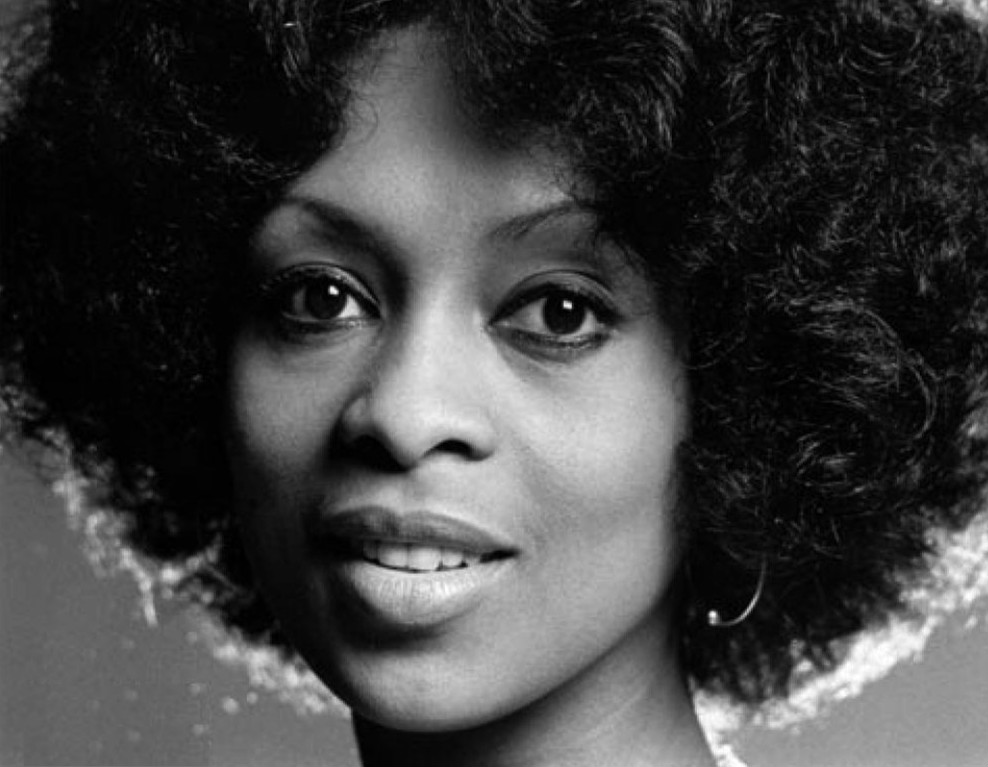
Lola Falana (* 1942)

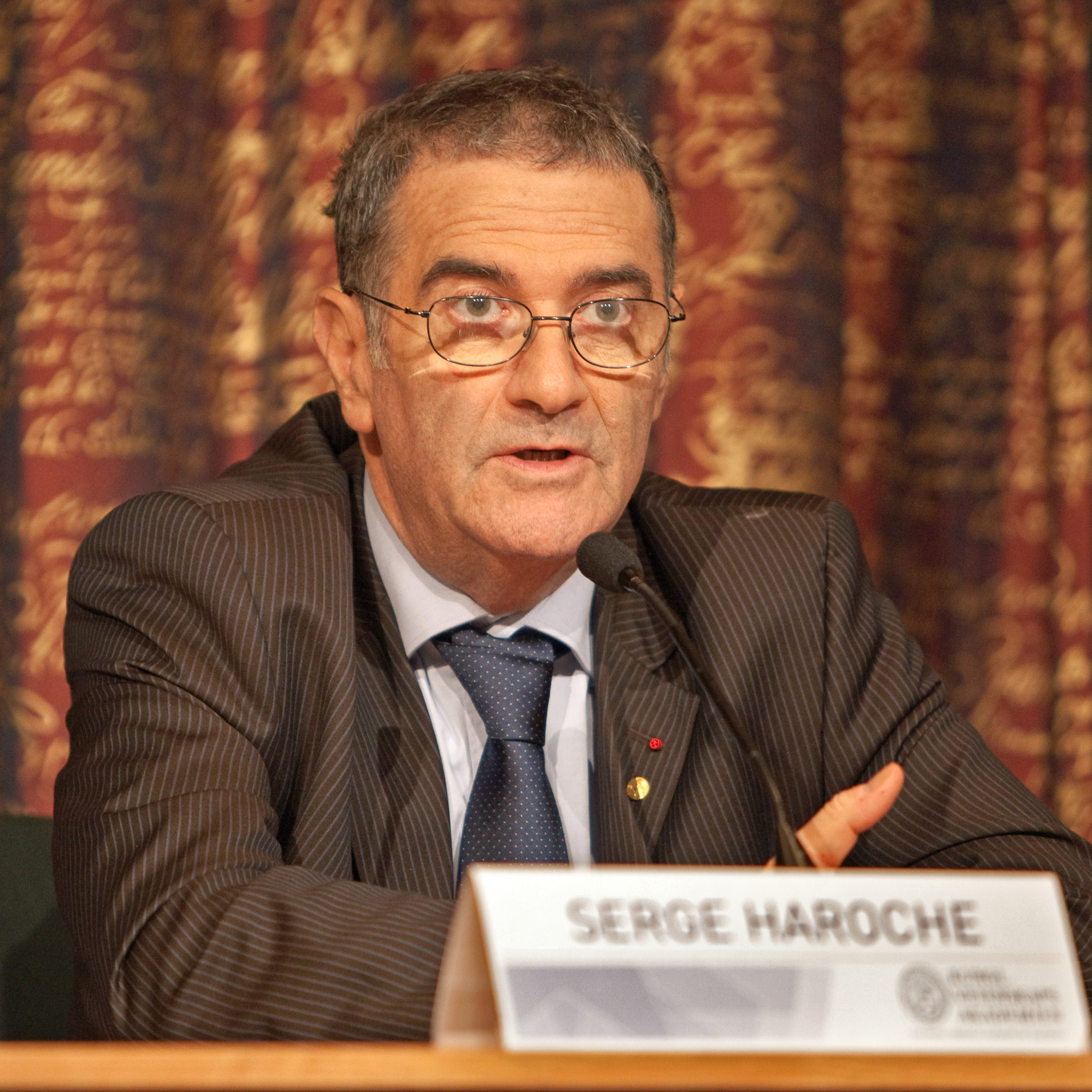
Serge Haroche (* 1944)

- 1927: Myrta Silva, puerto-ricanische Sängerin und Komponistin
- 1927: Walter Zeller, deutscher Motorradrennfahrer
- 1928: Friedrich Berentzen, deutscher Spirituosenfabrikant
- 1928: Earl Holliman, US-amerikanischer Film- und Fernsehschauspieler
- 1928: Jěwa Wórša Lanzyna, sorbische Malerin, Grafikerin und Buchgestalterin
- 1929: Joe Lee Johnson, US-amerikanischer Rennfahrer
- 1929: Greta Klingsberg, israelische Sängerin und Übersetzerin
- 1930: Jack Davis, US-amerikanischer Leichtathlet
- 1930: Jean-Claude Forest, französischer Comiczeichner
- 1930: Vera T. Sós, ungarische Mathematikerin
- 1931: Hans-Ulrich Wehler, deutscher Historiker
- 1932: Bob Packwood, US-amerikanischer Politiker, Senator aus Oregon
- 1933: Nicola Pietrangeli, italienischer Tennisspieler
- 1933: Rachid Sfar, tunesischer Politiker
- 1934: Norma Croker, australische Leichtathletin, Olympiasiegerin
- 1934: Joachim Sendler, deutscher Bildhauer
- 1935: Rolf Halama, deutscher Brigadegeneral
- 1935: Arvo Pärt, estnischer Komponist
- 1935: German Stepanowitsch Titow, sowjetischer Kosmonaut
- 1935: Jacques Gaillot, französischer katholischer Theologe und Bischof
- 1936: Charles Dierkop, US-amerikanischer Schauspieler
- 1936: Christian Heermann, deutscher Karl-May-Forscher und -Biograph
- 1936: Beny Rehmann, Schweizer Musiker
- 1937: Paola Ruffo di Calabria, Königin der Belgier
- 1937: Robert Crippen, US-amerikanischer Astronaut
- 1937: Tomas Venclova, litauischer Dichter und Schriftsteller
- 1938: Elisabeth Ackermann, deutsche Schauspielerin
- 1938: Peter Iden, deutscher Theater- und Kunstkritiker
- 1939: Alain Giletti, französischer Eiskunstläufer
- 1939: Josef Jakob, rumänischer Handballspieler und -trainer
- 1940: Brian De Palma, US-amerikanischer Filmregisseur
- 1940: Gerlinde Berk, deutsche Politikerin, MdL
- 1940: Klaus Gerwien, deutscher Fußballspieler
- 1940: John David Hawkins, britischer Hethitologe
- 1941: Paul Barge, französischer Schauspieler
- 1941: Tanja Berg, deutsche Schlager- und Jazz-Sängerin
- 1942: Bill Elgart, US-amerikanischer Jazzschlagzeuger
- 1942: Lola Falana, US-amerikanische Sängerin, Tänzerin und Schauspielerin
- 1943: Hartmut Losch, deutscher Leichtathlet
- 1943: Dieter Schubert, deutscher Ruderer
- 1944: Serge Haroche, französischer Physiker, Nobelpreisträger
- 1944: Harald Kolz, deutscher Jurist
- 1945: Franz Beckenbauer, deutscher Fußballspieler, -trainer und -funktionär
- 1945: Hans-Jürgen Kleinholz, deutscher Fußballspieler
- 1945: Leo Kottke, US-amerikanischer Musiker, Sänger und Songschreiber
- 1946: Beat Kappeler, Schweizer Sozialwissenschaftler und Publizist
- 1946: Balthasar Schwarm, deutscher Rennrodler
- 1946: Sandy Skoglund, US-amerikanische Fotografin und Installationskünstlerin
- 1947: Toni Bruk, sorbischer Filmregisseur und -produzent
- 1947: Bob Catley, britischer Rocksänger
- 1948: Philippe Bruggisser, Schweizer Manager
- 1948: Maria Eichhorn, deutsche Politikerin, MdB
- 1948: John Martyn, britischer Musiker, Sänger und Songschreiber
- 1949: Bill Whittington, US-amerikanischer Autorennfahrer
- 1950: Barry Sheene, britischer Motorradrennfahrer

#### 1951–1975

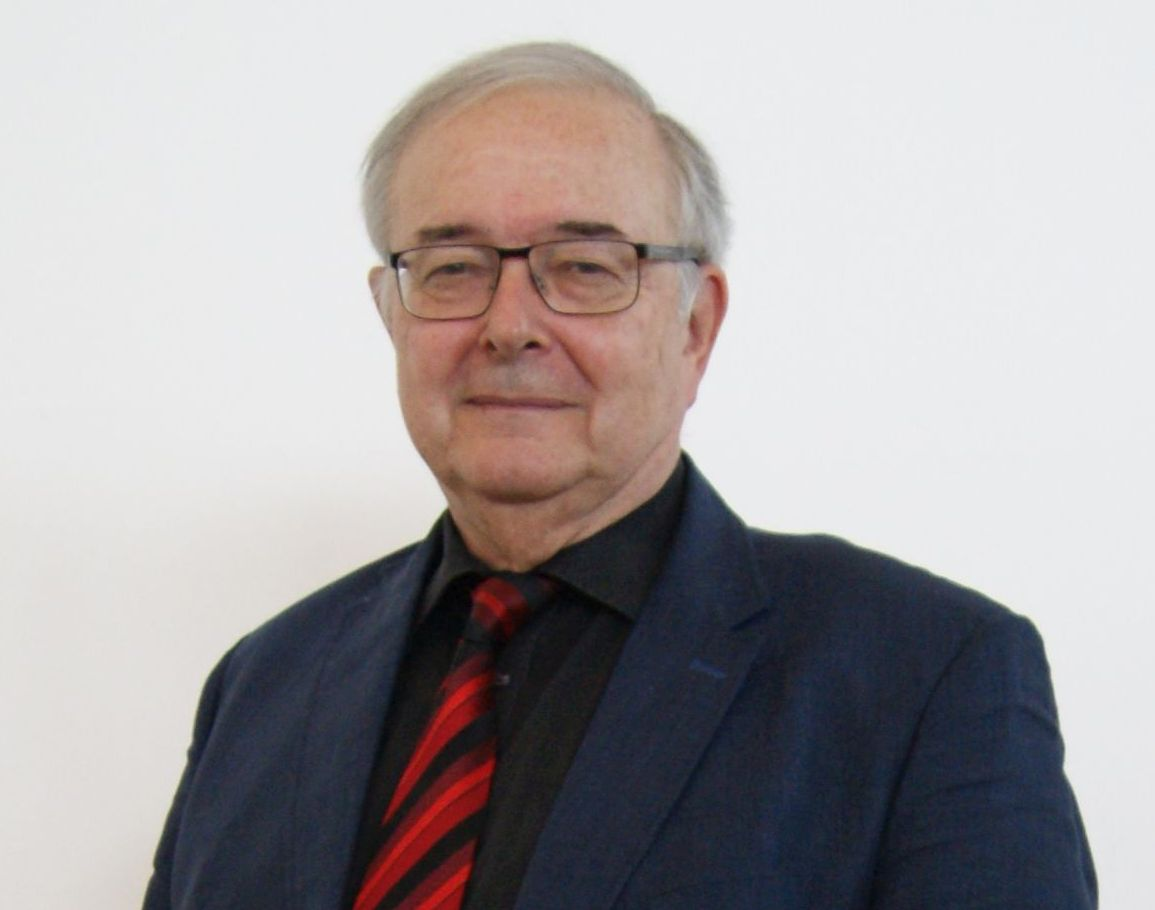
Herbert Bösch (* 1954)

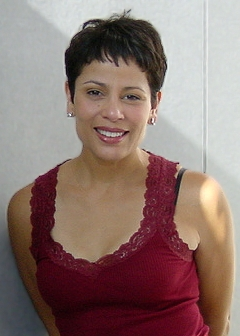
Roxann Dawson (* 1958)

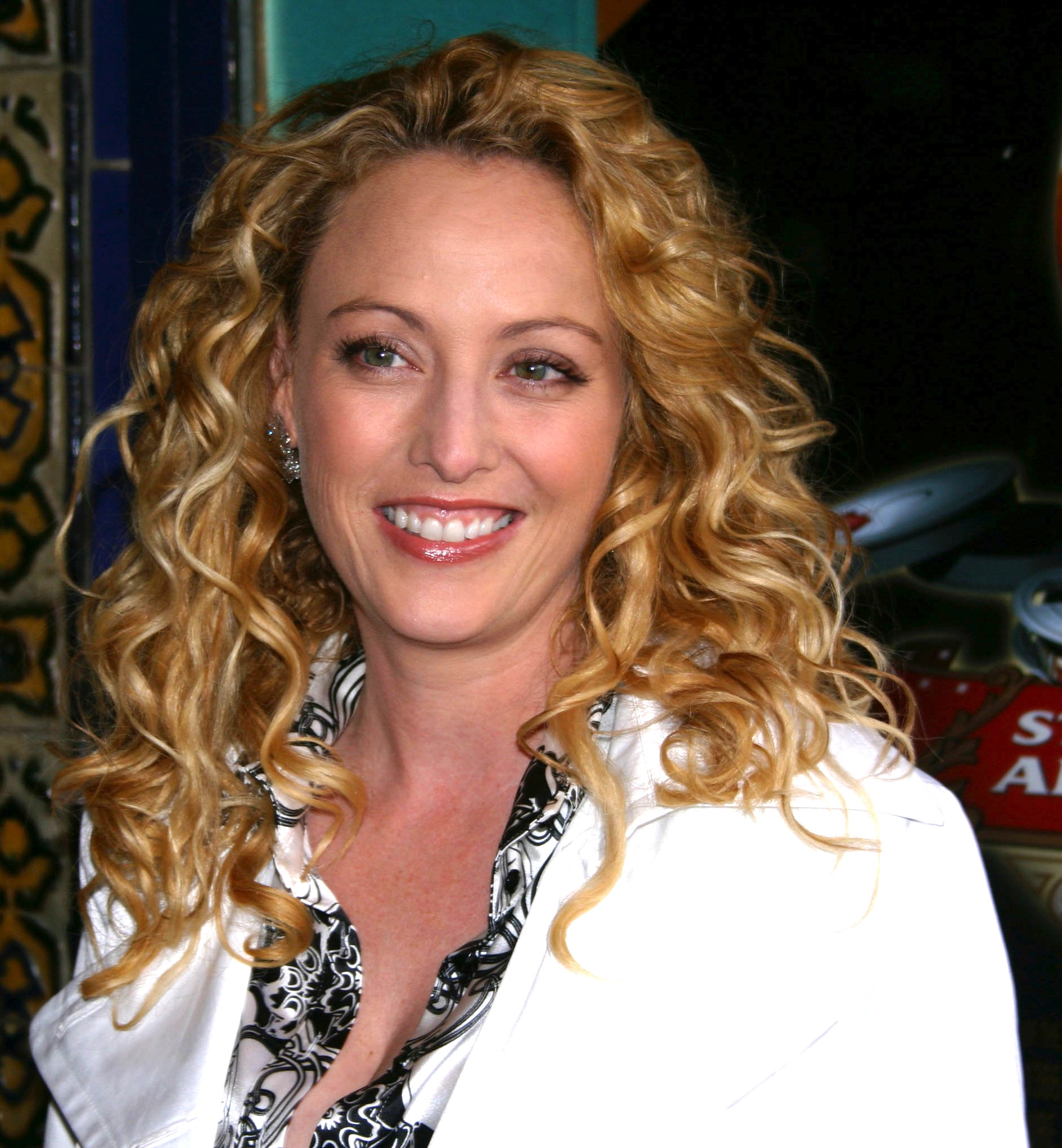
Virginia Madsen (* 1961)

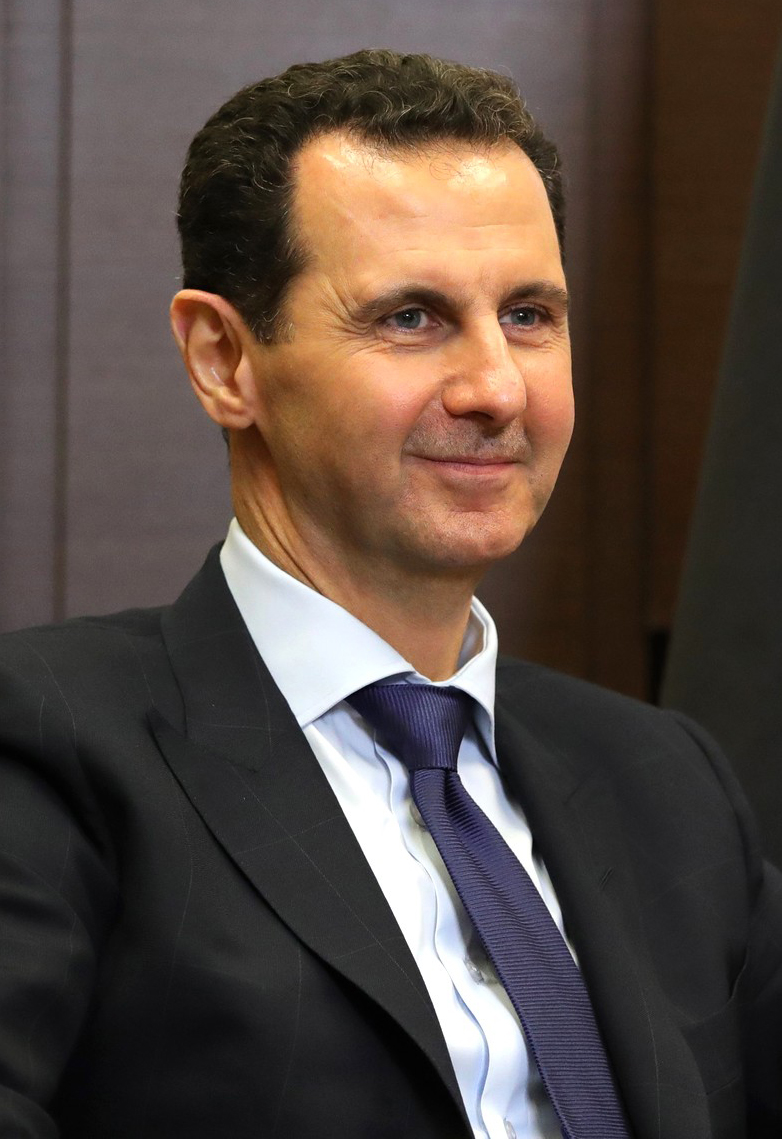
Baschar al-Assad (* 1965)

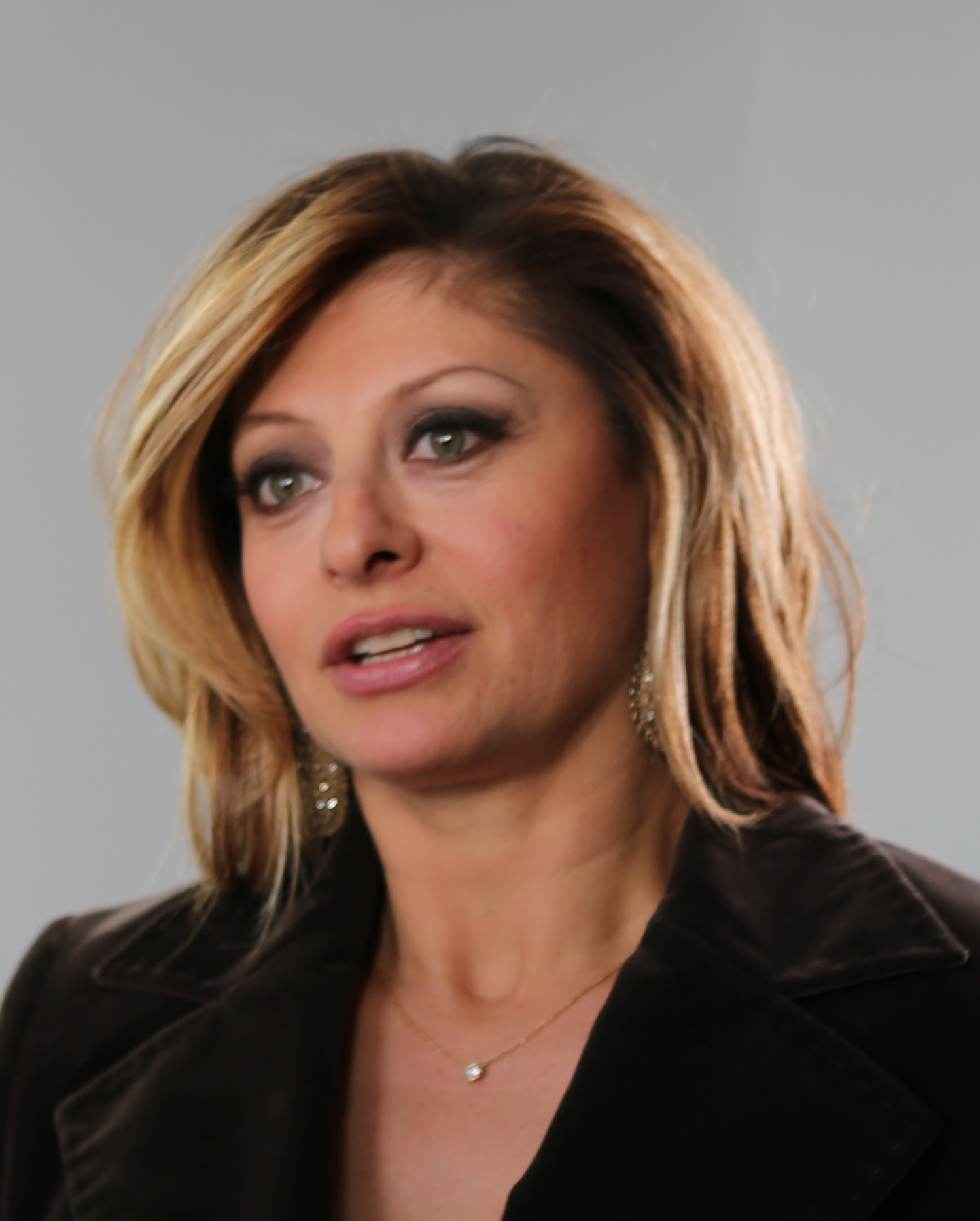
Maria Bartiromo (* 1967)

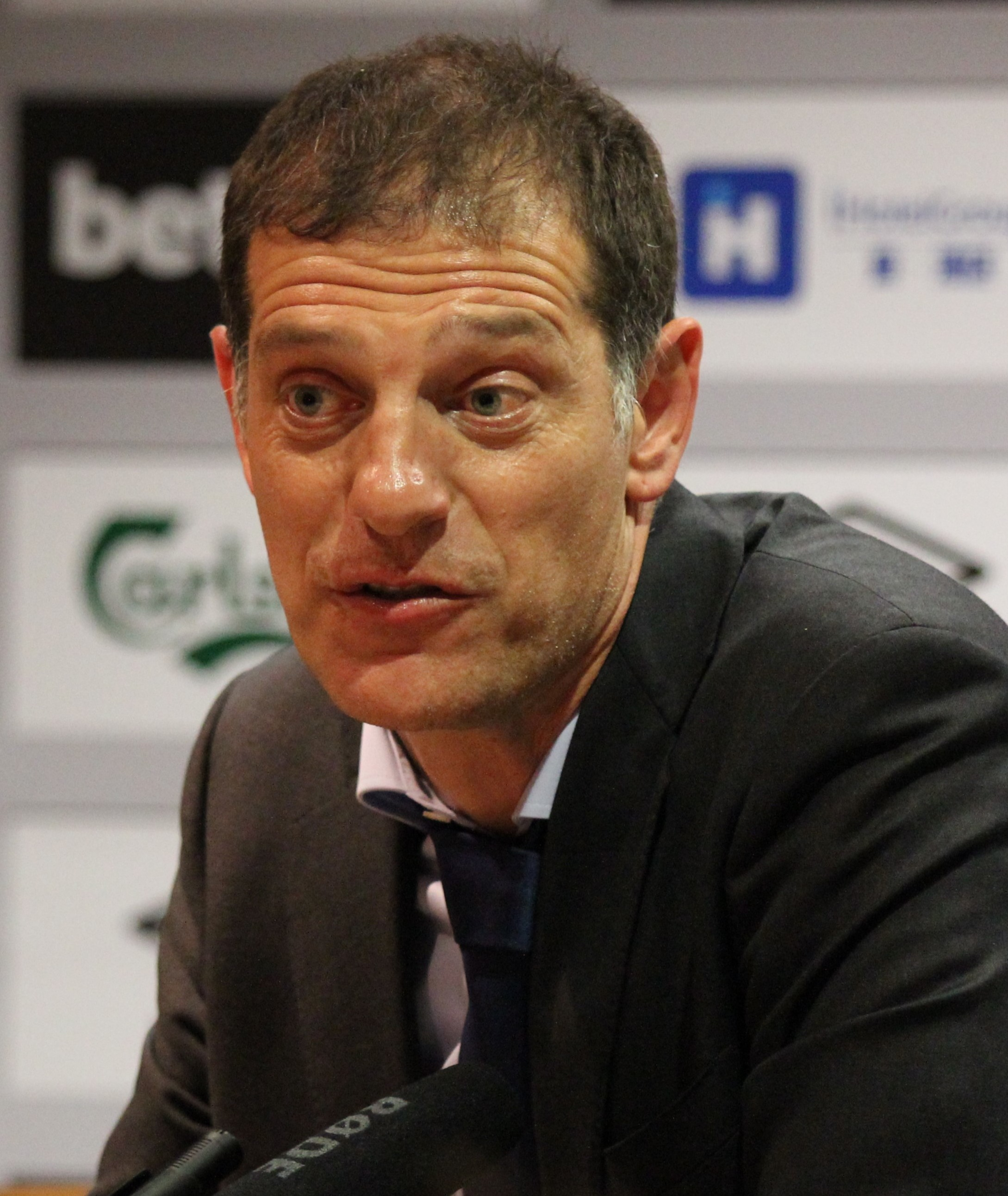
Slaven Bilić (* 1968)

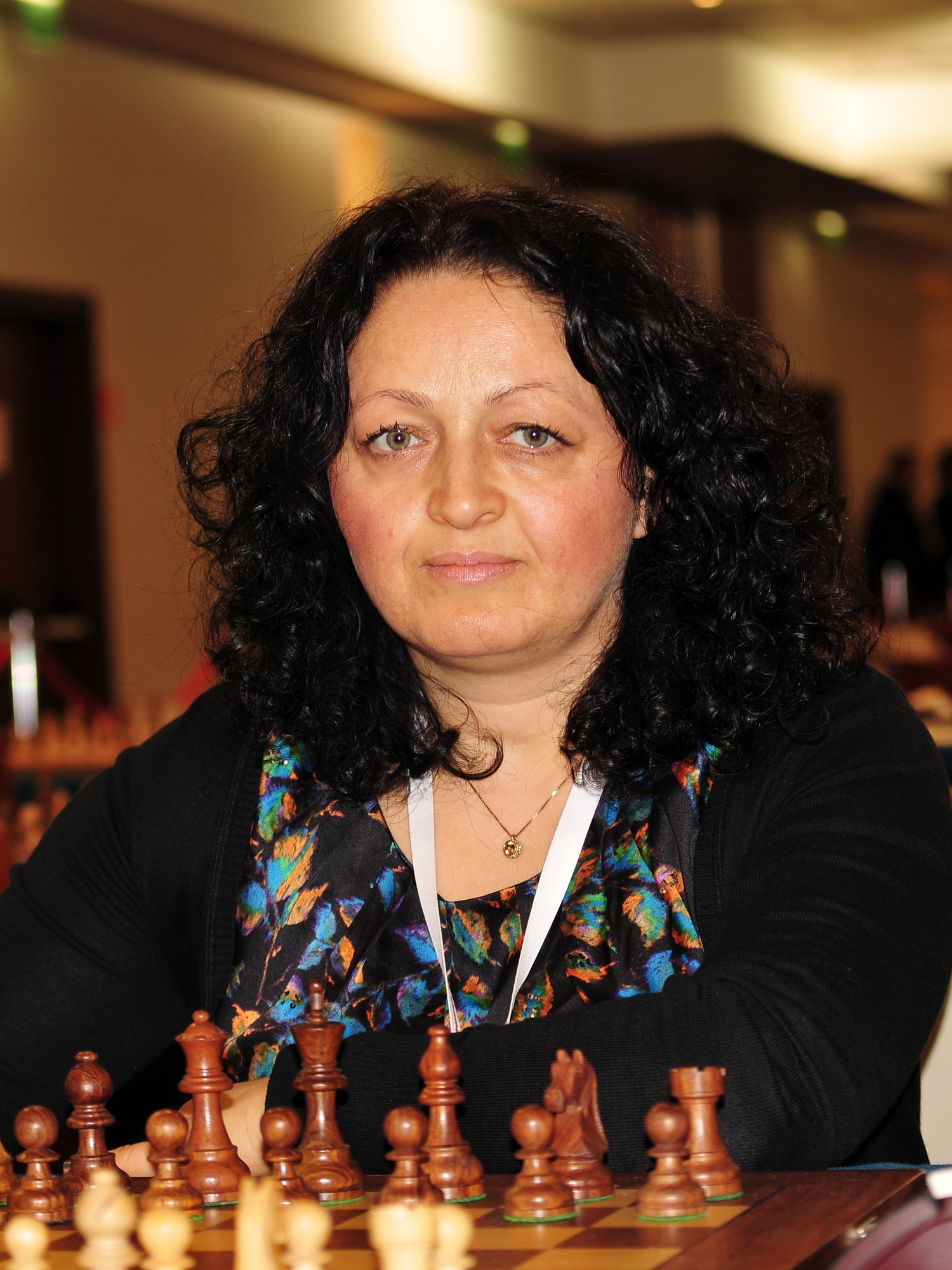
Ketino Kachiani-Gersinska (* 1971)

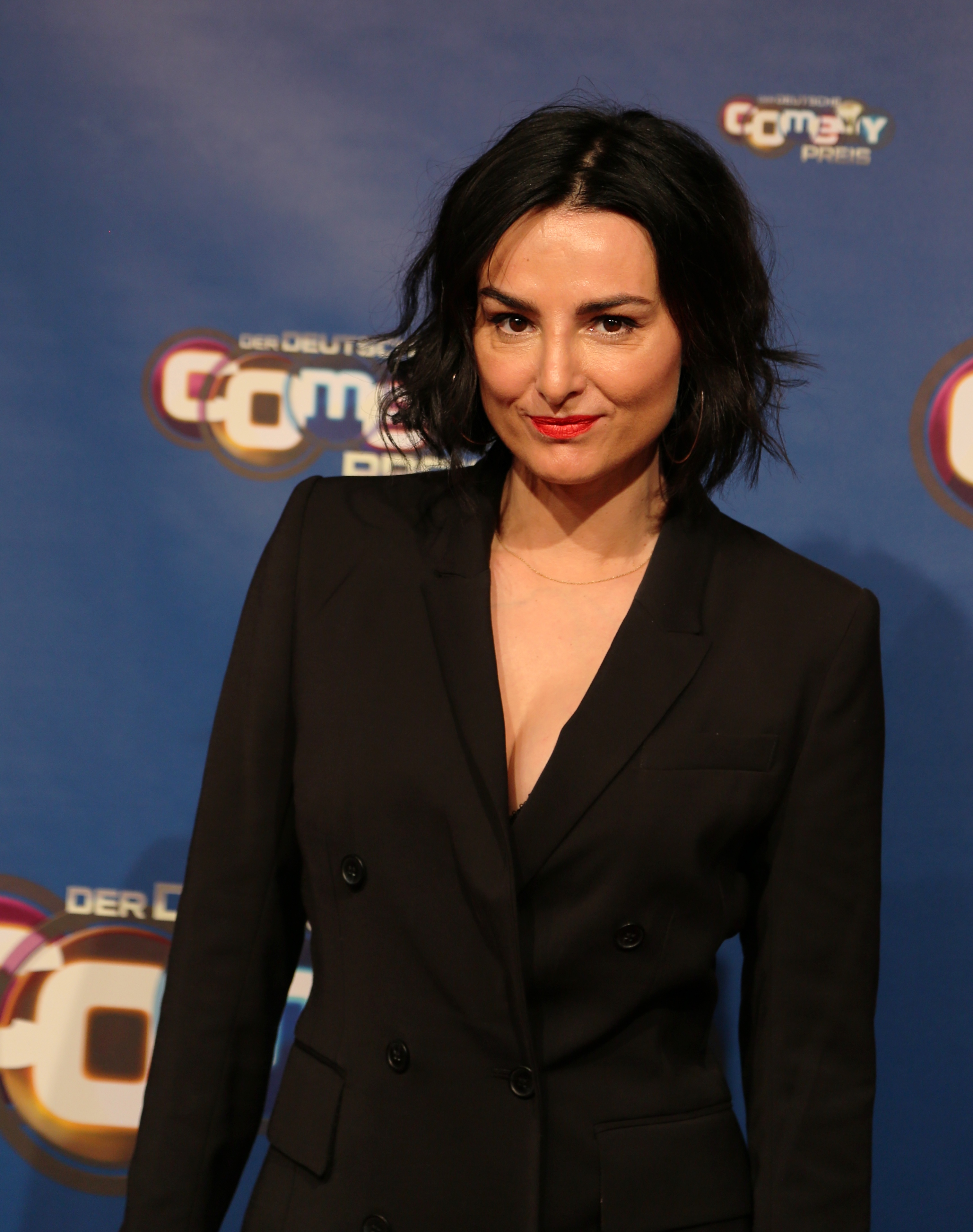
Mimi Fiedler (* 1975)

- 1952: Jani Allan, südafrikanische Kolumnistin, Radiomoderatorin und Schriftstellerin
- 1952: Martin Elste, deutscher Musikwissenschaftler
- 1952: Klaus-Peter Hildenbrand, deutscher Leichtathlet, Olympiamedaillengewinner
- 1954: Herbert Bösch, österreichischer Politiker, MdEP
- 1955: Hiram Bullock, US-amerikanischer Jazz-Gitarrist
- 1955: Pupo, italienischer Sänger
- 1956: Adriane Lenox, US-amerikanische Theater- und Film-Schauspielerin
- 1956: Thomas Griese, deutscher Jurist, Richter und Politiker
- 1956: Adam Lipiński, polnischer Politiker
- 1957: Barbara Bongartz, deutsche Schriftstellerin
- 1957: Preben Elkjær Larsen, dänischer Fußballspieler
- 1957: Joshy Peters, deutscher Schauspieler
- 1957: Gernot Rumpold, österreichischer Politiker
- 1957: Günter Reichelt, deutscher Ringer und -trainer
- 1958: Jean Corriveau, kanadischer Freestyle-Skier
- 1958: Roxann Dawson, US-amerikanische Schauspielerin
- 1959: Jeffrey Hoover, US-amerikanischer Komponist und Maler
- 1959: Stephanie Überall, deutsche Kabarettistin
- 1960: Ágúst Hauksson, isländischer Fußballspieler
- 1960: Predrag Nikolić, bosnischer Schachspieler
- 1961: Philip Ardagh, britischer Jugendbuchautor
- 1961: Stefan Banz, Schweizer Künstler und Kurator
- 1961: Virginia Madsen, US-amerikanische Schauspielerin
- 1961: Klaus Stöber, deutscher Politiker
- 1962: Julio Salinas, spanischer Fußballspieler
- 1962: Filip Dewinter, belgischer Politiker
- 1962: Kristy McNichol, US-amerikanische Filmschauspielerin
- 1963: Pietro Ferrero junior, italienischer Unternehmer
- 1963: Roderich Kiesewetter, deutscher Generalstabsoffizier und Politiker, MdB
- 1964: Kathy Watt, australische Radsportlerin
- 1964: Victor Wooten, US-amerikanischer Bassist
- 1965: Baschar al-Assad, syrischer Präsident
- 1965: Robert Eichenauer, österreichischer Journalist und Schriftsteller
- 1965: Paul Heyman, US-amerikanischer Wrestling-Manager und -Promoter
- 1965: Moby, US-amerikanischer Musiker und Sänger, DJ und Musikproduzent
- 1965: Graeme Obree, britischer Radrennfahrer
- 1966: Kiko, japanische Ehefrau von Prinz Akishino von Japan
- 1966: Dainis Ozols, lettischer Radsportler
- 1967: Maria Bartiromo, US-amerikanische Fernsehmoderatorin und Autorin
- 1967: Harry Connick junior, US-amerikanischer Sänger, Pianist und Schauspieler
- 1967: Maja Schmid, Schweizer Freestyle-Skierin
- 1968: Akeem Anifowoshe, nigerianischer Profiboxer
- 1968: Slaven Bilić, kroatischer Fußballspieler
- 1968: Tobias Koch, deutscher Pianist
- 1968: Andreas Tews, deutscher Boxer
- 1968: Ulrich von Zons, deutscher Jurist und Politiker
- 1969: Toni-L, deutscher Rapper
- 1969: Birgit Hamann, deutsche Leichtathletin
- 1970: Federico Arnaud, uruguayischer Künstler
- 1970: John Spencer, schottischer Fußballspieler
- 1971: Richard Ashcroft, britischer Musiker
- 1971: Stéphane Daoudi, französischer Autorennfahrer
- 1971: Nicoleta Grasu, rumänische Leichtathletin
- 1971: Mark Jablonski, deutscher Eishockeyspieler
- 1971: Ketino Kachiani-Gersinska, deutsche Schachspielerin
- 1972: Sohrab Bakhtiarizadeh, iranischer Fußballspieler
- 1972: Harry Luck, deutscher Autor und Journalist
- 1972: Andreas Menger, deutscher Fußballspieler
- 1972: Dodo Roscic, österreichische Journalistin und Fernsehmoderatorin
- 1973: Sean Gagnon, kanadischer Eishockeyspieler
- 1973: Tanya Hansen, norwegische Pornodarstellerin
- 1974: Christian Belz, Schweizer Langstreckenläufer
- 1974: Orlando Duque, kolumbianischer Klippenspringer
- 1974: Nike Fuhrmann, deutsche Schauspielerin
- 1974: Ulli Mair, italienische Politikerin
- 1975: Mimi Fiedler, deutsche Schauspielerin
- 1975: Tanja Lasch, deutsche Schlagersängerin
- 1975: Dirk Meyer, deutscher Synchronsprecher

#### 1976–2000
- 1976: Tomáš Enge, tschechischer Autorennfahrer
- 1976: Nike Fuhrmann, deutsche Schauspielerin
- 1976: Steffen Lehmann, deutscher Schauspieler und Sprecher
- 1976: MC Rene, deutsch-marokkanischer Rapper und Stand-up-Comedian

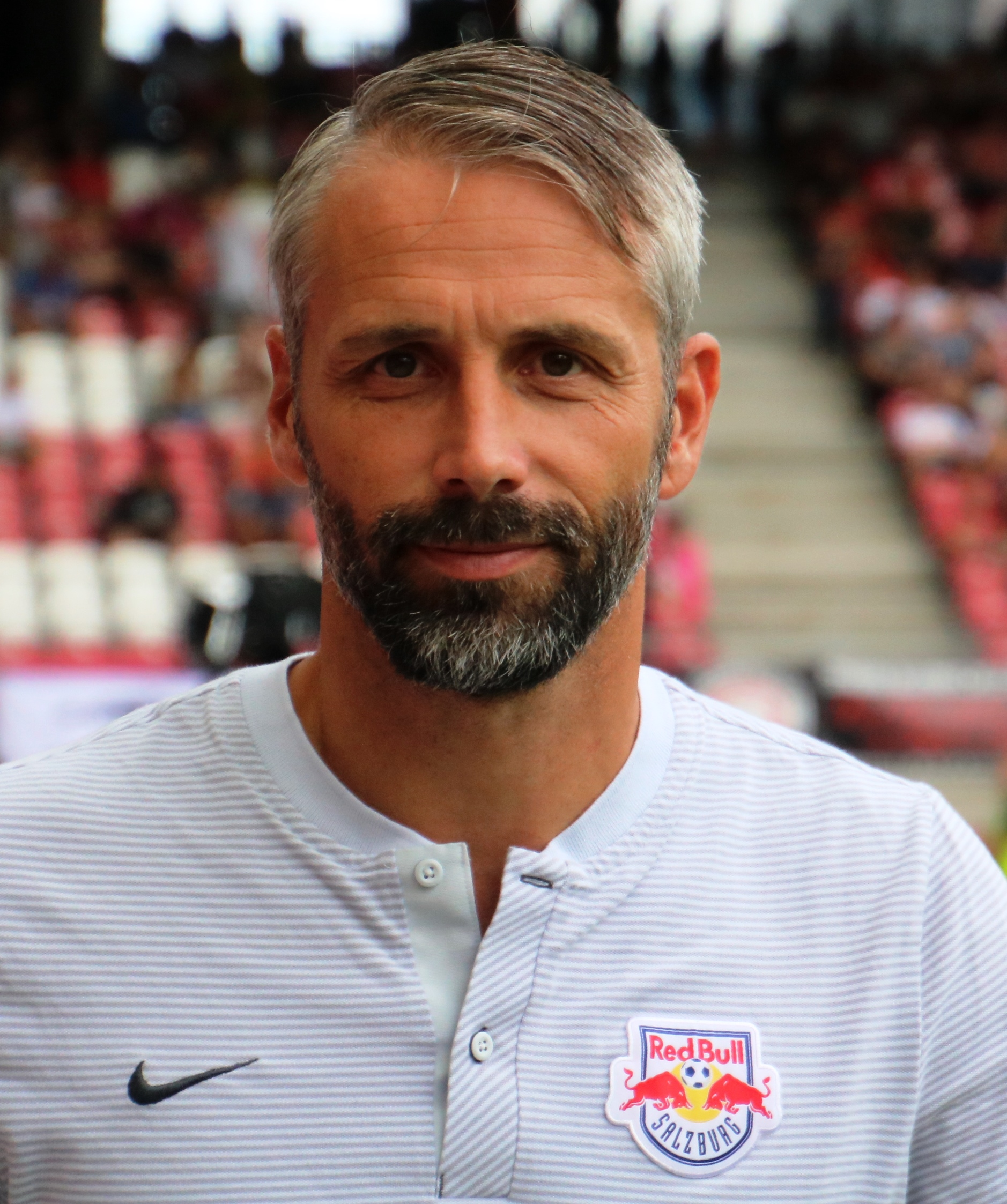
Marco Rose (* 1976)

- 1976: Marco Rose, deutscher Fußballspieler
- 1977: Ludacris, US-amerikanischer Rapper
- 1977: Marcel Saibert, deutscher Schauspieler und Sänger
- 1977: Matthew Stevens, britischer Snookerspieler
- 1978: Laurent Courtois, französischer Fußballspieler und -trainer
- 1978: Else-Marthe Sørlie Lybekk, norwegische Handballspielerin
- 1978: Edward Reed, US-amerikanischer American-Football-Spieler
- 1978: Dejan Stanković, serbischer Fußballspieler
- 1979: Christian Endler, deutscher Fußballspieler
- 1979: Javad Foroughi, iranischer Sportschütze
- 1979: Cameron Richardson, US-amerikanische Schauspielerin
- 1980: Christophe Le Mével, französischer Radrennfahrer
- 1980: Antonio Pizzonia, brasilianischer Formel-1-Rennfahrer
- 1981: Andreas Birnbacher, deutscher Biathlet
- 1981: Morlockk Dilemma, deutscher Rapper
- 1981: Paul Pieck, deutscher Kameramann
- 1982: Elvan Abeylegesse, äthiopisch-türkische Leichtathletin

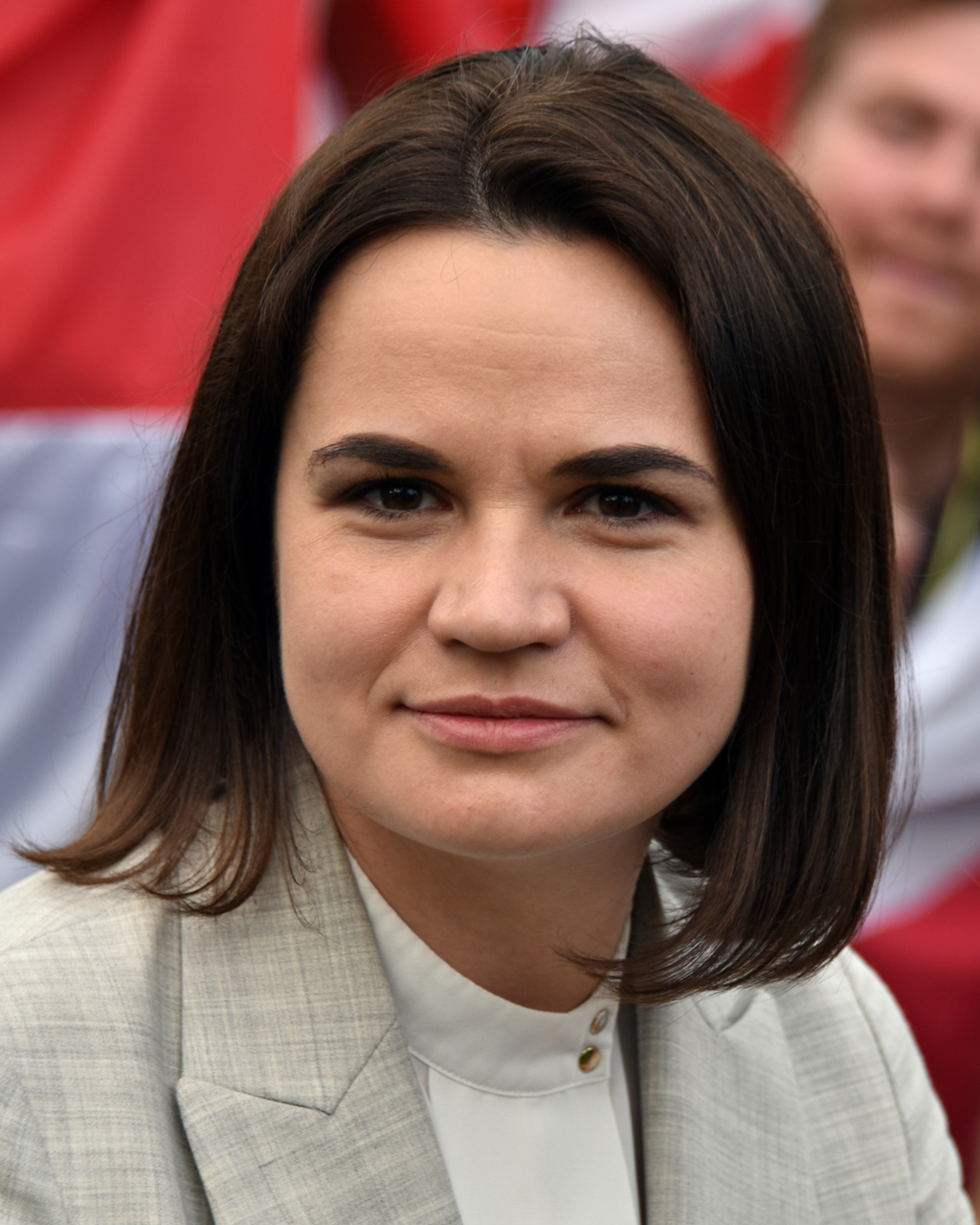
Swjatlana Zichanouskaja (* 1982)

- 1982: Swjatlana Zichanouskaja, belarussische Bürgerrechtlerin
- 1983: Lauryn Williams, US-amerikanische Leichtathletin
- 1984: Dominic Peitz, deutscher Fußballspieler
- 1984: Mayssa Pessoa, brasilianische Handballspielerin
- 1985: Shaun Livingston, US-amerikanischer Basketballspieler
- 1985:  Nela Riehl, deutsche Politikerin (Volt)
- 1985: Rodnei, brasilianischer Fußballspieler
- 1986: Alfie Allen, britischer Schauspieler
- 1986: Sonja Barjaktarović, montenegrinische Handballspielerin
- 1986: Andrej Križaj, slowenischer Skirennläufer
- 1987: Robert Acquafresca, italienisch-polnischer Fußballspieler

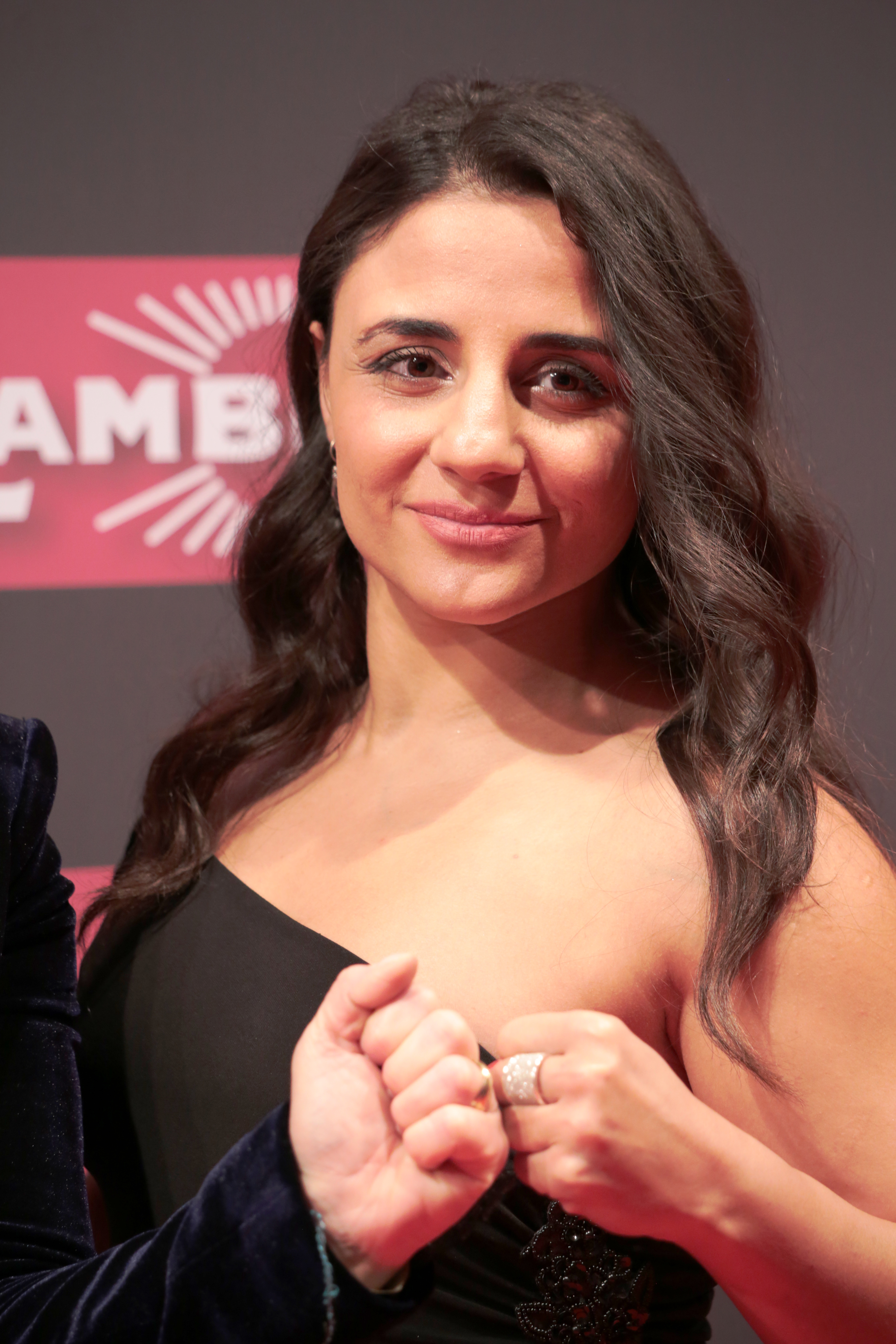
Susianna Kentikian (* 1987)

- 1987: Susianna Kentikian, deutsche Boxerin
- 1988: Jeremy Hall, US-amerikanischer Fußballspieler
- 1988: Freshtorge, deutscher Comedian und Internet-Künstler
- 1988: Sandra Vergara, kolumbianische Schauspielerin, Model und Talkshow-Host
- 1990: Niklas Löffler, deutscher Schauspieler
- 1991: Jordan Ayew, ghanaischer Fußballspieler
- 1991: Kygo, norwegischer DJ
- 1992: Kubilay Anteplioğlu, türkischer Fußballspieler
- 1992: Borut Mačkovšek, slowenischer Handballspieler

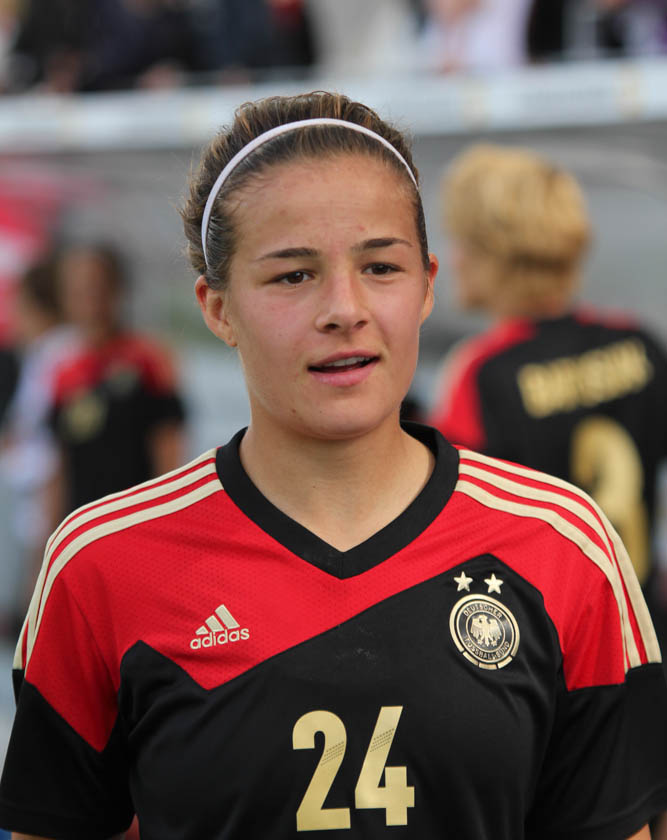
Lena Lotzen (* 1993)

- 1993: Lena Lotzen, deutsche Fußballspielerin
- 1993: Gheorghe Pop, rumänischer Biathlet
- 1993: Wes Schweitzer, US-amerikanischer American-Football-Spieler
- 1994: Lucas Auer, österreichischer Autorennfahrer
- 1994: Joshua Bluhm, deutscher Bobfahrer
- 1996: Travis Cooper, US-amerikanischer Biathlet
- 1996: Miguel Crespo, portugiesisch-französischer Fußballspieler
- 1997: Laurents Hörr, deutscher Autorennfahrer
- 1997: Jung Ju-mi, südkoreanische Biathletin
- 1997: Marin Pongračić, deutsch-kroatischer Fußballspieler
- 2000: Leandro Bolmaro, argentinisch-italienischer Basketballspieler
- 2000: Ben Healy, irischer Radrennfahrer

### 21. Jahrhundert
- 2001: Mackenzie Aladjem, US-amerikanische Schauspielerin
- 2002: Adisu Guadia, israelischer Leichtathlet
- 2002: Chiara Pogneaux, französische Skirennläuferin
- 2004: Lukas Jung, deutscher Eishockeyspieler
- 2005: Chen Yuxi, chinesische Wasserspringerin
- 2006: Rikuto Tamai, japanischer Wasserspringer

## Gestorben

### Vor dem 17. Jahrhundert
- 0889: Willibert, Erzbischof von Köln
- 1083: Munjong, 11. König des koreanischen Goryeo-Reiches
- 1102: Ermengol V., Graf von Urgell
- 1123: Marbod von Rennes, französischer Theologe, Dichter und Schriftsteller
- 1196: Maurice de Sully, Bischof von Paris
- 1203: Stephan von Tournai, Bischof von Tournai
- 1222: Adam, Abt von Melrose und Bischof von Caithness
- 1223: Heinrich der Ältere, Herr von Mödling
- 1227: Ludwig IV., Landgraf von Thüringen und Pfalzgraf von Sachsen
- 1227: Thomas Olivier, Bischof von Paderborn
- 1263: Otto I., Graf von Tecklenburg
- 1297: Hugh de Cressingham, englischer Ritter
- 1298: Philipp von Artois, Herr von Conches, Mehun, Nonancourt und Domfront
- 1349: Jutta von Luxemburg, französische Kronprinzessin
- 1372: Isabelle de Valois, französische Prinzessin, Ehefrau von Gian Galeazzo Visconti
- 1375: Friedrich II. von Bülow, Bischof von Schwerin
- 1381: Almaric St Amand, englischer Adeliger, Militär und Beamter
- 1397: Pernelle Flamel, Pariser Wohltäterin und Alchimistin
- 1419: Albrecht von Wernigerode, Bischof von Halberstadt
- 1465: Matthias Wedel, deutscher Rechtsgelehrter
- 1472: Giovanni Arnolfini, italienischer Kaufmann
- 1507: Galeotto Franciotti della Rovere, Bischof von Lucca und Apostolischer Administrator des Erzbistums Benevent
- 1527: Charles I. de Croÿ, Fürst von Chimay
- 1563: Johann Pennarius, Weihbischof in Köln
- 1570: Johannes Brenz, deutscher Reformator und protestantischer Theologe
- 1577: Pedro de Villagra y Martínez, spanischer Soldat und Gouverneur von Chile
- 1586: Kaspar Arnurus, deutscher Moralphilosoph und Logiker
- 1594: Balthasar Báthory, siebenbürgischer Politiker
- 1596: Pieter Dirkszoon Keyser, niederländischer Navigator
- 1599: Beatrice Cenci, römische Patrizierin, wegen Vatermordes hingerichtet

### 17./18. Jahrhundert
- 1602: Sebastian Artomedes, deutscher evangelischer Theologe und Kirchenliederdichter
- 1606: Karel van Mander, westflandrischer Dichter, Schriftsteller, Maler und Zeichner
- 1607: Luzzasco Luzzaschi, italienischer Komponist und Organist
- 1624: Johann Gottfried von Fürstenberg, Domherr und Präsident des kurmainzischen Rates
- 1627: Matthäus Ulicky, evangelischer Geistlicher und Märtyrer
- 1629: Adam von Herberstorff, bayerischer Statthalter von Oberösterreich
- 1639: Orazio Gentileschi, italienischer Maler
- 1641: Kraft zu Hohenlohe-Neuenstein-Öhringen, Graf von Hohenlohe-Neuenstein
- 1645: Nikolaus Esterházy, ungarischer Adeliger

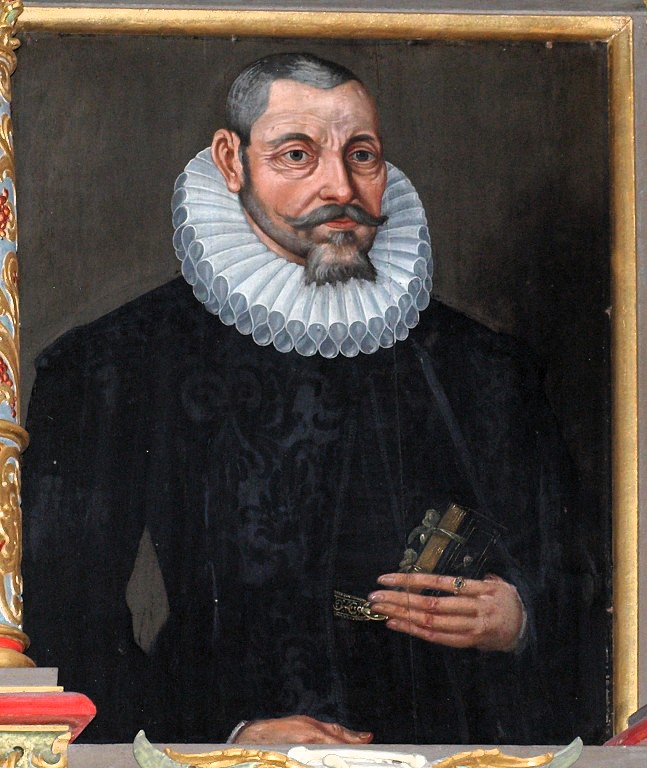
David Gloxin († 1646)

- 1646: David Gloxin, Bürgermeister in Burg auf Fehmarn
- 1646: Odoardo I. Farnese, Herzog von Parma
- 1655: François Tristan L’Hermite, französischer Schriftsteller
- 1661: Jan Fyt, flämischer Maler
- 1666: Paul Fürst, deutscher Verleger, Buch- und Kunsthändler
- 1677: James Harrington, englischer Philosoph
- 1680: Go-Mizunoo, 108. Kaiser von Japan
- 1680: Marco Uccellini, italienischer Violinist, Kapellmeister und Komponist
- 1709: Christian Siegmund von Aschersleben, preußischer Oberst
- 1714: Johann Ludolph Quenstedt, deutscher Buchhändler und erster Oberbürgermeister von Wittenberg
- 1719: Domenico Martinelli, italienischer Architekt
- 1721: Rudolf Jacob Camerarius, deutscher Botaniker und Mediziner

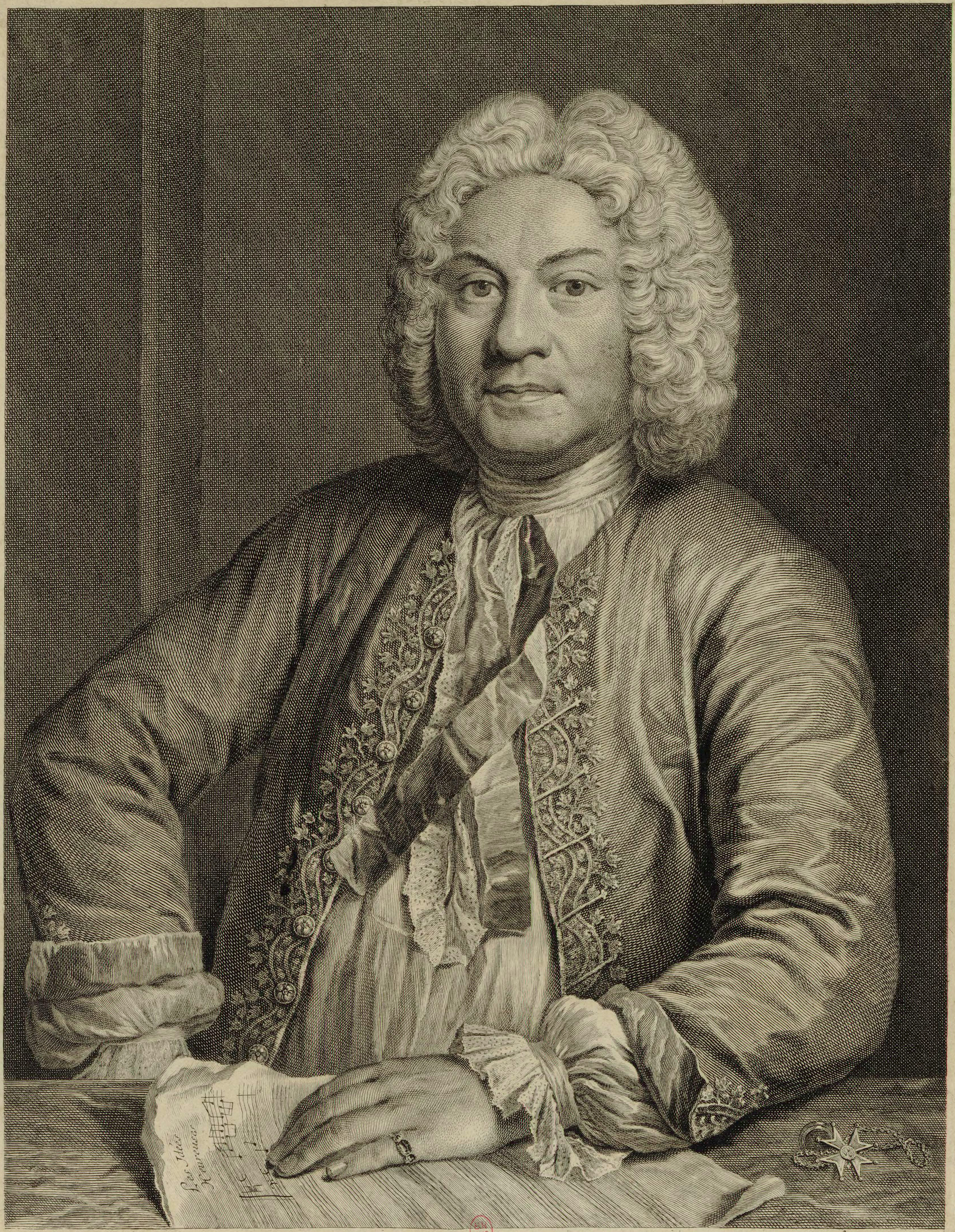
François Couperin († 1733)

- 1733: François Couperin, französischer Organist und Komponist
- 1741: Johann Jacob Schübler, Nürnberger Barockbaumeister, Architekturtheoretiker und -schriftsteller und Mathematiker
- 1753: Johann Joseph Wratislaw von Mitrowitz, Bischof von Königgrätz
- 1756: Johann Friedrich Christ, deutscher Archäologe und Kunstwissenschaftler
- 1760: Louis Godin, französischer Astronom
- 1767: Alexander Borissowitsch Buturlin, russischer Feldherr
- 1768: Joseph-Nicolas Delisle, französischer Astronom
- 1769: Henry Moore, 1. Baronet, britischer Gouverneur der Provinzen Jamaika und New York

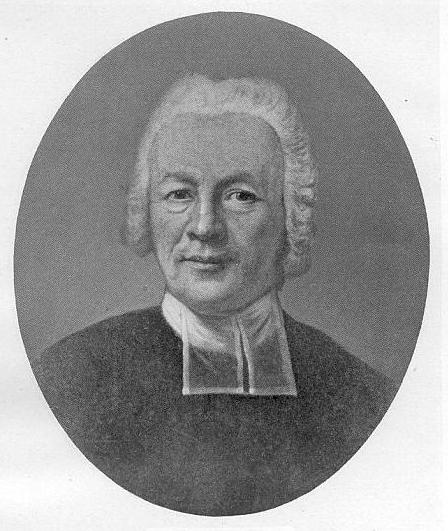
Johann August Ernesti (* 1781)

- 1781: Johann August Ernesti, deutscher Theologe und Philologe
- 1783: Johann Friedrich von Alvensleben, deutscher Beamter
- 1788: Joseph von Braganza, Infant von Portugal
- 1789: Luka Sorkočević, kroatischer Diplomat und Komponist
- 1793: Johann d’Arnal, französischer Ingenieur-Oberst und Maria-Theresien-Ordensritter
- 1793: Nicolaas Laurens Burman, niederländischer Botaniker
- 1795: Iwan Iwanowitsch Bezkoi, russischer Militär und Reformer
- 1799: Johann Samuel Adler, preußischer Beamter

### 19. Jahrhundert
- 1814: Johann Georg Ferdinand von Ammon, preußischer Beamter

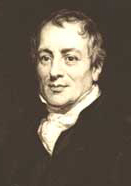
David Ricardo († 1823)

- 1823: David Ricardo, britischer Nationalökonom
- 1825: Christian Jakob Salice-Contessa, schlesischer Kommunalpolitiker und romantischer Schriftsteller
- 1836: Karl August Gottlieb Dreist, deutscher Pädagoge
- 1838: Christoph Wilhelm Gatterer, deutscher Kameralist und Forstwissenschaftler
- 1848: Ludwig David Jacoby, deutscher Kunsthändler und Verleger
- 1851: Sylvester Graham, US-amerikanischer Prediger und Gegner der Schulmedizin
- 1856: Josef Benignus Maus, deutscher Hochschullehrer, Professor und Historiker
- 1858: Alexander Lwowitsch Guriljow, russischer Komponist
- 1860: Friedrich Ludwig Keller, Schweizer und preußischer Jurist und Politiker
- 1861: Karl Gottlieb Anton, deutscher Altphilologe
- 1863: Johann Wilhelm Schirmer, deutscher Maler und Graphiker
- 1865: Louis Juchault de Lamoricière, französischer General und Staatsmann
- 1868: Louis Germond der Ältere, Schweizer evangelischer Geistlicher
- 1869: John Bell, US-amerikanischer Politiker

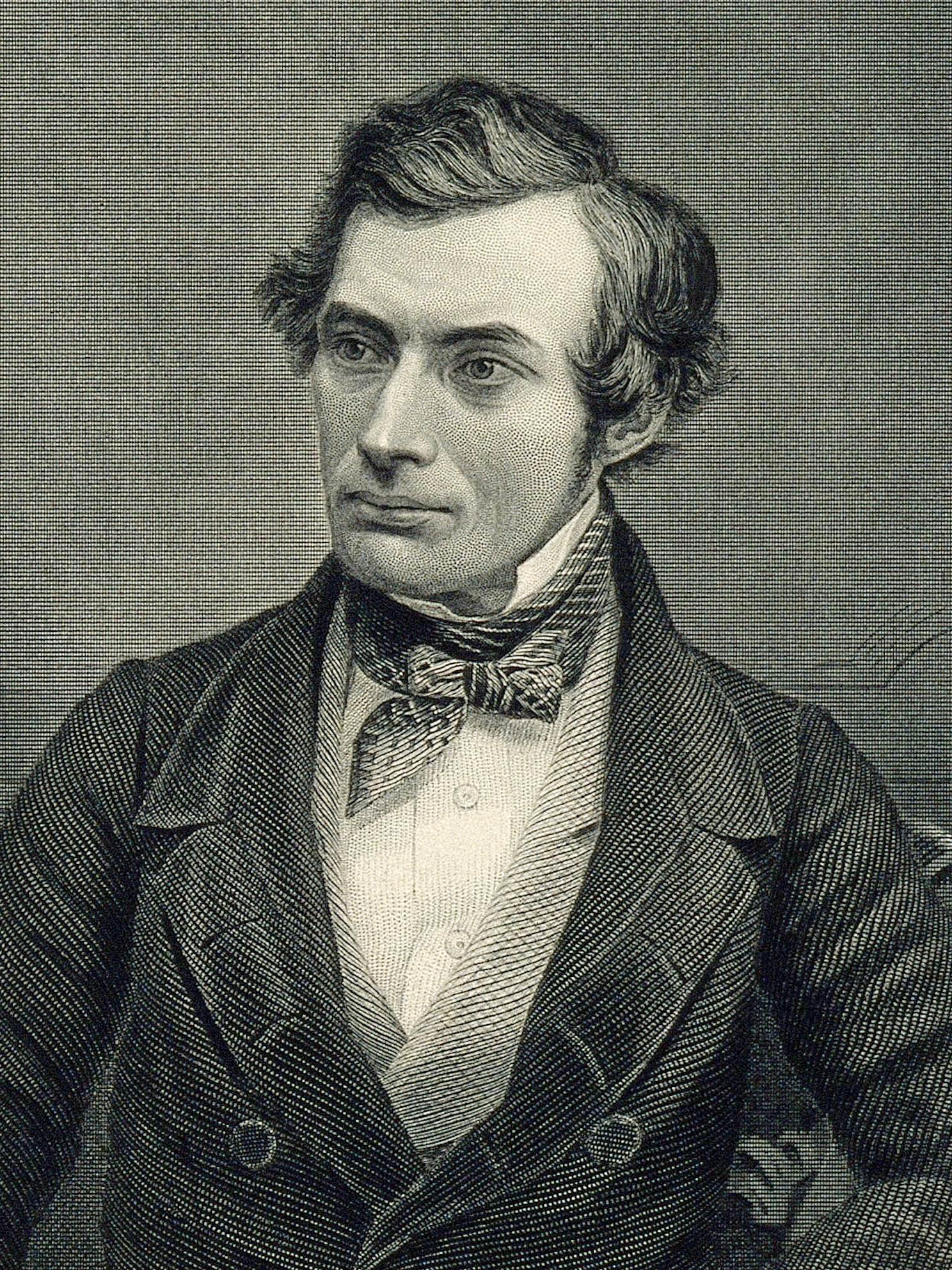
Thomas Graham († 1869)

- 1869: Thomas Graham, britischer Chemiker
- 1873: Agustín Fernando Muñoz y Sánchez, morganatischer Ehemann von Maria Christina von Spanien
- 1874: Franz Löhr, deutscher Bildhauer
- 1875: Heinrich Rückert, deutscher Geschichtsschreiber und Germanist
- 1876: Nathaniel B. Baker, US-amerikanischer Politiker
- 1886: Eduard Robert Flegel, litauischer Afrikareisender
- 1888: Domingo Faustino Sarmiento, Präsident von Argentinien
- 1890: Eduard Degener, deutsch-US-amerikanischer Politiker
- 1891: Franz Adams, deutscher Verwaltungsjurist
- 1891: Otto Stromer von Reichenbach, Bürgermeister der Stadt Nürnberg
- 1893: Adolphe Yvon, französischer Maler
- 1896: Alexander von Attems-Heiligenkreuz, österreichischer Geheimer Rat und Feldmarschallleutnant
- 1900: Otto Martin Torell, schwedischer Geologe, Naturforscher und Nordpolfahrer

### 20. Jahrhundert

#### 1901–1950

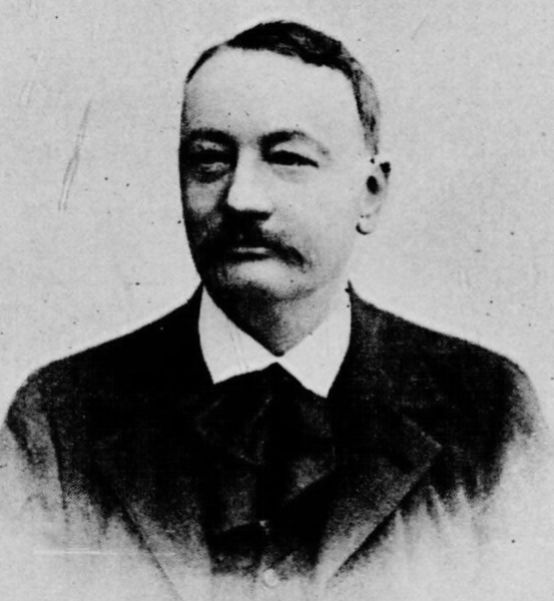
Émile Bernard († 1902)

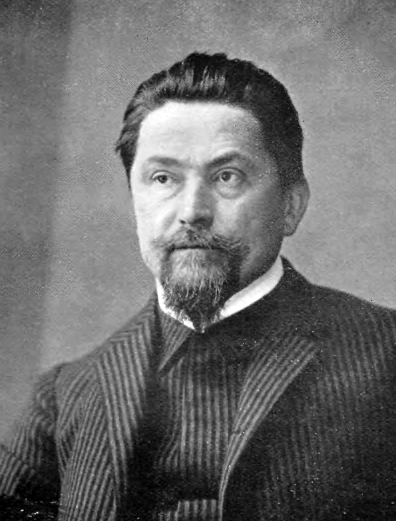
Hermann Stehr († 1940)

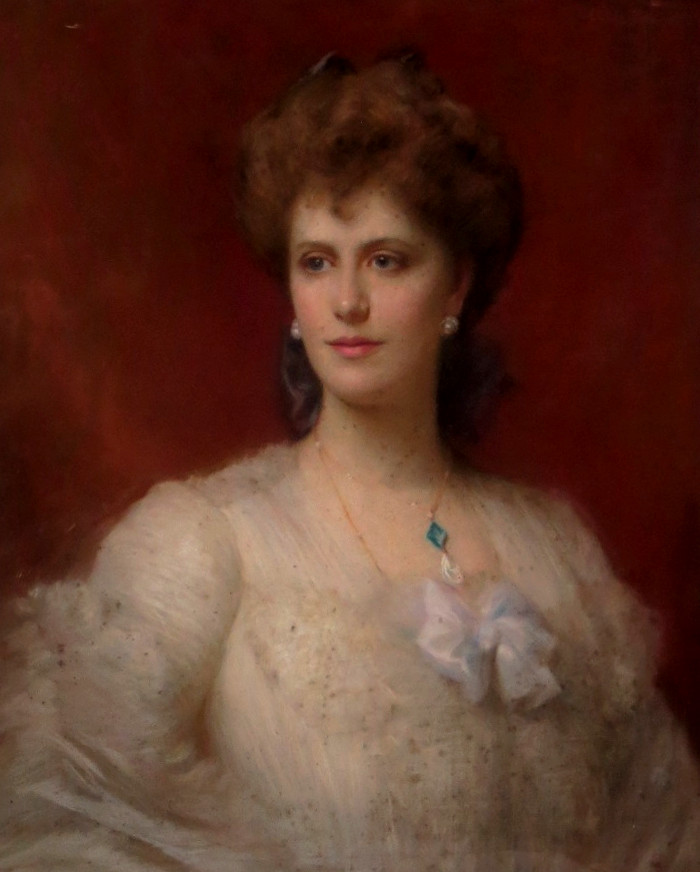
Alice Keppel († 1947)

- 1902: Émile Bernard, französischer Organist und Komponist
- 1905: Jules Arnous de Rivière, französischer Schachspieler
- 1906: Carl de Ahna, deutscher Mediziner und Politiker
- 1909: Otto Lob, deutsch-amerikanischer Dirigent und Komponist
- 1910: Heinrich Caro, deutscher Chemiker
- 1913: Julius Perlis, österreichischer Schachspieler
- 1915: William Cornelius Van Horne, US-amerikanischer Eisenbahnpionier und Unternehmer
- 1917: Georges Guynemer, französischer Jagdflieger
- 1922: Louis Adolphe Coerne, US-amerikanischer Komponist
- 1922: Ludwig Fritze, deutscher Indologe und Sanskritist
- 1922: Anton Kolm, österreichischer Regisseur, Filmpionier
- 1924: Muhammad Jamalul Alam II., Sultan von Brunei
- 1928: Policarpo Bonilla, Präsident von Honduras
- 1929: Paul Rosenhayn, deutscher Schriftsteller und Drehbuchautor
- 1924: von Krogh, deutscher Kolonialoffizier
- 1924: Mieczysław Surzyński, polnischer Organist und Komponist
- 1939: Konstantin Alexejewitsch Korowin, russischer Maler, Bühnenbildner und Pädagoge
- 1940: Hermann Stehr, deutscher Schriftsteller
- 1941: Olga Dawidowna Kamenewa, russische Revolutionärin, Schwester von Leo Trotzki und Ehefrau von Lew Kamenew
- 1941: Christian Georgijewitsch Rakowski, bulgarischer Revolutionär und sowjetischer Politiker
- 1941: Adolf Scheffknecht, österreichischer Turner
- 1941: Marija Alexandrowna Spiridonowa, russische Sozialrevolutionärin
- 1942ː Else Weil, deutsche Ärztin, Opfer der Shoah
- 1943: Susan Stebbing, britische Philosophin
- 1944: Robert Benoist, französischer Autorennfahrer und Widerstandskämpfer
- 1944: Rudolf Kissinger, deutscher Pfarrer, Lehrer, Heimatforscher, Vereins- und Verbandsfunktionär
- 1944: Joseph Müller, deutscher Priester und Seelsorger, Gegner und Opfer des Nationalsozialismus
- 1947: Alice Keppel, britische Mätresse
- 1948: Muhammad Ali Jinnah, pakistanischer Staatsgründer und -präsident
- 1949: Henri Rabaud, französischer Komponist
- 1950: Jan Christiaan Smuts, südafrikanischer Staatsmann und Soldat

#### 1951–2000

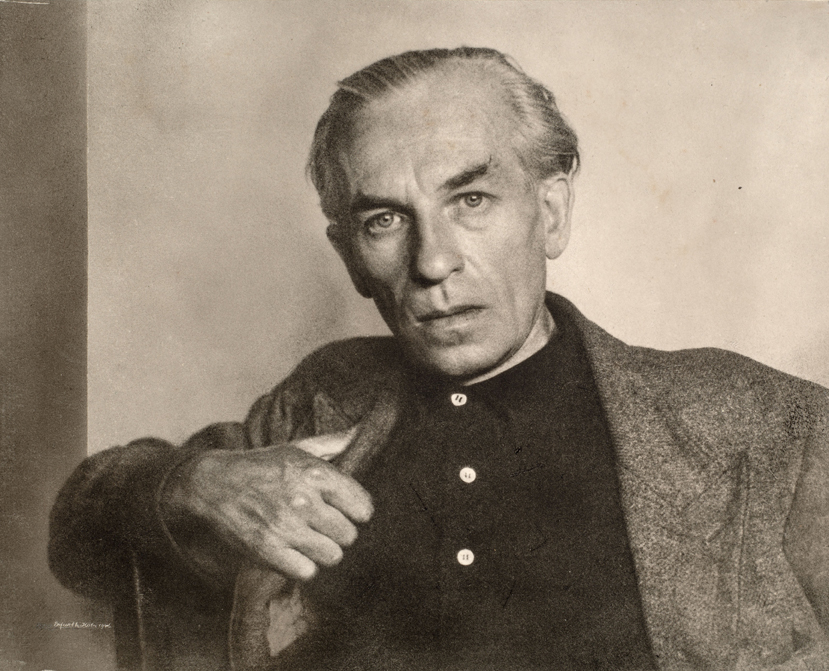
Hans Grundig († 1958)

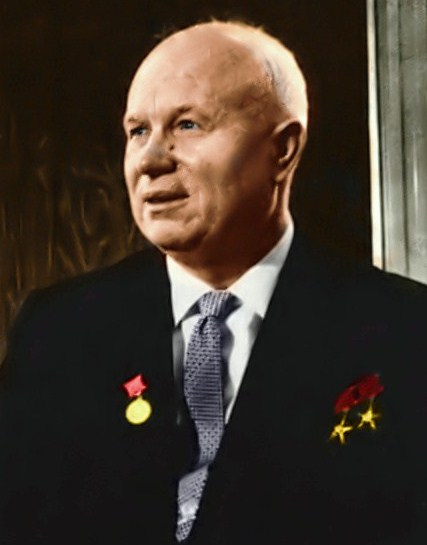
Nikita Chruschtschow († 1971)

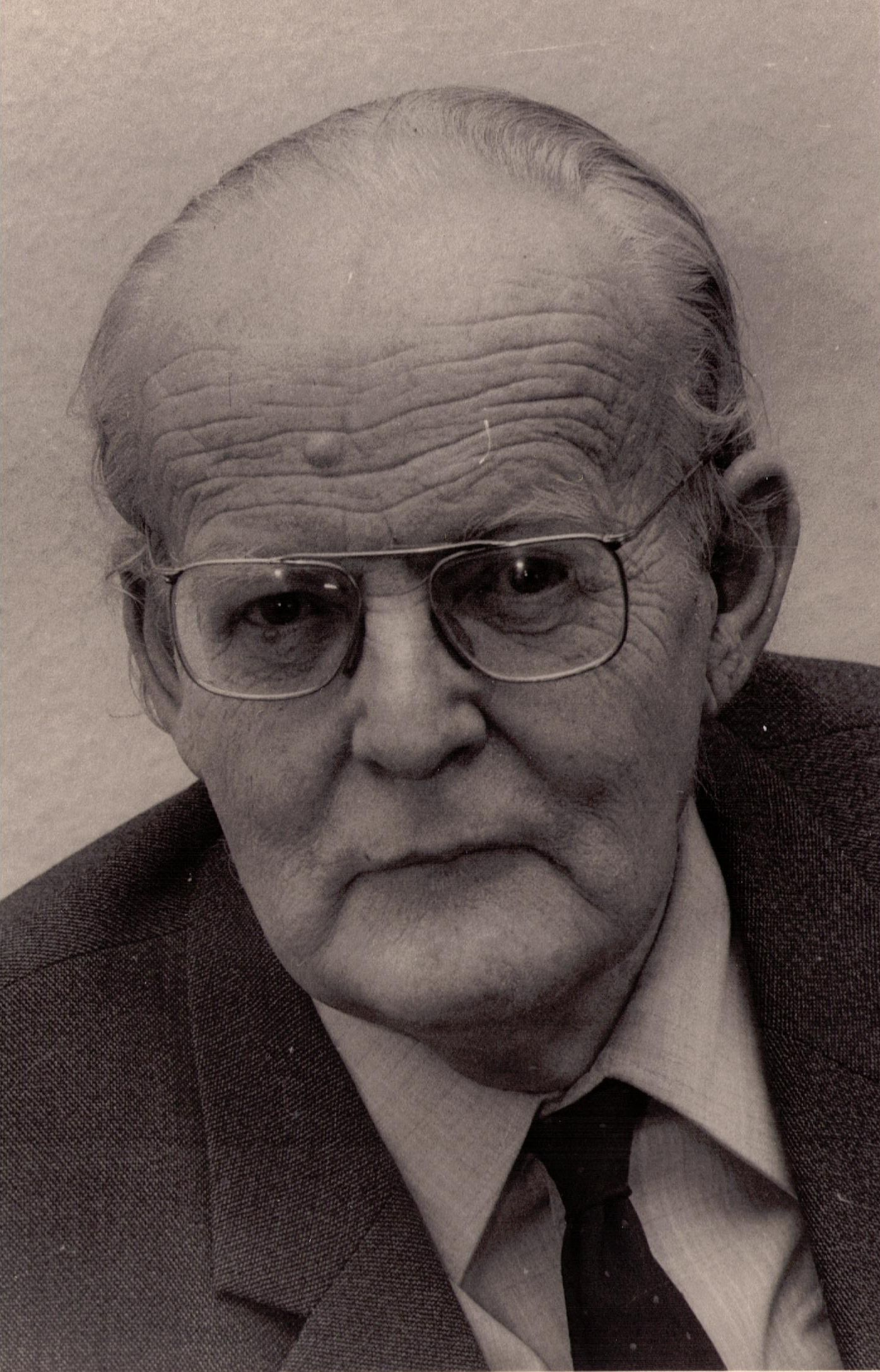
Walter Heinrich Fuchs († 1981)

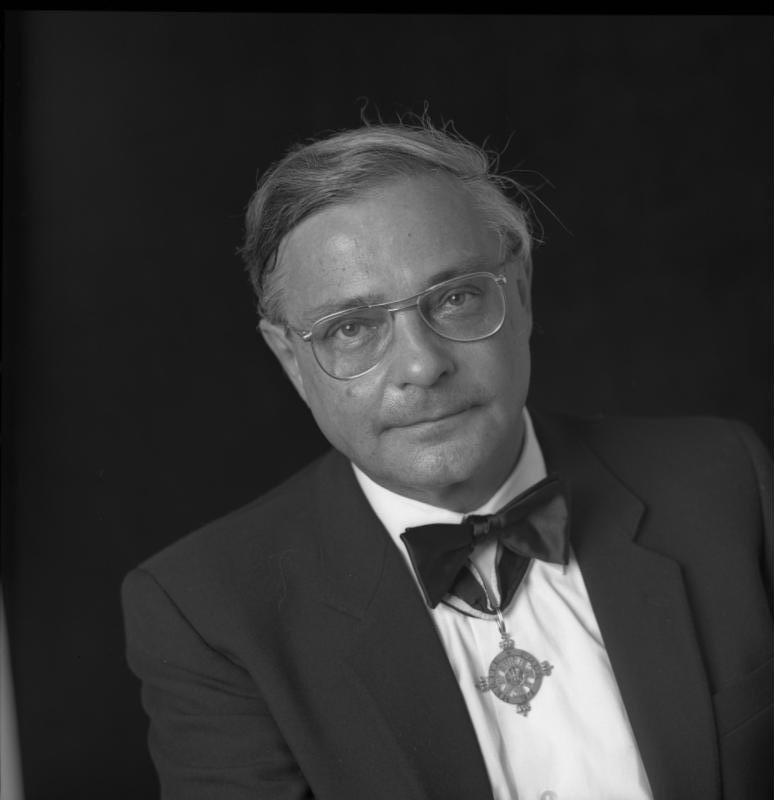
Werner Reichardt († 1992)

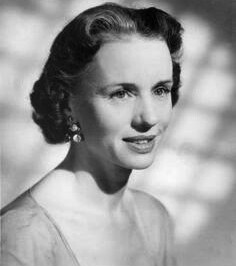
Jessica Tandy († 1994)

- 1952ː Gertrude Coghlan, britische Schauspielerin
- 1953: Kurt Göhrum, deutscher General der SS der Polizei, Polizeichef in Berlin
- 1954: Rupert Hollaus, österreichischer Motorradrennfahrer
- 1954: Alexander Steffen, deutscher Gartenbaudirektor, Pflanzenzüchter und Autor
- 1955: Oswald Kroh, deutscher Pädagoge und Psychologe
- 1956: Herminio Masantonio, argentinischer Fußballspieler
- 1957: Petar Stojanović, serbischer Komponist
- 1958: Hans Grundig, deutscher Maler und Graphiker
- 1958: Robert Lach, österreichischer Musikwissenschaftler
- 1960: Karl Benno von Mechow, deutscher Schriftsteller
- 1962: Wladimir Andrejewitsch Artemjew, sowjetischer Raketen-Wissenschaftler
- 1963: Victor Pierre Le Gorgeu, französischer Politiker und Résistant
- 1963: Richard Oswald, österreichischer Filmregisseur und Drehbuchautor
- 1965: Manfred Schiek, deutscher Motorrad- und Automobilrennfahrer
- 1966: Hans von Ahlfen, deutscher Militär
- 1967: Kurt Ulrich, deutscher Filmproduzent
- 1968: Tommy Armour, schottisch-US-amerikanischer Golfer
- 1969: Leon Payne, US-amerikanischer Country-Musiker
- 1970: Ernst May, deutscher Architekt und Stadtplaner
- 1971: Nikita Sergejewitsch Chruschtschow, sowjetischer Politiker, Parteichef der KPdSU, Regierungschef
- 1971: Woty Werner, deutsche Malerin und Bildweberin
- 1973: Salvador Allende, chilenischer Arzt und Präsident
- 1973: Rudolf Hiden, österreichisch-französischer Fußballspieler und -trainer
- 1978: Georgi Markow, bulgarischer Schriftsteller
- 1978: Ronnie Peterson, schwedischer Formel-1-Rennfahrer
- 1979: Ignacio Aguirrezabala, spanischer Fußballspieler
- 1979: Xanti Schawinsky, Schweizer Maler, Fotograf und Bühnenbildner
- 1980: Christian Mergenthaler, deutscher Politiker, MdL, MdR, Ministerpräsident von Württemberg, Kultminister
- 1981: Walter Heinrich Fuchs, deutscher Phytomediziner
- 1981: Mihai Moldovan, rumänischer Komponist
- 1982: Philipp Mohler, deutscher Dirigent und Musikpädagoge
- 1982: Albert Soboul, französischer Historiker
- 1983: Brian Muir, australischer Autorennfahrer
- 1984: Else Reventlow, deutsche Frauenrechtlerin und Sozialdemokratin, Redakteurin
- 1987: Margot Büttner, deutsche Naturschützerin
- 1987: Lorne Greene, kanadischer Filmschauspieler
- 1987: Peter Tosh, jamaikanischer Musiker
- 1988: Hugh Bancroft, kanadischer Organist und Komponist
- 1988: Charles Jay, französischer Komponist
- 1989: Ludovic Feldman, rumänischer Komponist
- 1989: William Vollery, Schweizer Autorennfahrer
- 1990: Iris von Roten, Schweizer Juristin, Journalistin und Frauenrechtlerin
- 1990: Frederick Fyvie Bruce, schottischer Theologe und Neutestamentler
- 1992: Werner Reichardt, deutscher Physiker und Biologe
- 1993: Luis Antonio Escobar, kolumbianischer Komponist und Musikwissenschaftler
- 1993: Mary Jane Reoch, US-amerikanische Radrennfahrerin
- 1994: Friedrich Schmiedl, österreichischer Raketenpionier, Erfinder der Raketenpost
- 1994: Jessica Tandy, britische Schauspielerin
- 1995: Ralph Kent-Cooke, US-amerikanischer Autorennfahrer und Rennstallbesitzer
- 1996: Willi Weiskirch, deutscher Politiker
- 2000: Enver Şimşek, türkisches NSU-Opfer

### 21. Jahrhundert
- 2001: rund 3000 Menschen bei den Terroranschlägen in den USA, darunter:
  - 2001: Mohammed Atta, ägyptischer islamistischer Terrorist
  - 2001: Garnet Bailey, kanadischer Eishockeyspieler, -trainer und -scout
  - 2001: Hani Handschur, saudi-arabischer Terrorist
  - 2001: Ziad Jarrah, libanesischer Terrorist
  - 2001: Mychal Judge, US-amerikanischer römisch-katholischer Priester
  - 2001: Daniel M. Lewin, US-amerikanischer Informatiker
  - 2001: John P. O’Neill, US-amerikanischer Anti-Terrorismus-Experte
- 2001: Paul Zinsli, Schweizer Wissenschaftler
- 2002: Kim Hunter, US-amerikanische Schauspielerin
- 2002: Johnny Unitas, US-amerikanischer American-Football-Spieler
- 2003: Anna Lindh, schwedische Außenministerin
- 2003: John Ritter, US-amerikanischer Schauspieler
- 2004: Juraj Beneš, slowakischer Komponist, Lehrer und Pianist
- 2004ː Virginia Capers, US-amerikanische Bühnenschauspielerin
- 2004: Fred Ebb, US-amerikanischer Musical-Texter
- 2004: Petros VII., zypriotischer Patriarch von Alexandria
- 2005: John Slade, US-amerikanischer Broker
- 2005: Henryk Tomaszewski, polnischer Plakatmaler
- 2006: William Auld, schottischer Schriftsteller

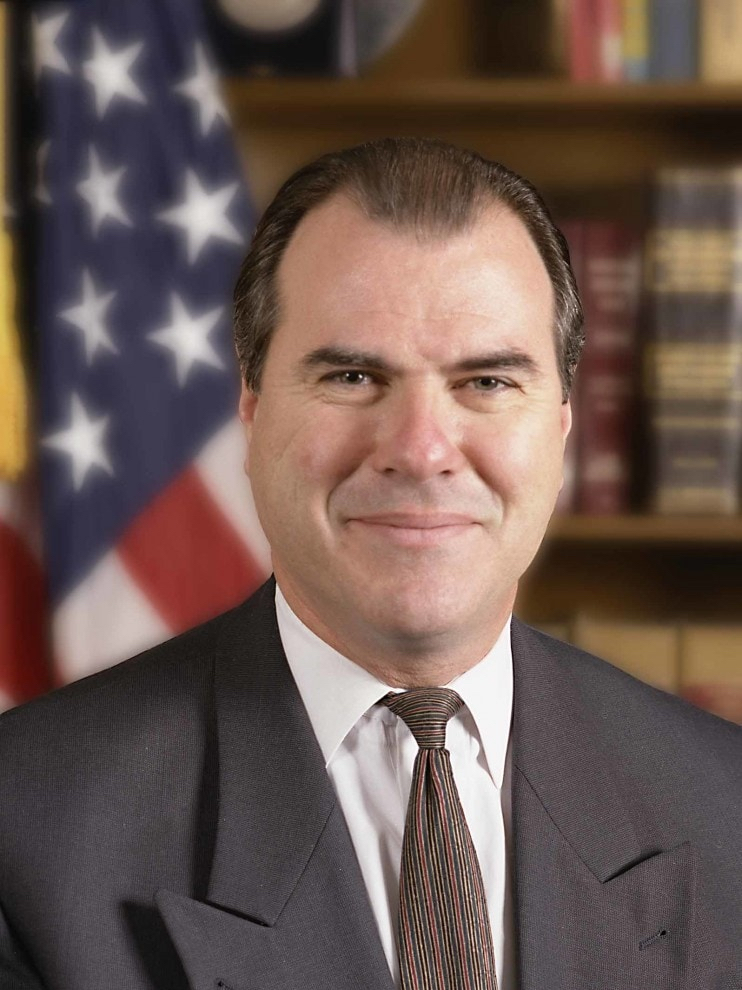
John P. O’Neill († 2001)
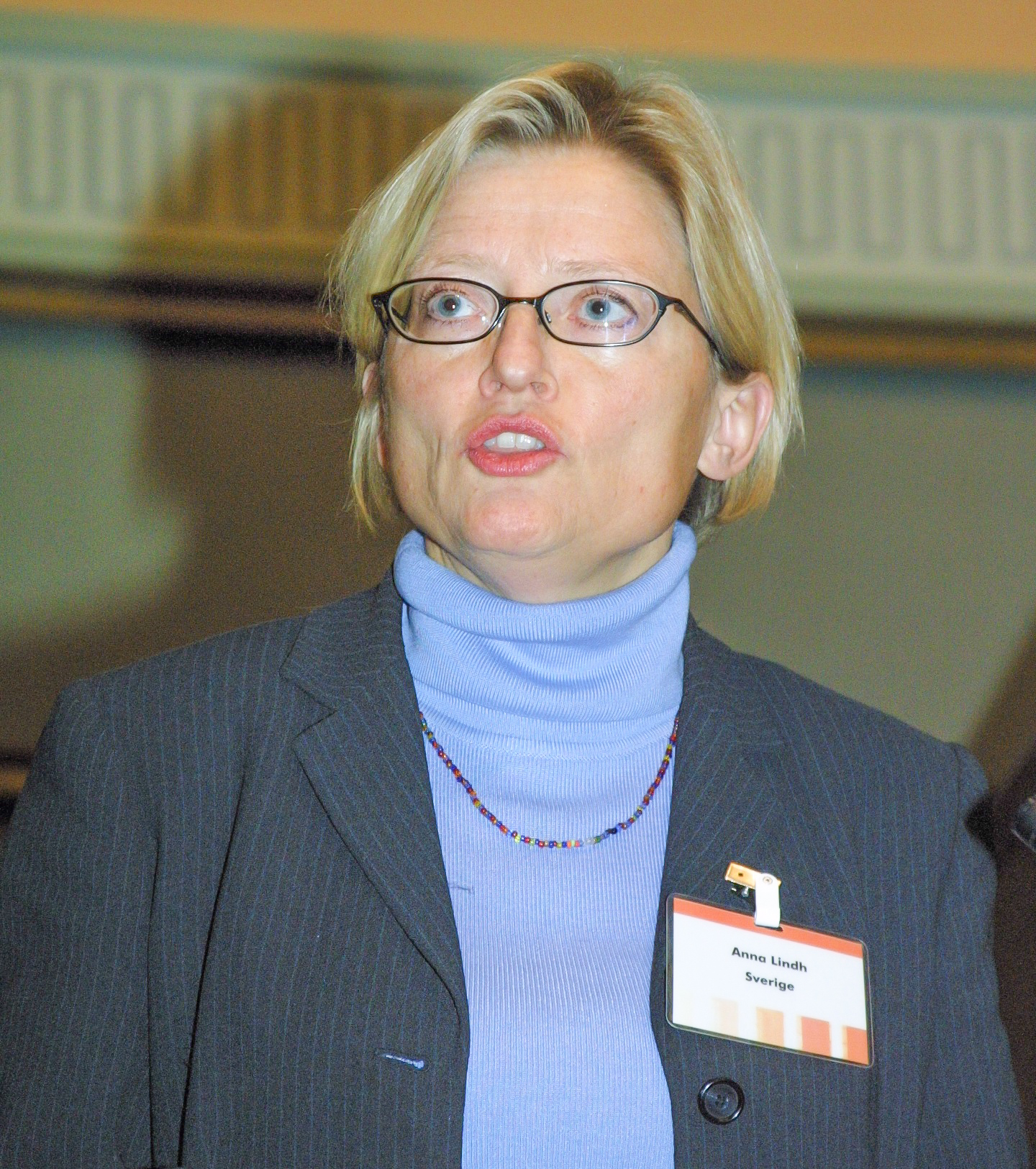
Anna Lindh († 2003)
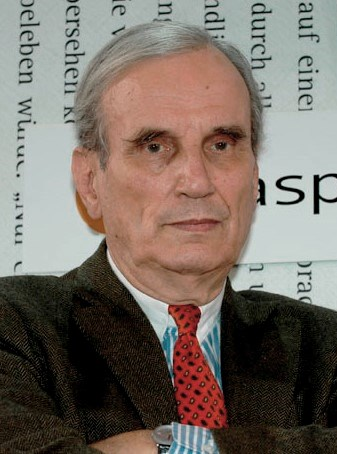
Joachim Fest († 2006)
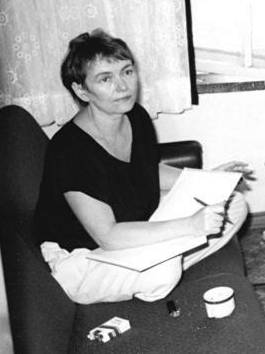
Bärbel Bohley († 2010)
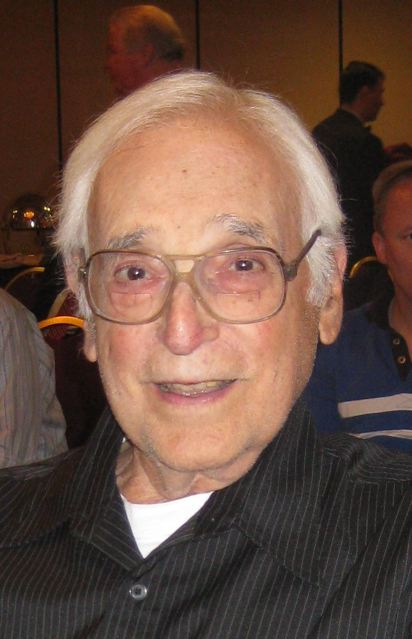
Harold Gould († 2010)

- 2006: Joachim Fest, deutscher Historiker und Publizist
- 2007: Joe Zawinul, österreichischer Musiker
- 2007: Gene Savoy, US-amerikanischer Journalist
- 2008: Klaus J. Jacobs, deutsch-schweizerischer Unternehmer und Mäzen
- 2008: Mario de Jesús Báez, dominikanischer Komponist und Musikverleger
- 2009: Juan Almeida, kubanischer Revolutionär und Politiker
- 2009: Roger Melis, deutscher Fotograf
- 2009: Ernst Mühlemann, Schweizer Politiker, Nationalrat
- 2009: Roland W., deutscher Schlagersänger
- 2010: Bärbel Bohley, deutsche Bürgerrechtlerin und Malerin
- 2010: Heinrich Gillis Görtz, deutscher Maler und Grafiker
- 2010: Harold Gould, US-amerikanischer Schauspieler
- 2011: Karl-Eddi Armgort, deutscher Politiker, MdBB
- 2011: Andy Whitfield, britisch-australischer Schauspieler
- 2012: J. Christopher Stevens, US-amerikanischer Diplomat, Botschafter in Libyen
- 2012: Jesús Iturralde, mexikanischer Fußballspieler
- 2013: Jimmy Fontana, italienischer Sänger, Komponist und Schauspieler
- 2013: Lesley Sibner, US-amerikanische Mathematikerin

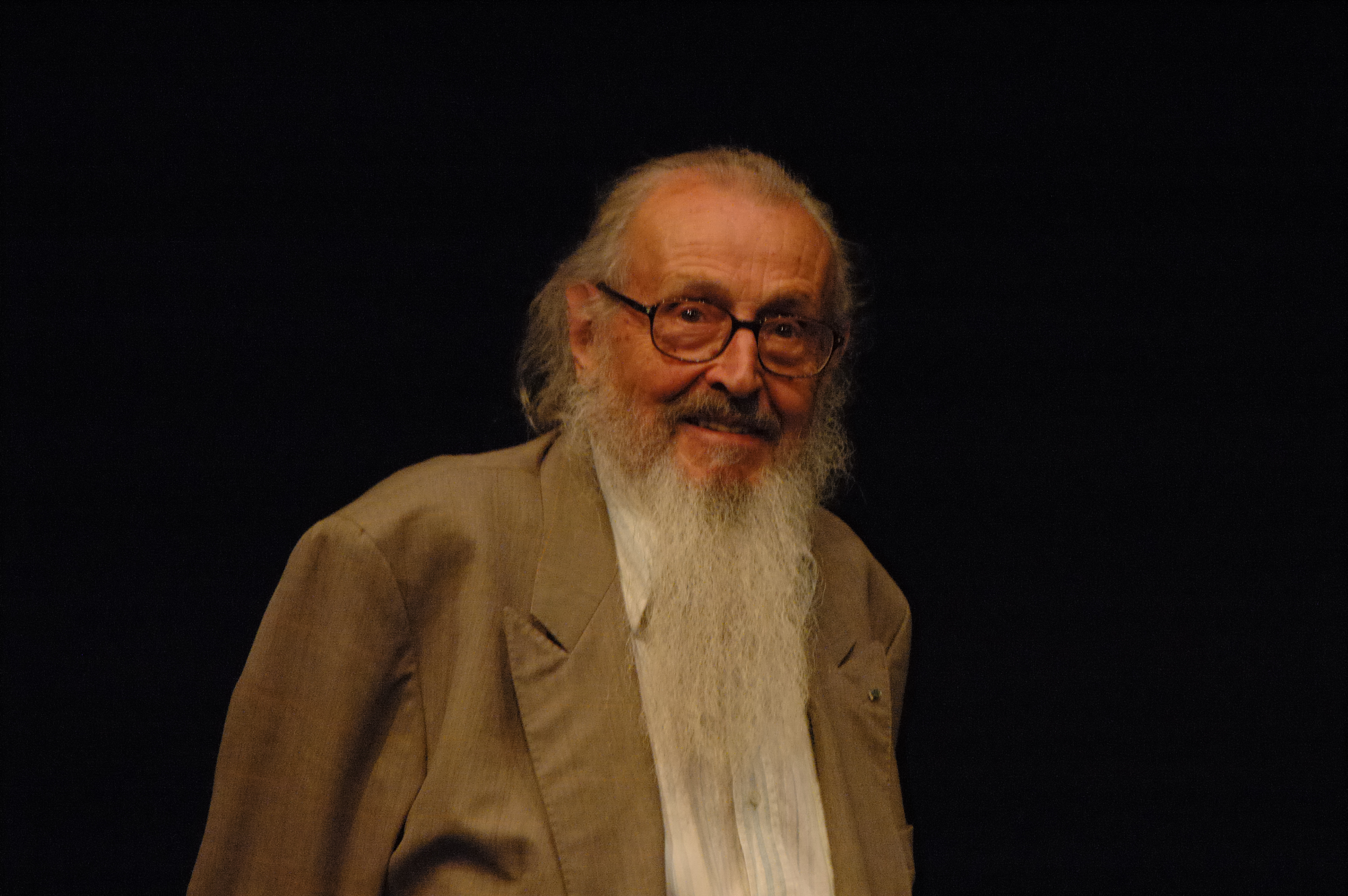
Antoine Duhamel († 2014)
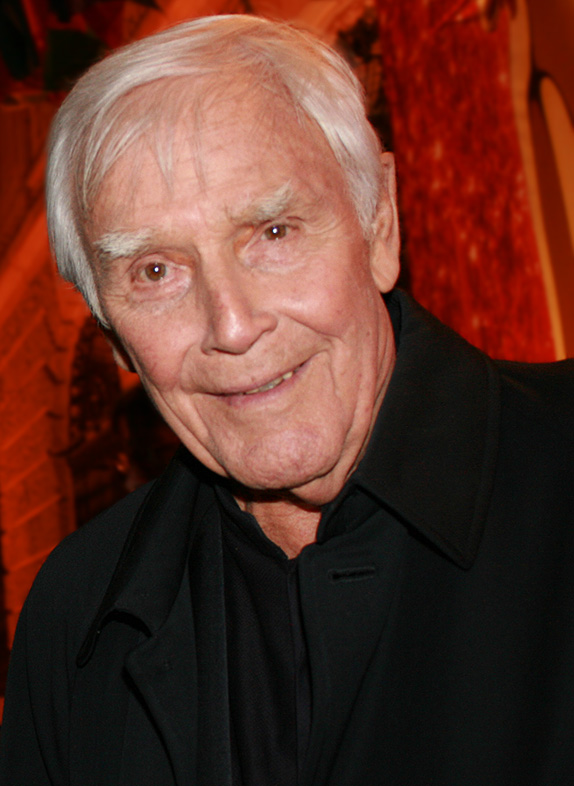
Joachim Fuchsberger († 2014)
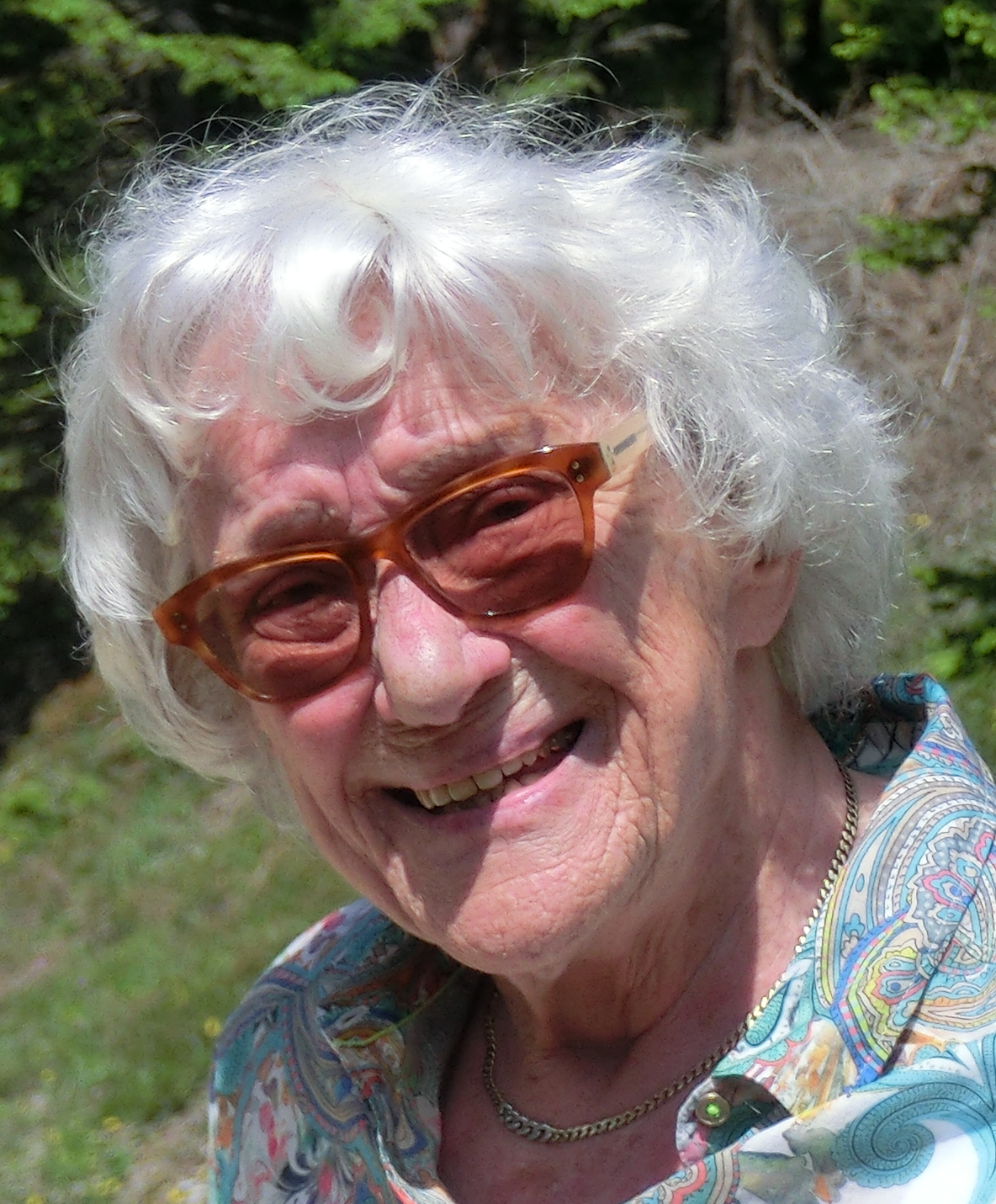
Liselotte Brüne († 2016)

- 2014: Antoine Duhamel, französischer Komponist
- 2014: Joachim Fuchsberger, deutscher Schauspieler und Entertainer
- 2015: Rudolf Radke, deutscher Journalist und Publizist
- 2015: Wolfgang Sieg, deutscher Schriftsteller
- 2016: Liselotte Brüne, deutsche Physiotherapeutin
- 2016: Günther Hornig, deutscher Maler
- 2017: J. P. Donleavy, US-amerikanisch-irischer Schriftsteller

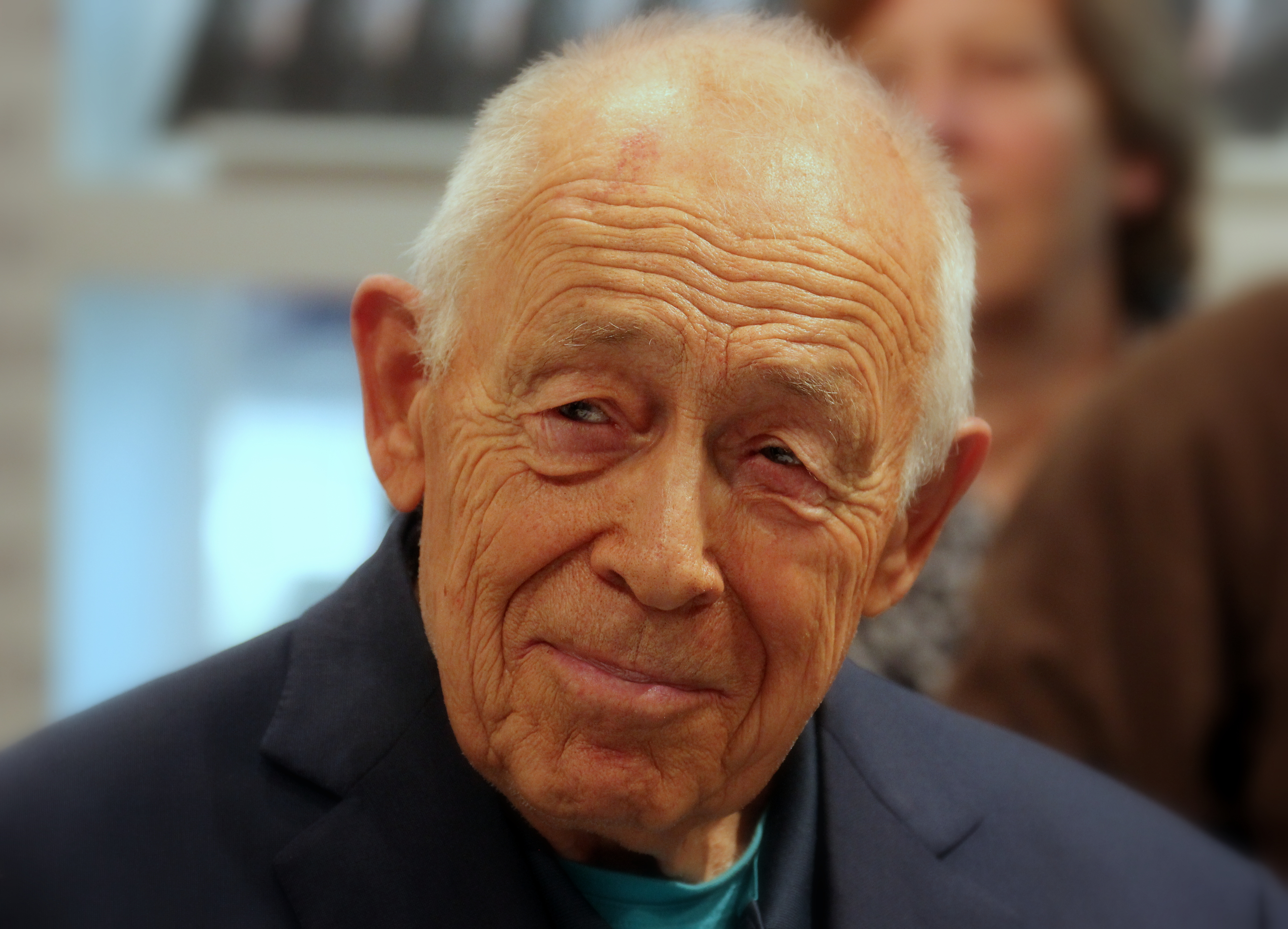
Heiner Geißler († 2017)
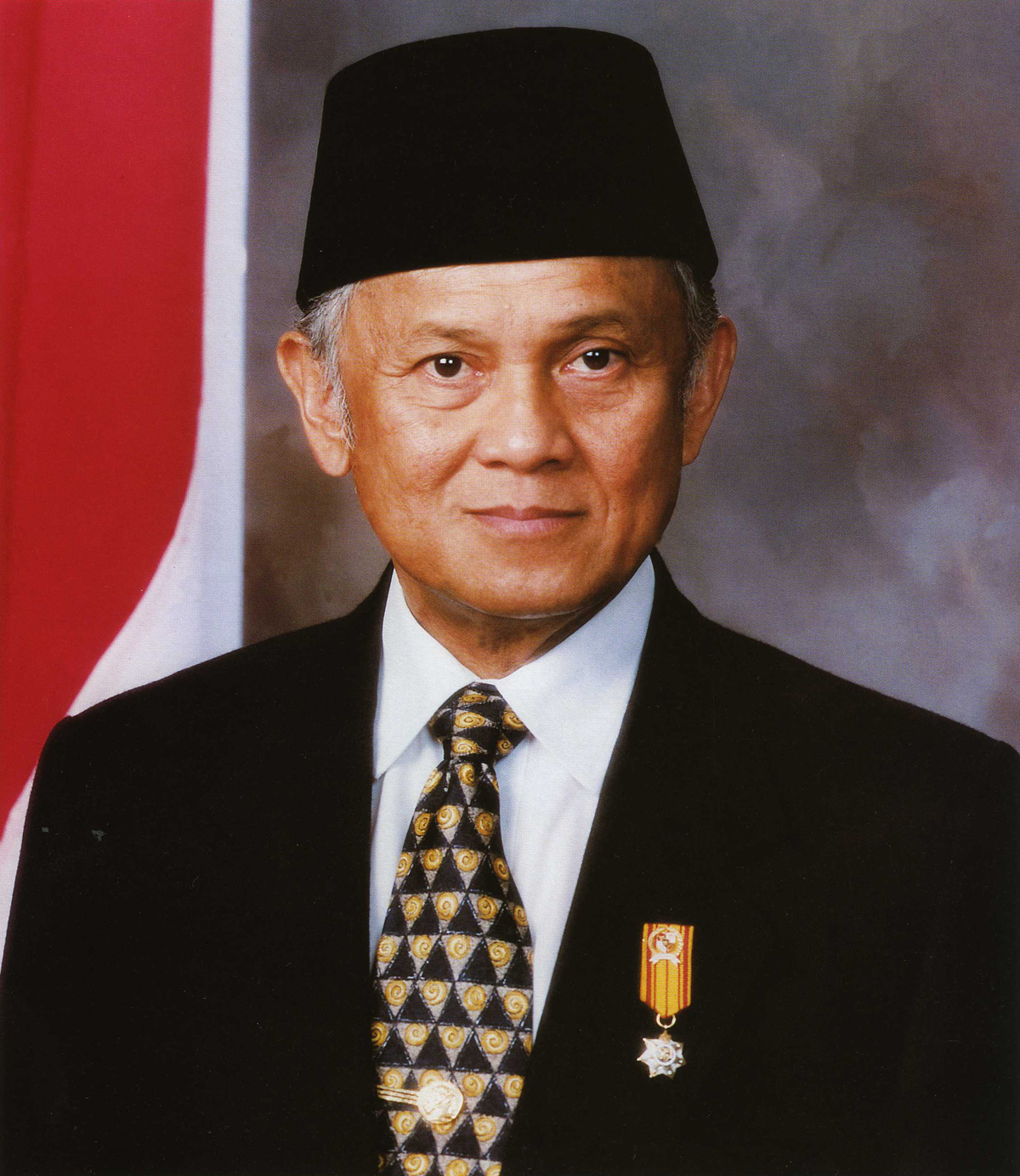
Bacharuddin Jusuf Habibie († 2019)
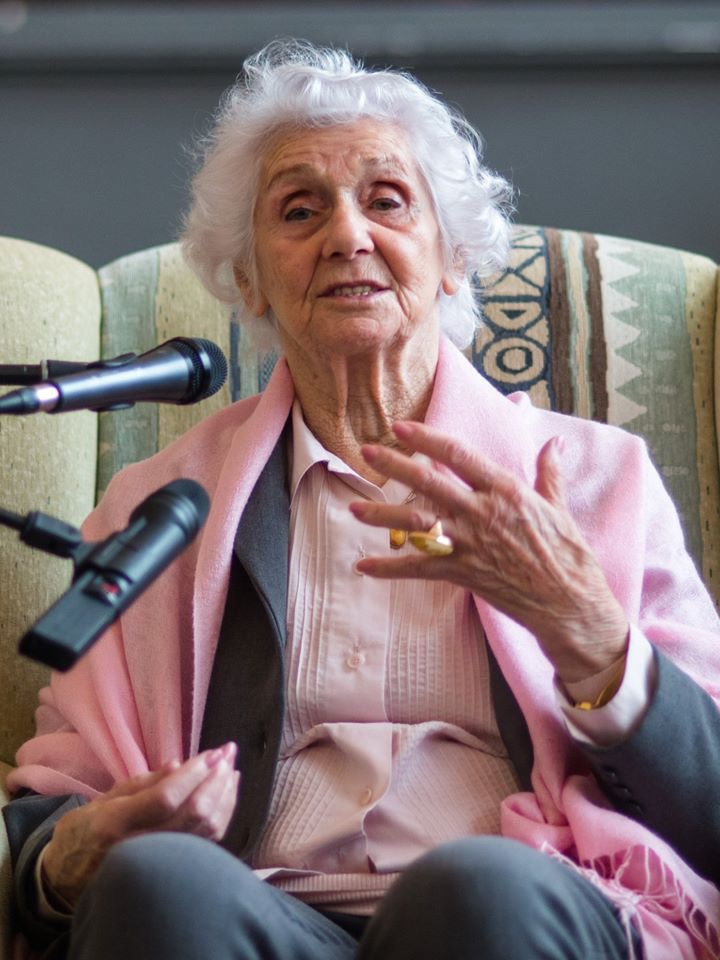
Éva Fahidi († 2023)
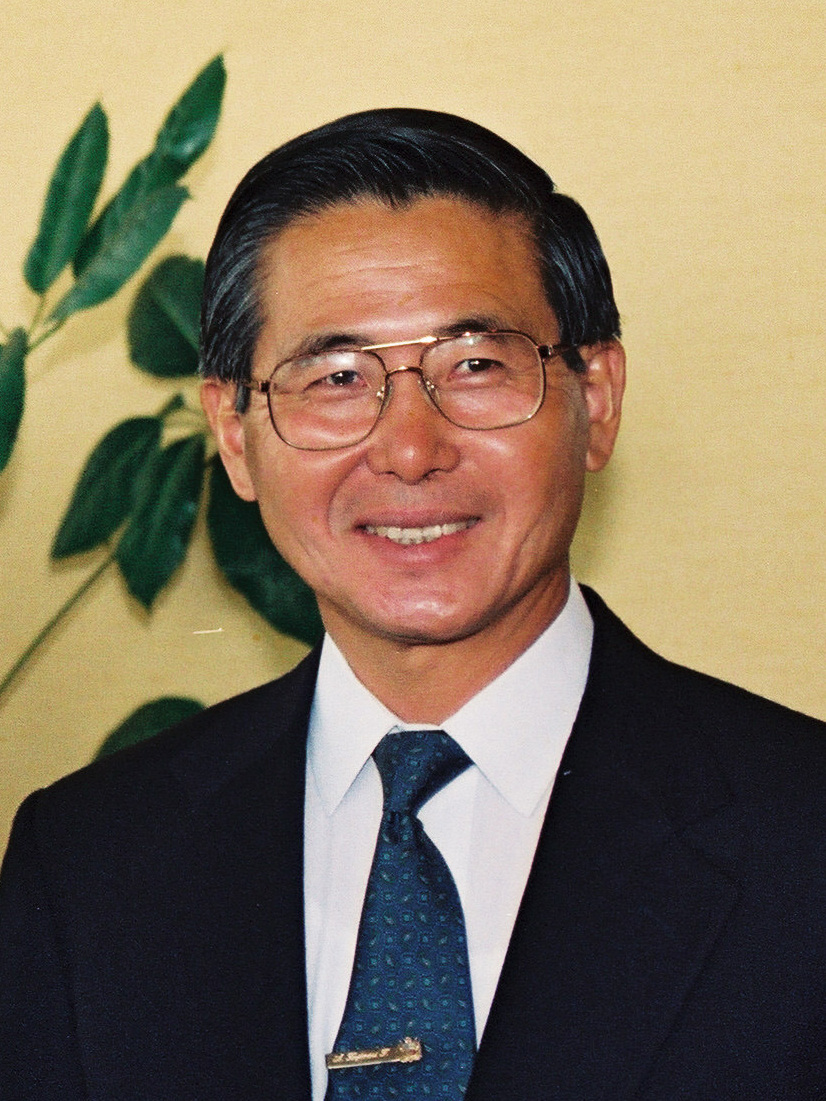
Alberto Fujimori († 2024)

- 2017: Heiner Geißler, deutscher Jurist und Politiker, MdL, MdB, Landes- und Bundesminister
- 2017: Abdul Halim Mu’adzam Shah, malaysischer Wahlkönig
- 2017: Peter Hall, britischer Regisseur
- 2018: Richard Newbold Adams, US-amerikanischer Anthropologe
- 2018: Andreas Karabaczek, österreichischer Diplomat
- 2019: Bacharuddin Jusuf Habibie, indonesischer Wissenschaftler und Politiker, Staatspräsident
- 2019: Hildegard Reitz, deutsche Kunsthistorikerin
- 2020: Christian Manen, französischer Komponist und Musikpädagoge
- 2020: Christian Poncelet, französischer Politiker, Mitglied der Nationalversammlung, Senatspräsident, MdEP
- 2020: Mike Shiva, Schweizer Okkultist und Medienpersönlichkeit
- 2021: Abimael Guzmán, peruanischer Guerillero und Terrorist
- 2021: Horst Rosengart, deutscher Architekt
- 2022: Philip Durbrow, US-amerikanischer Ruderer
- 2022: Javier Marías, spanischer Schriftsteller
- 2022: Alain Tanner, Schweizer Filmregisseur und Drehbuchautor
- 2023: Éva Fahidi, ungarische Holocaustüberlebende
- 2024: Alberto Fujimori, peruanischer Politiker, Staatspräsident

## Feier- und Gedenktage
- Kirchliche Gedenktage
  - Johannes Brenz, deutscher Pfarrer und Reformator (evangelisch)
  - Hl. Deiniol, walisischer Bischof (römisch-katholisch)
- Namenstage
  - Felix, Helga, Josef, Regula
- Staatliche Feier- und Gedenktage
  - Spanien: Diada Nacional de Catalunya, Regionaler Feiertag in Katalonien

Weitere Einträge enthält die Liste von Gedenk- und Aktionstagen.